# Tradiciones navideñas

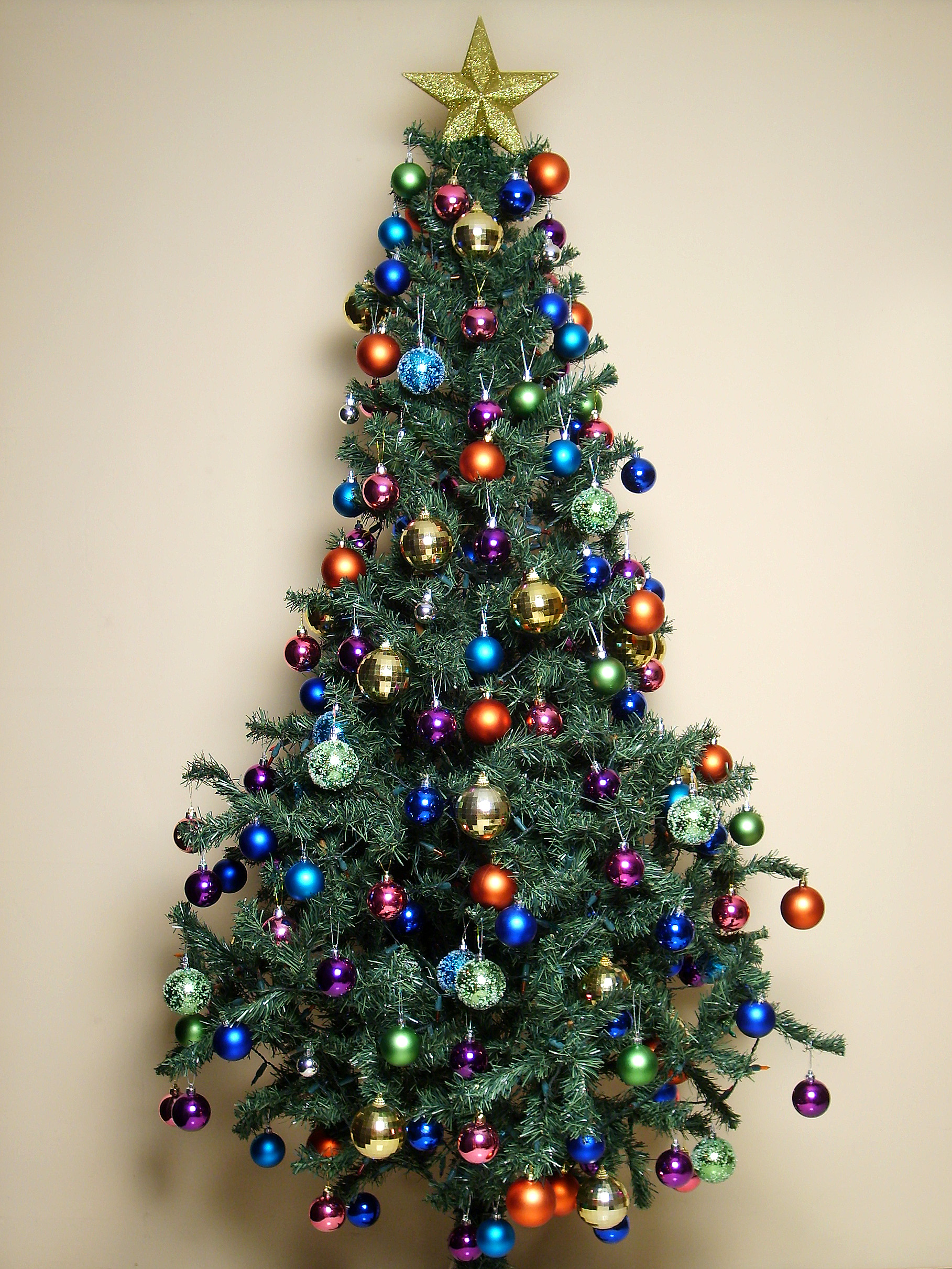
Árbol de Navidad

Las tradiciones navideñas varían de un país a otro. Algunos de los elementos comunes a varios países son el árbol de Navidad, las coronas de Adviento, los calcetines colgados en la chimenea, los bastones de caramelo y los belenes que representan el nacimiento de Jesús. Se cantan villancicos y se cuentan historias sobre figuras como el niño Jesús, san Nicolás, Papá Noel, Kris Kringle o el Abuelo Frío. Se envían tarjetas navideñas, se intercambian felicitaciones, se observan ayunos y otras reglas religiosas como la Misa de Gallo o las vísperas de Nochebuena, se enciende el tronco de Navidad y se ofrecen y reciben regalos. Junto con la Pascua, la Navidad es uno de los periodos más importantes del calendario cristiano, y está muy relacionada con otras festividades de esa época del año, como el Adviento, la fiesta de la Inmaculada Concepción, el día de San Nicolás, el de San Esteban, Año Nuevo y la Epifanía.

## Geografía de la Navidad

Mapa de los países en los que la Navidad no es una festividad pública oficial, ya sea el 24/25 de diciembre o el 6/7 de enero

#### Sudáfrica
En Sudáfrica, la Navidad es una fiesta oficial que se celebra el 25 de diciembre. A pesar de la distancia, en el país se mantienen muchas tradiciones europeas.
Se colocan árboles de Navidad en los hogares, se hacen estallar petardos y a los niños se les dejan regalos en los calcetines. El personaje que trae los presentes, en Nochebuena, es Santa Claus.

#### Nigeria
El día de Navidad en Nigeria es fiesta oficial, siempre marcada por la marcha de los nigerianos a sus poblados ancestrales para estar con su familia. A la vez que se vacían las ciudades, la gente se concentra en los mercados para comprar vacas, cabras y pollos vivos que harán falta para las comidas navideñas
En Nochebuena se preparan los platos tradicionales según las costumbres de cada región. En lugar de dulces y pasteles, los nigerianos suelen preparar varias carnes en grandes cantidades. También se sirven bebidas alcohólicas, como el tradicional vino de palma. Los regalos se hacen con frecuencia en forma de dinero de los más afortunados a los que no han tenido tanta suerte.
En Nigeria, la religión está dividida prácticamente al 50 % entre cristianos y musulmanes, produciéndose en ocasiones estallidos violentos por causas religiosas. En 2011, la secta islamista radical Boko Haram atacó con bombas varias iglesias cristianas el día de Navidad

#### Etiopía
Siguiendo la tradición ortodoxa, el día de Navidad se celebra en Etiopía el 7 de enero.
A la mañana siguiente todos se visten de blanco para ir a una misa a las 4 de la mañana antes del nacimiento de Cristo las familias ayunan todo el día. La misa se celebra en iglesias muchas de las cuales fueron construidas antiguamente dentro de rocas volcánicas.

### Asia

#### Sur de Asia

##### India

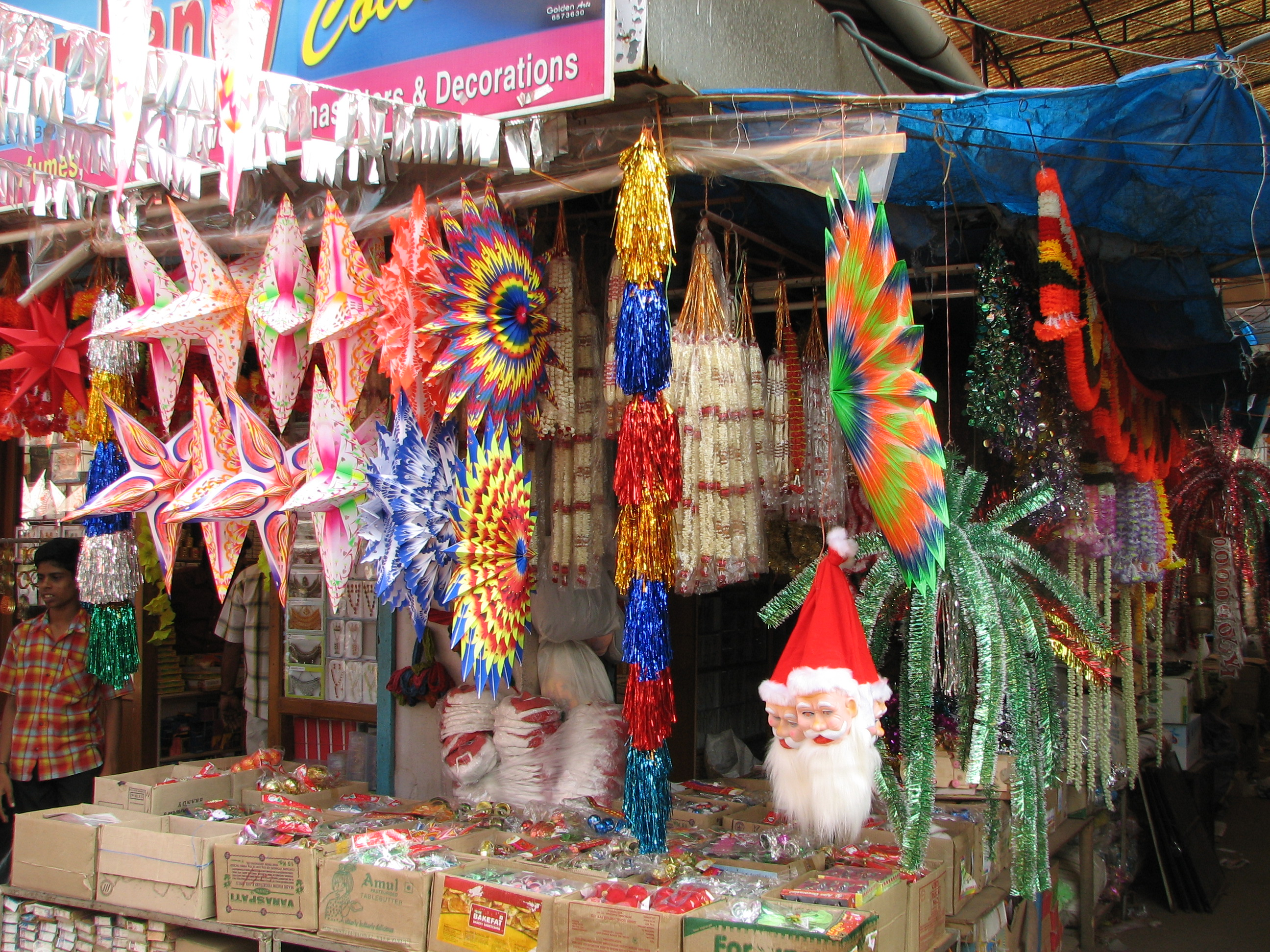
Venta de decoraciones navideñas

Al haber sido colonia británica hasta 1947, India ha conservado muchas tradiciones de la metrópoli. El día de Navidad es fiesta oficial; aunque el cristianismo en India es minoritario, con solo un 2,3 % de la población. Muchos hogares cristianos indios se decoran con belenes y se intercambian dulces y pasteles con los vecinos. En muchas escuelas gestionadas por misioneros cristianos, los niños participan activamente en las festividades. También en muchas escuelas no religiosas hay tradición de celebrar la Navidad, que cada vez se festeja más entre los practicantes de otras religiones. La Navidad se conoce como Badaa Din (Gran Día) en el norte y el noroeste del país

##### Pakistán
En Pakistán, el cristianismo constituye la segunda minoría religiosa tras el hinduismo. El número total de cristianos es de unos 2 800 000 (en 2008), un 1,6% de la población. De estos, aproximadamente la mitad son católicos y la otra mitad protestantes. Los cristianos celebran la Navidad yendo de una casa a otra cantando villancicos y a cambio se les ofrece dinero u obsequios. Casi todo el dinero recaudado se dedica a obras de caridad o se entrega a la iglesia. Los cristianos pakistaníes decoran sus hogares con artesanías navideñas y se colocan estrellas artificiales en los tejados en recuerdo de la estrella de Belén. Las celebraciones navideñas son también muy populares entre las clases medias urbanas, ya que se celebran numerosas fiestas en hoteles, cafés, restaurantes y parques temáticos.

##### China

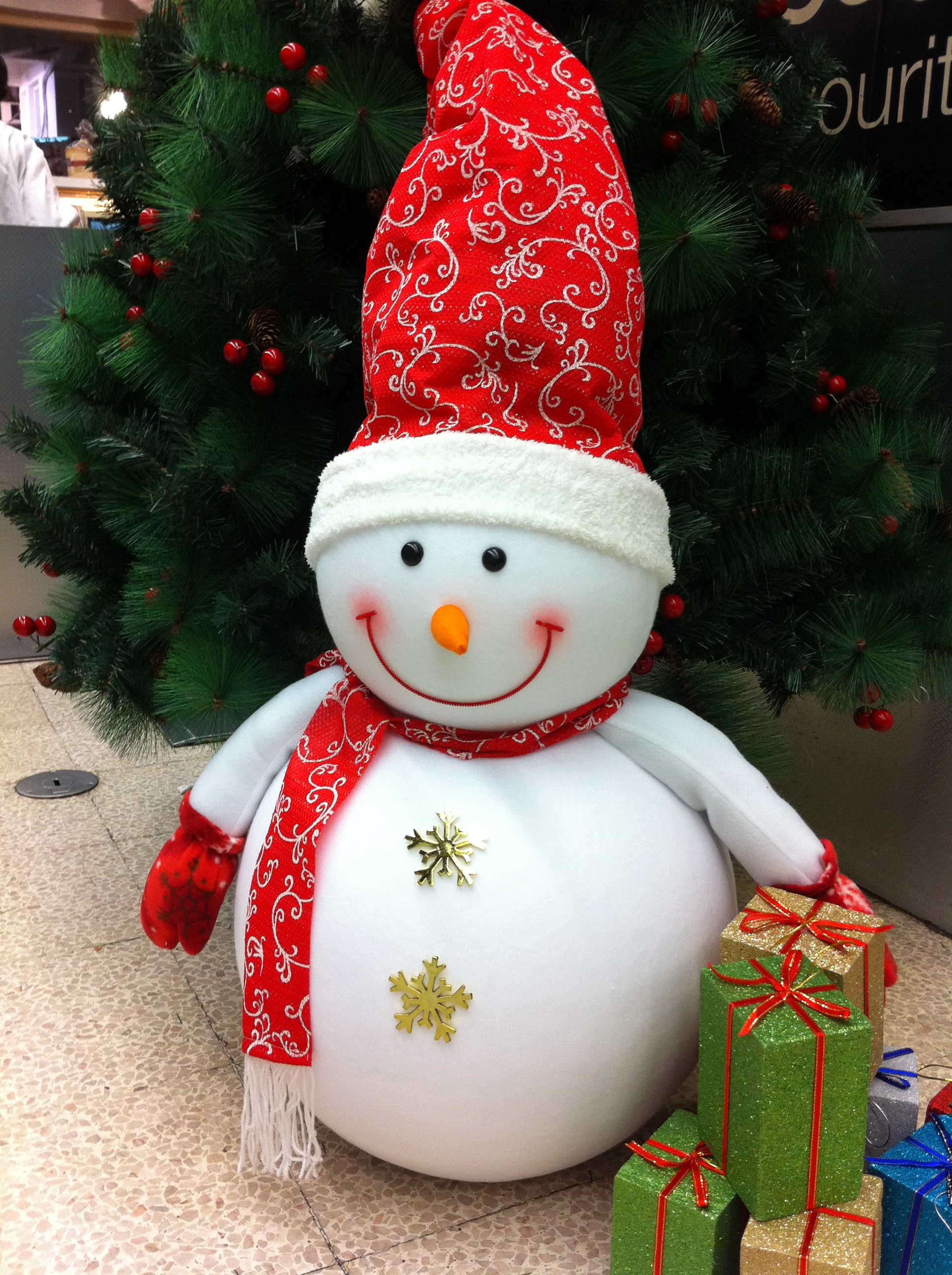
Navidad de 2012 en China

En China, el 25 de diciembre no es fiesta oficial. No obstante, está señalada como fiesta pública en las regiones administrativas especiales de Hong Kong y Macao, ambas antiguas colonias de países occidentales de tradición cultural cristiana.
En la China continental, el pequeño porcentaje de ciudadanos chinos que se consideran cristianos celebran la Navidad de forma no oficial y a menudo privada. Otros ciudadanos celebran festividades como la Navidad aunque no son cristianos. Muchas de las costumbres son similares a las occidentales, como las tarjetas, los regalos y los calcetines en la chimenea. Las decoraciones navideñas y otros objetos simbólicos se han convertido en algo habitual durante el mes de diciembre en los centros urbanos de la China continental, reflejando en unos casos un interés cultural en este fenómeno occidental, y en otros, simples campañas de ventas.
En Hong Kong, donde el día de Navidad es festivo, se iluminan muchos edificios frente al Puerto de Victoria con luces navideñas. En los centros comerciales y otros lugares públicos se instalan árboles de Navidad, al igual que en muchos hogares. Los católicos pueden asistir a la misa de Navidad

##### Japón

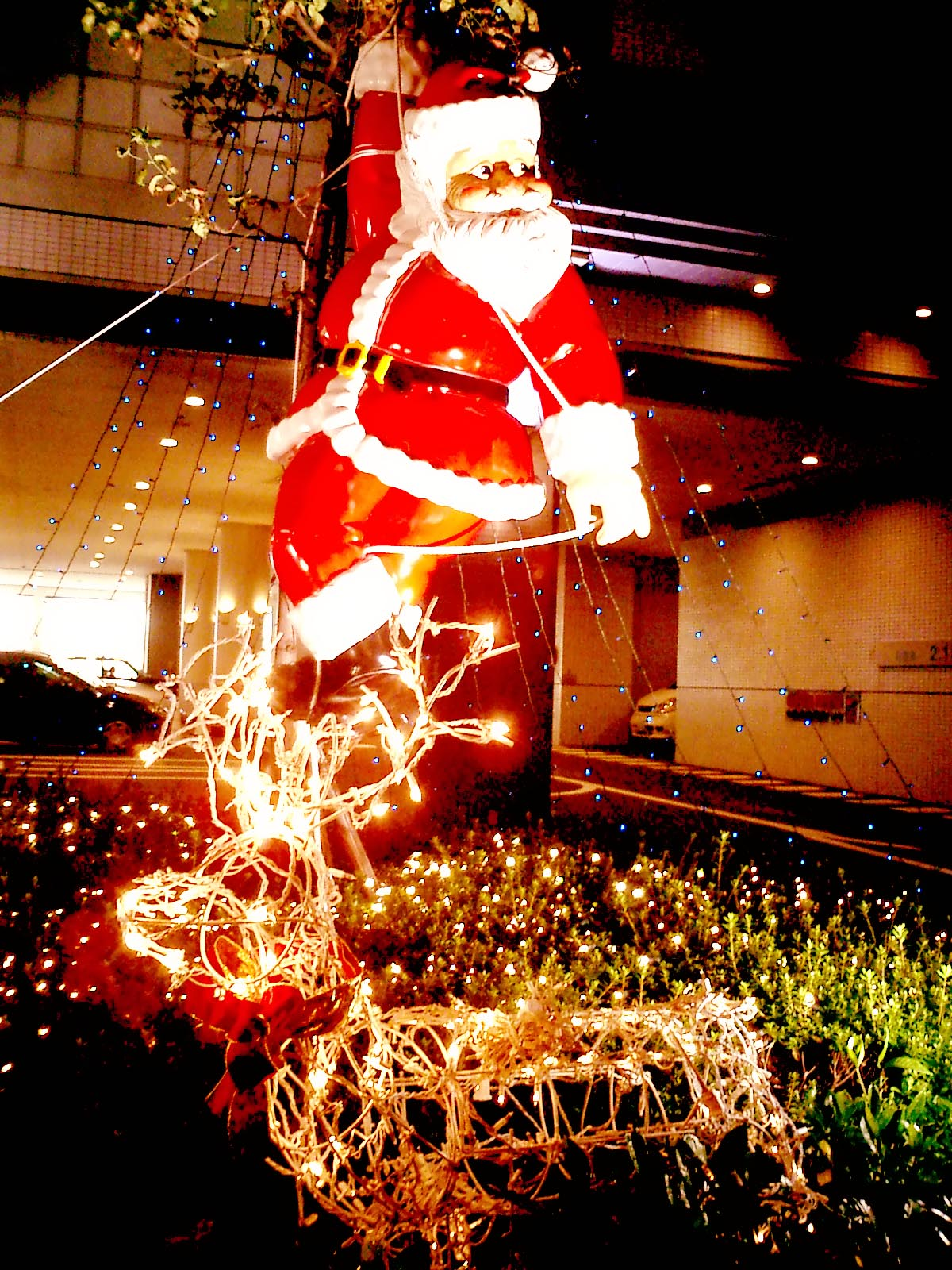
Papá Noel en Kōbe (Japón)

Animada por el comercio, la celebración laica de la Navidad es bastante popular en Japón, aunque no es una fiesta oficial. En ocasiones se intercambian regalos y se celebran fiestas en los días próximos al de Navidad. Es habitual consumir el pastel de Navidad japonés, un bizcocho cubierto de crema y decorado con fresas, así como el Christstollen, importado o local. Las ciudades se decoran con luces navideñas y los árboles de Navidad decoran las zonas urbanas y los centros comerciales. La Nochebuena se ha convertido en una fiesta que las parejas aprovechan para pasar tiempo juntos e intercambiar regalos. En los años 70, una exitosa campaña publicitaria hizo que comer en el Kentucky Fried Chicken en la época navideña se convirtiera en una costumbre nacional. Sus platos de pollo son tan populares en Navidad que se hacen reservas con meses de antelación.

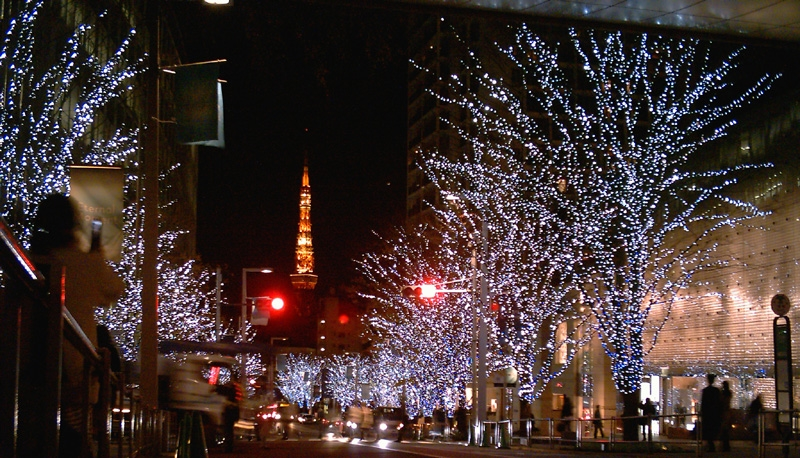
Luces navideñas en Tokio

La primera celebración navideña de la que se tiene constancia en Japón fue una misa celebrada por los misioneros jesuitas en la Prefectura de Yamaguchi en 1552. Hay quien cree que antes de esa fecha ya se habían efectuado otras celebraciones, a partir de 1549, cuando San Francisco Javier llegó a Japón. El cristianismo se prohibió en todo el país en 1612, pero un pequeño grupo de Kakure Kirishitan  («cristianos ocultos») siguió practicándolo en secreto durante los siguientes 250 años.
El cristianismo, junto con la Navidad, resurgió en la Era Meiji. Bajo influencia de los Estados Unidos, se celebraban fiestas navideñas y se intercambiaban regalos. La práctica se extendió lentamente, pero su proximidad a las celebraciones del año nuevo japonés redujo su importancia. Durante la Segunda Guerra Mundial se suprimieron todas las celebraciones, sobre todo las copiadas de Estados Unidos A partir de los años 60, con una economía en expansión De la influencia de las televisiones americanas, se popularizaron estas fiestas, y muchas canciones y series de televisión presentan la Navidad como una época romántica. El cumpleaños del actual emperador, Akihito, es una fiesta nacional que se celebra el 23 de diciembre, y las empresas cierran por Año Nuevo hasta el 3 de enero.

#### Sudeste Asiático

##### Malasia

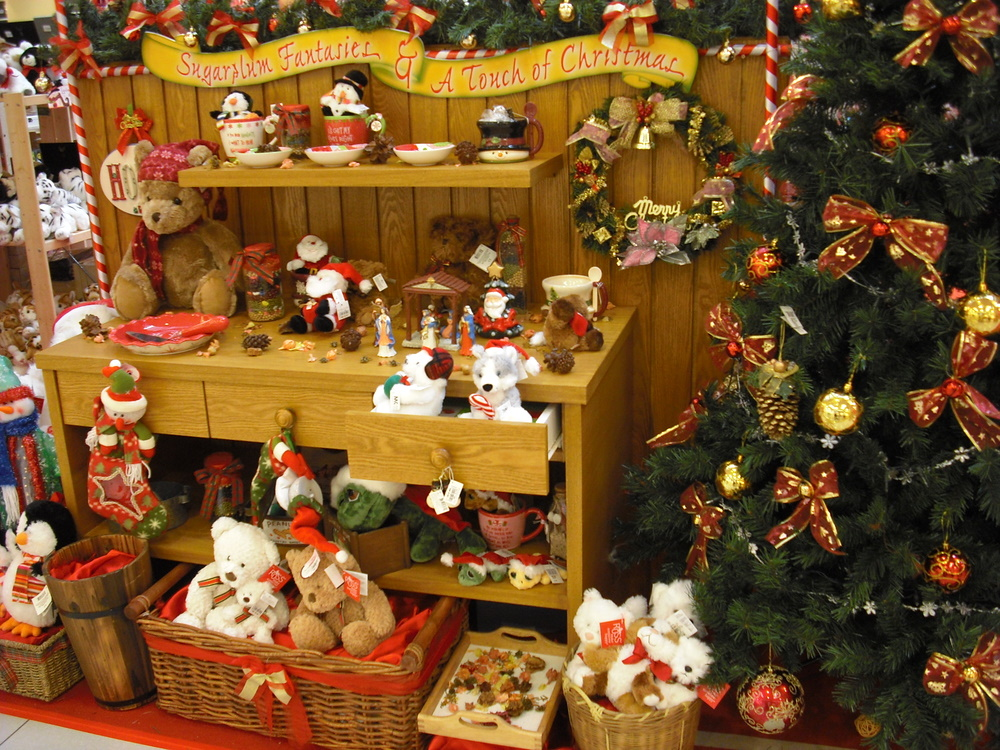
Coloridas decoraciones navideñas en Malasia

Aunque el día de Navidad es festivo en Malasia, la mayor parte de la celebración pública es de naturaleza comercial y no tiene matices religiosos evidentes. En ocasiones, grupos activistas cristianos publican reportajes publicitarios en los periódicos en Navidad o Pascua, pero solo suele estar permitido en los diarios en inglés y no todos los años se concede permiso para hacerlo. Hay cierta controversia sobre si el gobierno nacional ejerce presión sobre los cristianos malasios para que no utilicen símbolos o himnos religiosos que mencionen específicamente a Jesucristo.

##### Filipinas

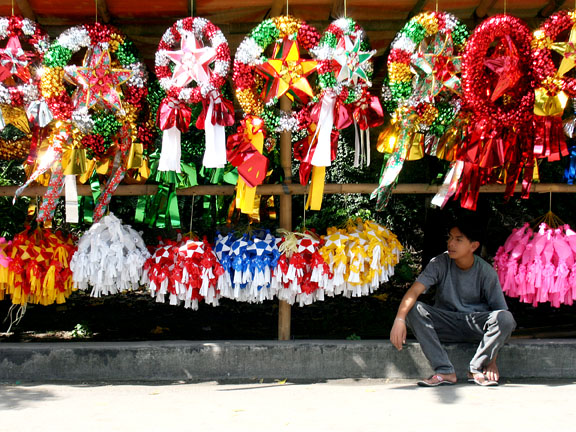
Los farolillos llamados «parol» son una decoración típica en Filipinas durante sus largas navidades

La Navidad en Filipinas, uno de los dos países predominantemente católicos de Asia (el otro es Timor Oriental), es una de las principales festividades del calendario y objeto de grandes celebraciones. Filipinas se ha ganado la distinción de celebrar las navidades más largas del mundo, en las que los villancicos pueden comenzar a oírse el 1 de septiembre. El inicio de las fiestas lo marca el novenario, un conjunto de nueve misas nocturnas, del 16 al 24 de diciembre. Estas misas se denominan «Misas de Aguinaldo» o «Misas del Gallo», conservando el nombre en español, y Simbang Gabi en tagalo. Además de las fiestas oficiales, que son el día de Navidad, «Rizal Day» (30 de diciembre) y Año Nuevo, se celebran otros días próximos a estos, también declarados días festivos, como la Nochebuena (24 de diciembre), los Inocentes (28 de diciembre) y la Epifanía (fiesta católica del 6 de enero, pero que en Filipinas se celebra el primer domingo de enero).
Al igual que en muchos países asiáticos,  son habituales las celebraciones laicas de la Navidad, que incluyen la iluminación de las calles, árboles de Navidad, figuras de Papá Noel (a pesar del clima tropical) y tarjetas navideñas. En ocasiones, estas decoraciones se mantienen incluso durante el verano.

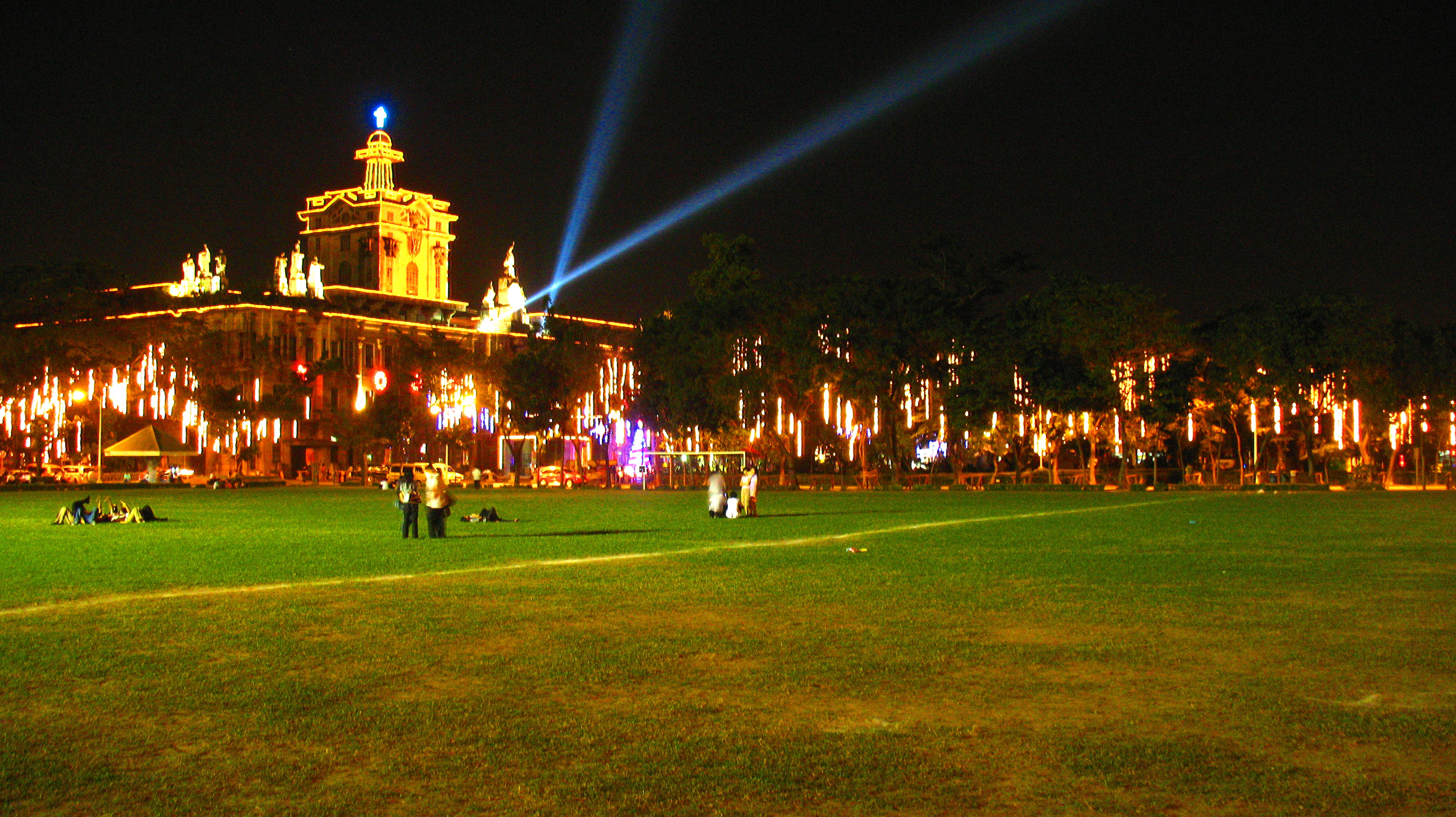
The University of Santo Tomas – Edificio principal de la UST iluminado en las noches de diciembre de 2007

Para los filipinos, la Nochebuena (Bisperas ng Pasko en tagalo), el 24 de diciembre, se celebra con una cena seguida de la Misa del Gallo. Las familias cenan juntas los alimentos típicos de Nochebuena, como queso de bola, tsokolate (bebida de chocolate caliente), jamón, lechón, pollo o pavo asado, pasta, relleno (pollo o sabalote relleno), pandesal y distintos postres, entre ellos pasteles y macedonia de fruta. En algunas casas, los regalos se abren en Nochebuena.
El 31 de diciembre, Nochevieja, (Bisperas ng Bagong Taon en tagalo), las familias filipinas se reúnen para celebrar un banquete que simboliza su esperanza de un nuevo año próspero. A pesar de las campañas contra los cohetes, muchos filipinos los consideran una forma tradicional de saludar al nuevo año, pues se supone que los ruidos y sonidos de la celebración espantan a los malos espíritus. También se golpean cacerolas, y se hacen sonar las bocinas de los coches. Otras costumbres ancestrales animan a los niños a saltar al dar la medianoche para que crezcan más altos, o a decorar con frutas redondas y llevar ropa de topos que simbolizan el dinero, comer doce uvas con las campanadas de medianoche para atraer la fortuna en los 12 meses del año, y abrir las ventanas y puertas durante el primer día del año para dejar entrar la buena suerte.
La Navidad termina oficialmente el día de los Reyes Magos (Tatlong Hari en tagalo), conocida también como la Epifanía, que la Iglesia celebra el 6 de enero, pero en Filipinas se ha trasladado al primer domingo de ese mes. Algunos niños ponen sus zapatos en el balcón, para que los tres Reyes Magos les dejen regalos. Pero las celebraciones no acaban aquí, sino el segundo domingo del mes con la celebración del bautismo de Jesús en el Jordán. El 9 de enero se celebra en Manila la festividad del Cristo Negro, y las celebraciones en honor al Santo Niño de Cebú el tercer y cuarto domingos de enero pueden extender la Navidad hasta finales de ese mes

##### Singapur

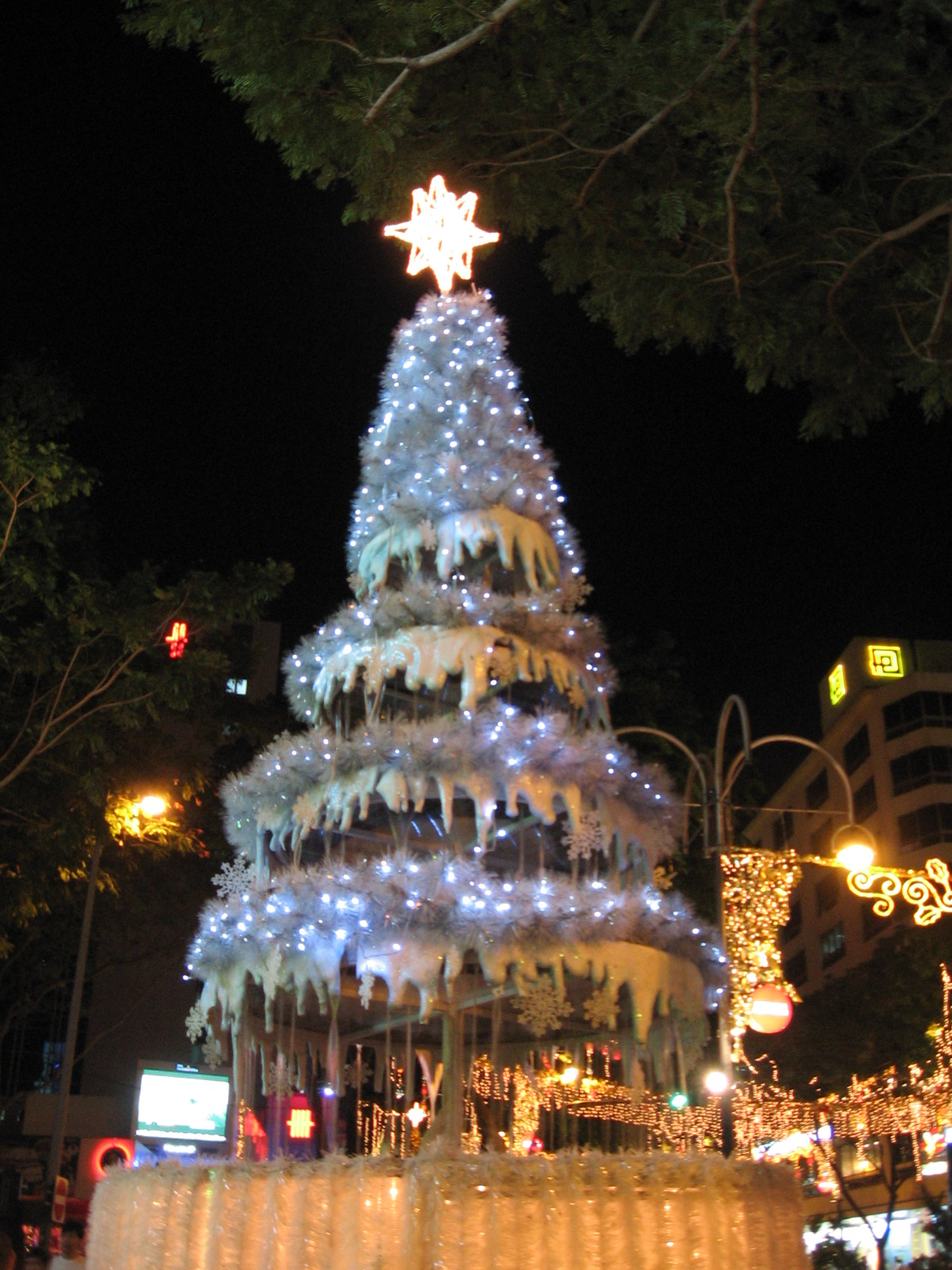
Navidad en Singapur

Navidad es festivo en Singapur y es una fiesta muy celebrada.
La época navideña también es un periodo popular para los comercios, que organizan rebajas y ventas de fin de año, y ofrecen descuentos y promociones relacionadas con las fiestas. Las famosas zonas comerciales de Orchad Road y Marina Bay se adornan con luces y decoraciones navideñas desde noviembre a enero. En esas zonas también se realizan otras actividades propias de la época, como villancicos, conciertos y desfiles. Muchas empresas de Singapur suelen organizar intercambios de regalos el último día de trabajo antes de Navidad.

#### Oriente Medio

##### Líbano
Navidad es fiesta oficial en Líbano. Los libaneses celebran la Navidad el 25 de diciembre, excepto los de origen armenio, que la celebran en la Epifanía, el 6 de enero, también festivo en el país. En Nochebuena, los cristianos libaneses asisten a la Misa del Gallo. Los regalos se entregan en la iglesia o los trae Papa Noël, la versión francesa de Santa Claus.

### América
En la mayoría de los países americanos, la Navidad es una fiesta importante y un día de descanso. Las tradiciones varían, desde el pavo, el dulce de frutas, los árboles navideños y coronas de Adviento, así como otros adornos.

#### América del Norte
La Navidad se celebra el 25 de diciembre. En Estados Unidos es festividad federal y estatal, en Canadá es festivo y también lo es en México, así como en otros territorios dependientes de estos países.

##### Canadá

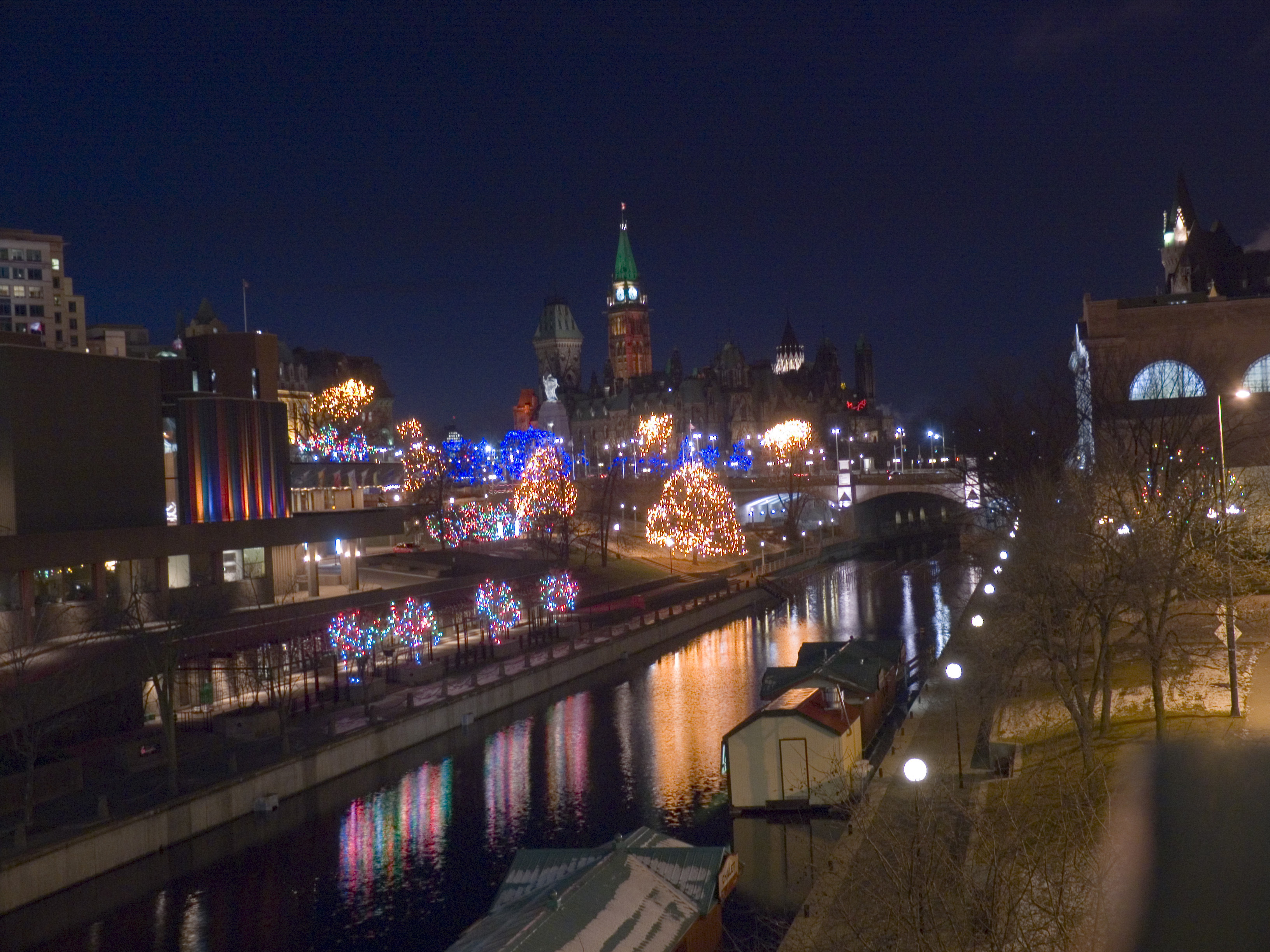
Navidad en Ottawa, (Canadá)

En las provincias canadienses de habla inglesa, las tradiciones navideñas son muy similares a las de Estados Unidos, con influencias del Reino Unido y nuevas tradiciones importadas por inmigrantes de otros países europeos. En esta zona se suele comer Mince pie (pastel de fruta), pudin de Navidad y pastel de Navidad como postres, siguiendo a la comida tradicional de pavo asado, relleno, patatas y verduras de invierno. También son bastante comunes los crackers o petardos navideños. En algunas zonas de Terranova y Nueva Escocia, grupos de vecinos disfrazados interpretan en las calles obras de teatro llamadas mummers
La influencia estadounidense se evidencia en los calcetines colgados en Nochebuena para que los llene Santa Claus. No obstante, los niños canadienses creen que Santa Claus vive en el Polo Norte, en Canadá, y le escriben cientos de cartas cada año, utilizando el código postal «HOH OHO», un remedo de los códigos canadienses, compuestos por seis letras y números. Los árboles de Navidad, naturales o artificiales, fueron introducidos en 1781 por soldados alemanes estacionados en Quebec durante la Revolución Americana, y hoy se utilizan tanto en los hogares como en las zonas comerciales.
Como Canadá es un país frío y oscuro en invierno, a menudo se iluminan los espacios públicos y los edificios en noviembre y diciembre. Muchas comunidades celebran estas iluminaciones, como en el caso de la Cavalcade of Lights en Toronto, los fuegos artificiales de Navidad en Montreal o las Noches Radiantes en el Parque Stanley, Vancouver. Un programa nacional, «Luces Navideñas en Canadá» ilumina la capital del país, Ottawa, y las 13 capitales provinciales y territoriales.
En la provincia de Quebec y otras zonas de habla francesa de América del Norte, entre las tradiciones navideñas se cuentan el réveillon (Nochebuena y Nochevieja), el Père Noël (Papá Noel), y el tronco de Navidad. Uno de los platos tradicionales del réveillon es la tourtière, un sabroso pastel de carne. En Nochebuena se abren los regalos y se asiste a la Misa del Gallo.

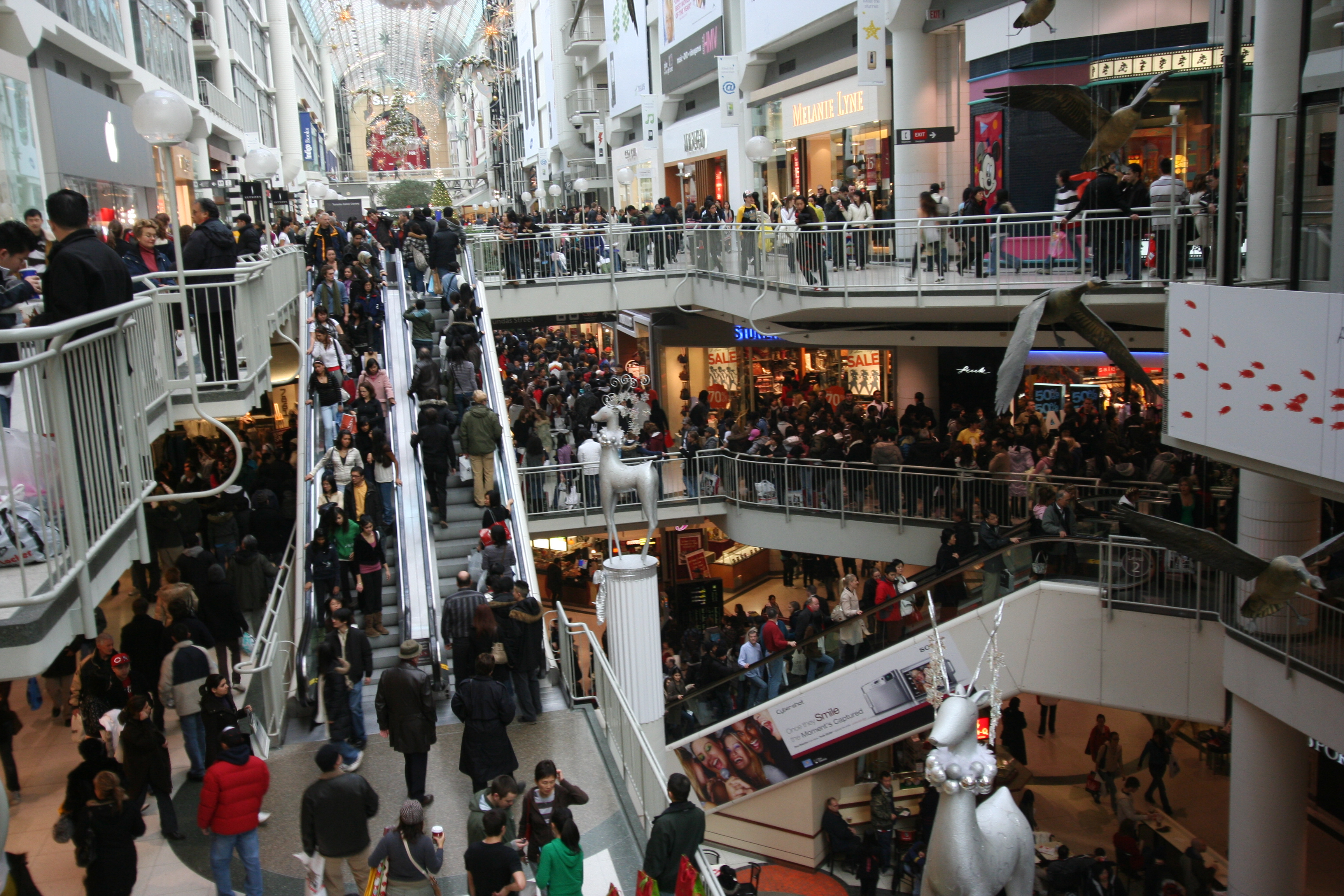
Boxing Day en el Toronto Eaton Centre en el centro de Toronto, Canadá

El mensaje de Navidad de Isabel II, reina de Canadá, se retransmite por televisión, siendo esta una ocasión que une al país con otras naciones de la Commonwealth en todo el mundo. El Boxing Day, que coincide con la fiesta de San Esteban, el 26 de diciembre, es una tradición canadiense, al igual que en otros países de habla inglesa. En Canadá es el día en que comienzan las rebajas.

##### México
El día de Navidad es festivo en México y los trabajadores tienen el día libre con goce de sueldo. Las Navidades mexicanas cuentan con más de 30 tradiciones. Durante nueve días, grupos de ciudadanos van de casa en casa rememorando la peregrinación de los padres del niño Jesús cuando llegaron a Belén y tuvieron que buscar alojamiento para pasar la noche, realizándolo por medio de una representación solicitando el alojamiento (posada), y de vez en cuando se les invita a alguna casa para romper una piñata.
Las fiestas de Navidad en México comienzan el 12 de diciembre, fiesta de La Guadalupana (la Virgen de Guadalupe), y terminan el 6 de enero con la Epifanía. Las posadas comienzan a partir del 16 de diciembre portando una vela, con rezos y cantando el villancico de pedida de posada; al terminar de cantar, es tradicional que se rompa una piñata de 7 picos (los cuales simbolizan los 7 pecados capitales) con un palo, lo cual significa la fuerza que le da Dios a los hombres para terminar con el pecado, todo esto entonando canciones. Durante esas fechas, también es común que en los estados del sureste de México se lleve a cabo una tradición conocida como ramada, que consiste en adornar una rama, con la cual se dirige una procesión. En cada posada y hasta la noche de Navidad, suele entregarse a los participantes de las posadas un aguinaldo, el cual consiste de dulces, galletas y frutas de temporada. Desde los años 90, la sociedad mexicana enlaza varias celebraciones en la época de Navidad en lo que se ha denominado el maratón Guadalupe-Reyes. En la medianoche de Navidad, muchas familias colocan la figura del niño Jesús en los nacimientos (belenes). En el centro y sur de México, los niños reciben regalos en Nochebuena, y el 6 de enero celebran la fiesta de la Epifanía, cuando según la tradición, los Tres Reyes Magos acudieron a adorar a Jesús y a ofrecerle regalos. Santa Claus (o Santa Clos, como se le conoce en México) es quien trae los regalos a los niños, así como también los Reyes Magos que además llenan sus zapatos de dulces, naranjas, mandarinas, frutos secos y azúcar de caña, y en ocasiones dinero u oro, como el que los Reyes regalaron a Jesús.
El día 24 de diciembre se acostumbra reunirse con familiares y amigos a degustar una gran cena, en algunas ocasiones se reparten regalos como muestra del cariño que se tiene hacia los demás. A las 12:00 se toman las copas y se hace un brindis, casi siempre con Sidra, se reparten abrazos y buenos deseos, dando la bienvenida a la Navidad. Así mismo este mismo día en muchas regiones del país se realiza un tradicional ritual conocido como "+"el arrullo del Niño Dios"", que consiste en arrullar la figura del niño Jesús, mientras se realizan cánticos y rosarios.

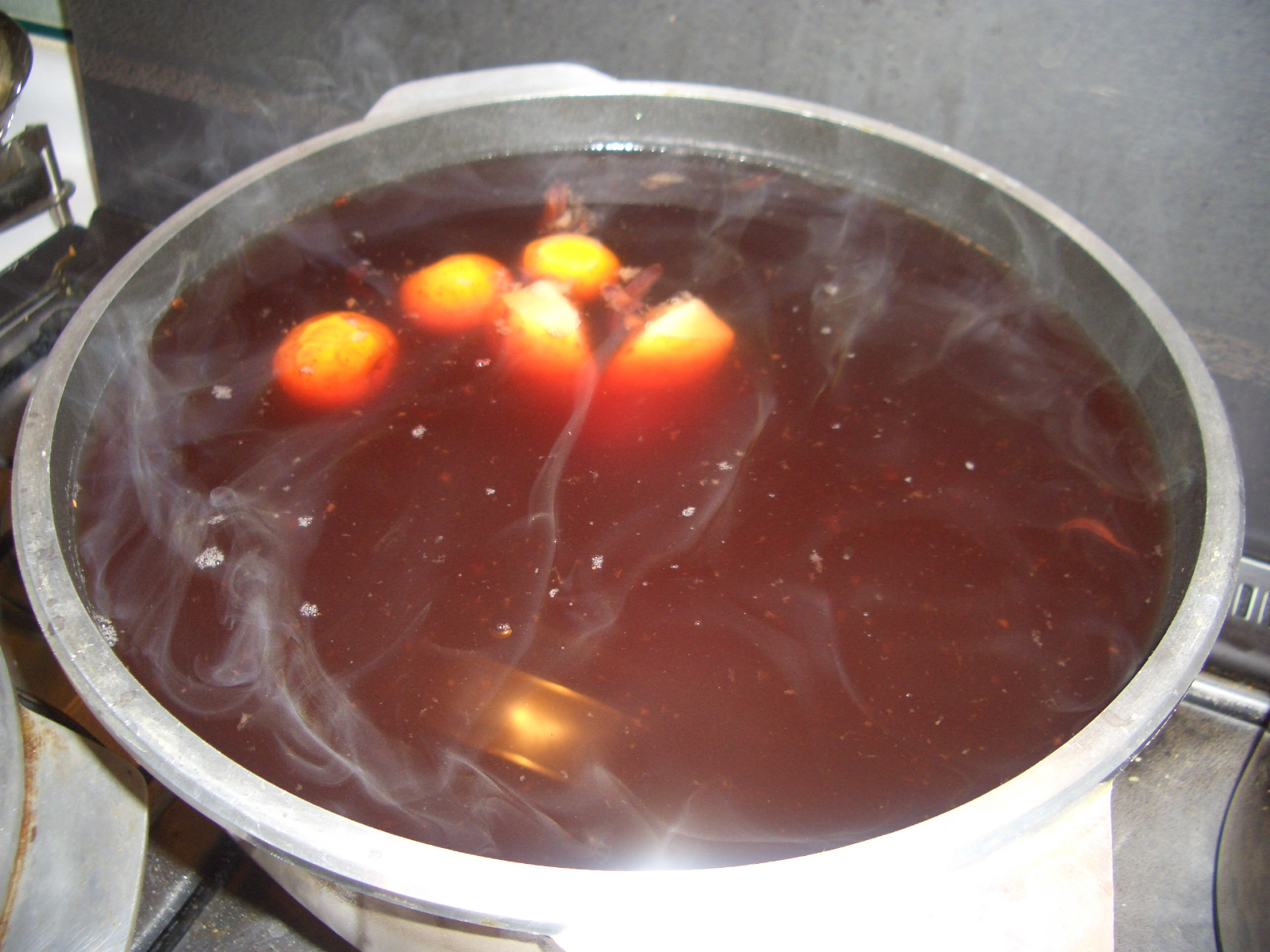
Ponche de frutas

La cena tradicional navideña consiste en diversos alimentos y bebidas, como: romeritos en mole, bacalao a la vizcaína, pierna de cerdo adobada o envinada, ensalada de Nochebuena, buñuelos y ponche de frutas, pero sin duda, el pavo (relleno de carne molida de cerdo o res y verduras) es el platillo más popular.

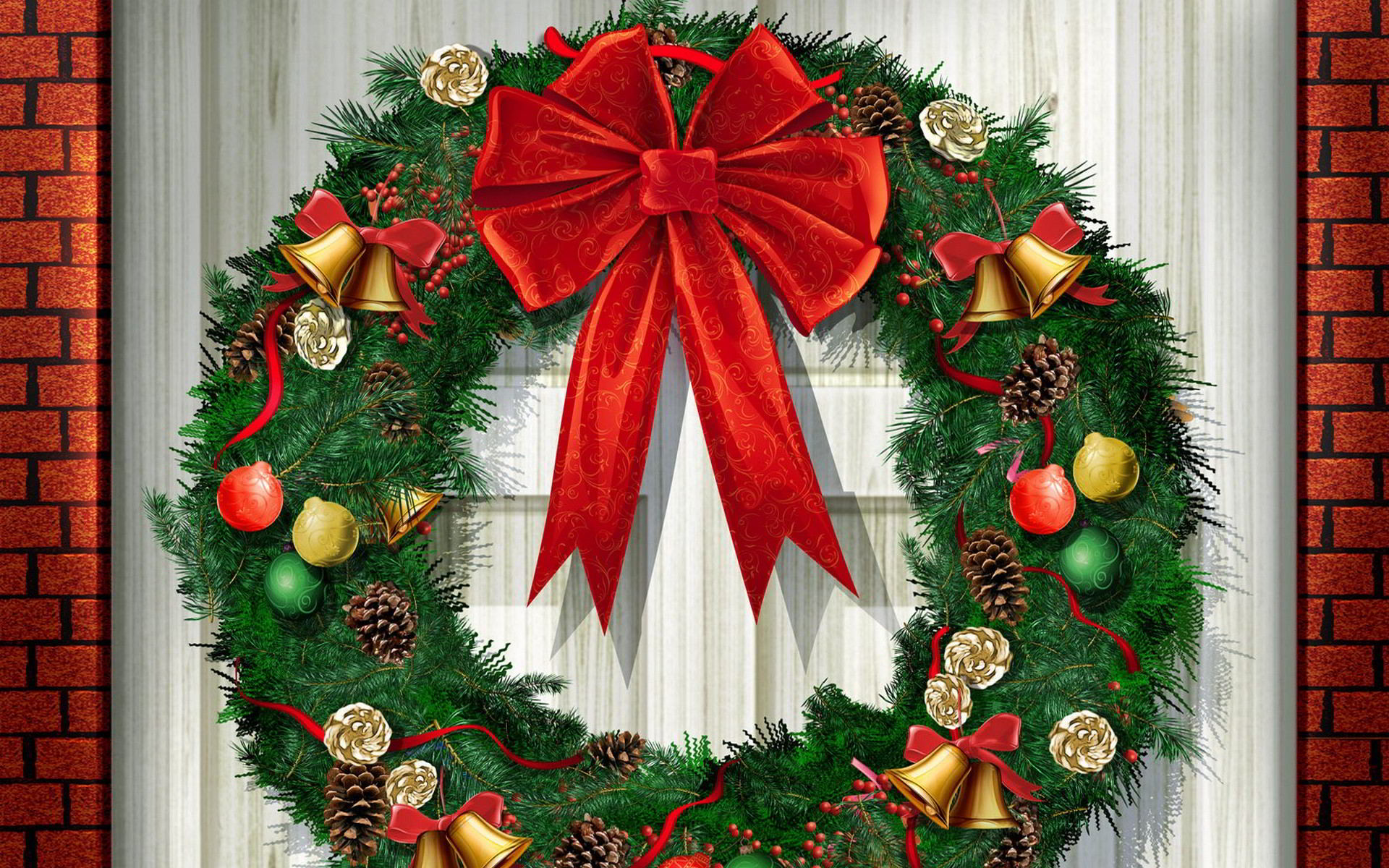

La Corona de Adviento. La tradición del Adviento tiene orígenes propios, hace dos mil años atrás. Para poder ayudar a los fieles, en su mayoría dedicados a la agricultura, el calendario de la Iglesia, al igual que el de los judíos, musulmanes y paganos era estacional en aquellos tiempos, combinando las fechas señaladas, celebraciones y rituales con las labores propias de sus creyentes. En estas fechas es tradición poner una corona en nuestras puertas.

##### Estados Unidos

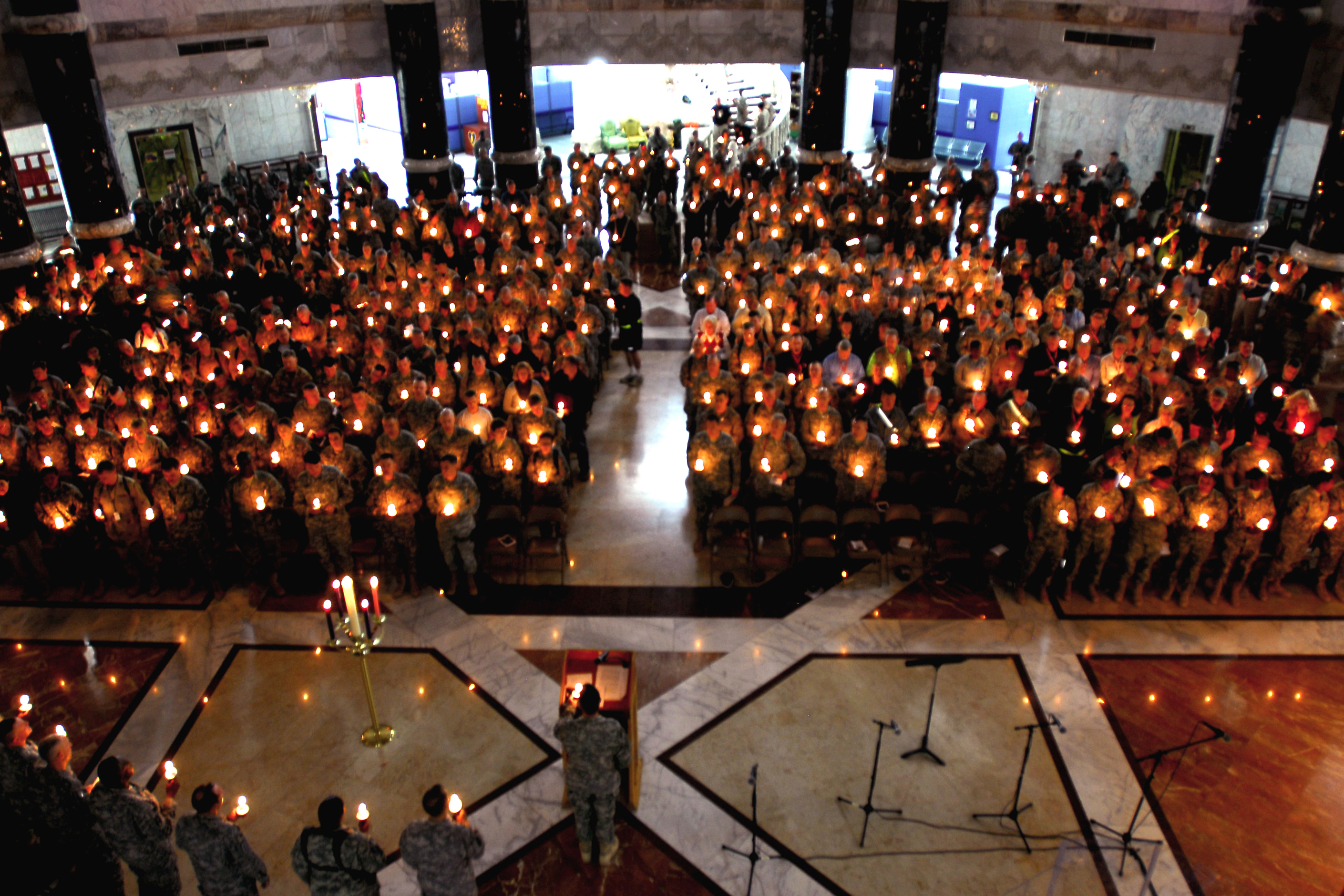
Militares estadounidenses celebran la Navidad en la base Victory, en Irak, el 24 de diciembre de 2008. Foto de Eric J. Glasses

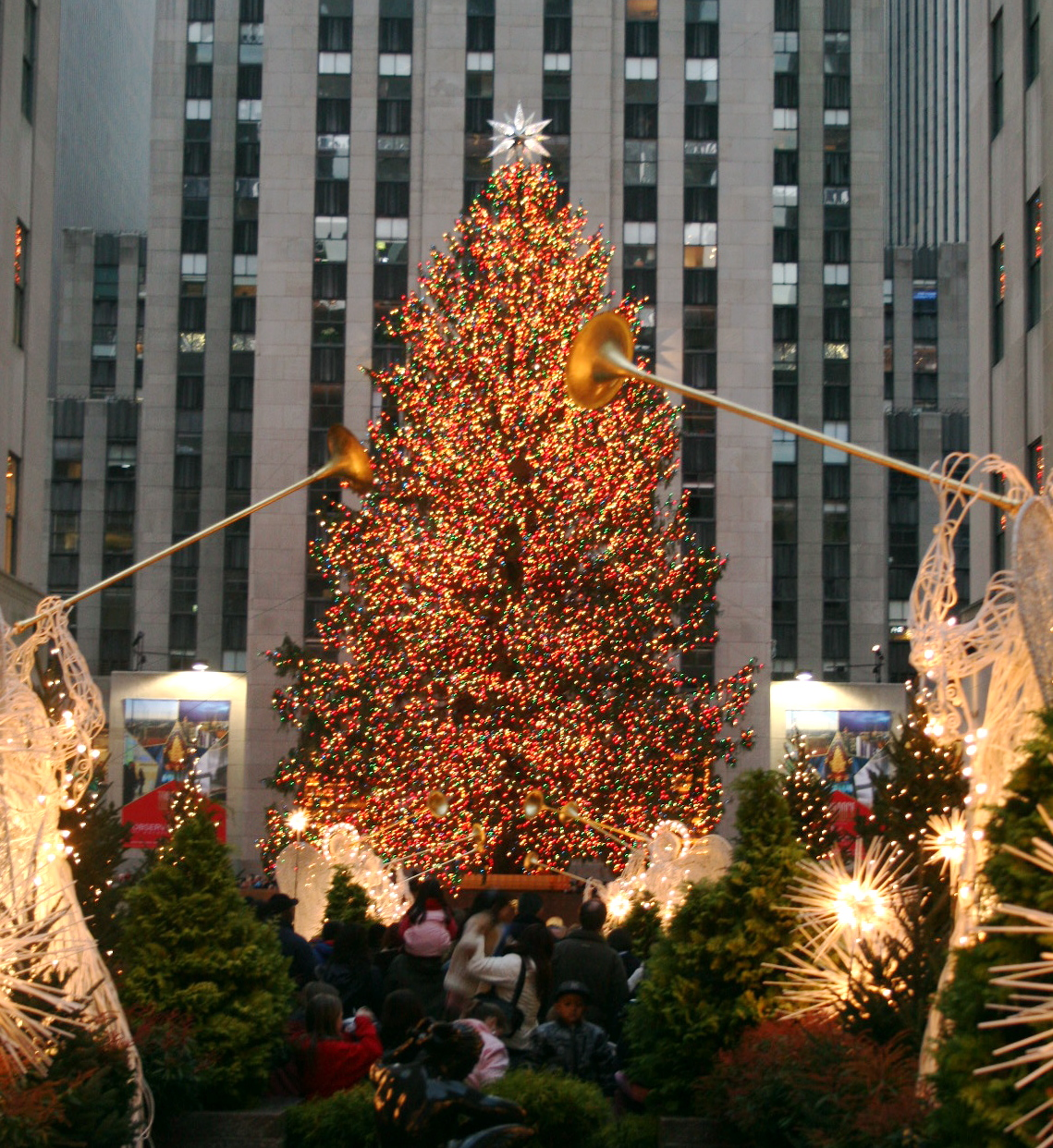
Navidad en el Rockefeller Center, en la ciudad de Nueva York

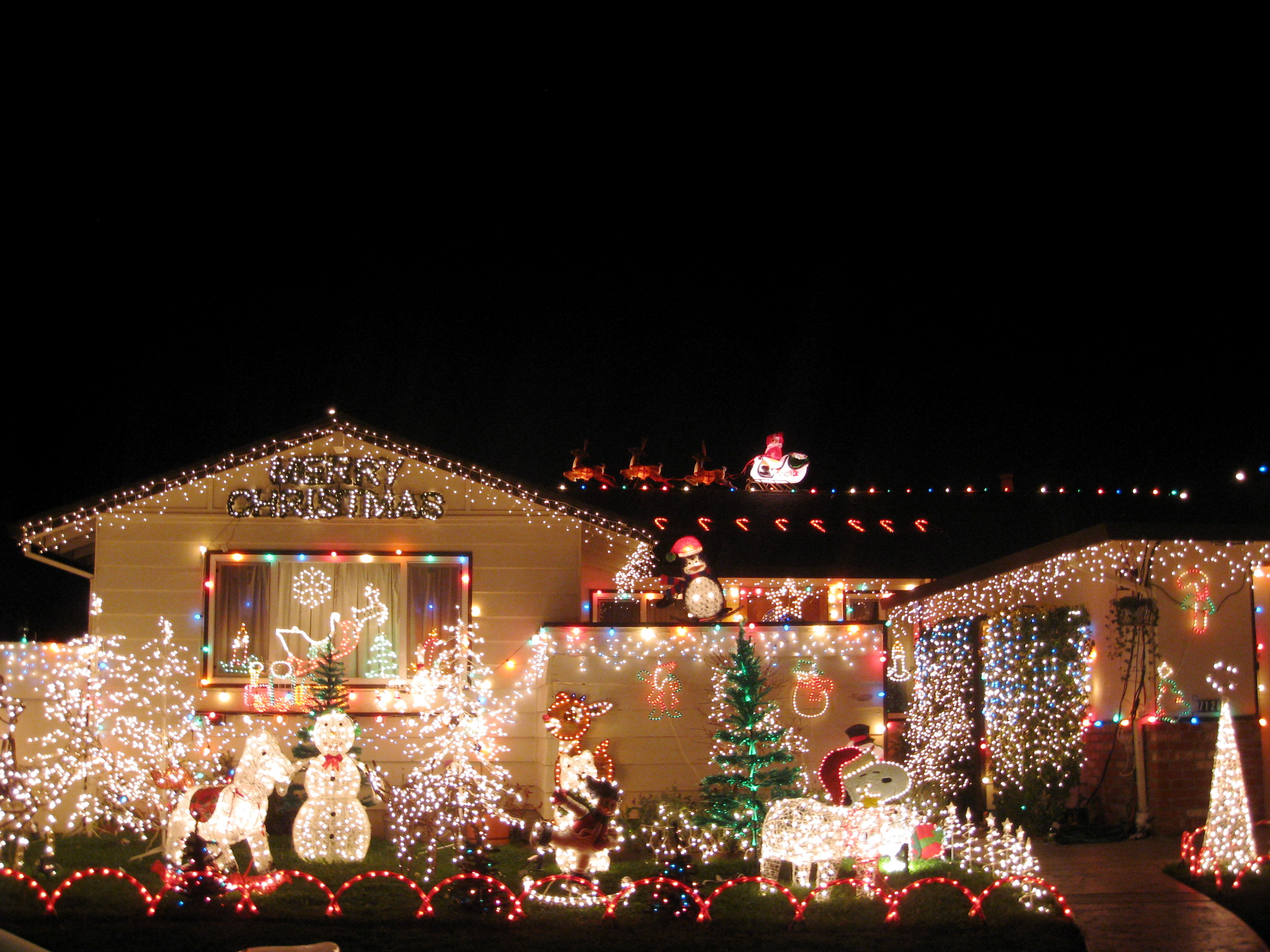
Navidad en California

Navidad es un festivo muy celebrado en Estados Unidos. La temporada de Navidad comienza a finales de noviembre, el día posterior a la fiesta de Acción de Gracias,  con las grandes rebajas del «viernes negro», aunque la decoración y la música navideña se puede ya ver una vez que terminan las celebraciones de Halloween. Muchas escuelas y empresas cierran entre Navidad y Año Nuevo, y los empleados dedican este periodo a estar con la familia, cambiar en las tiendas regalos poco acertados y comprar en las rebajas posteriores a la Navidad. En muchos casos, la decoración se retira después Año Nuevo o de la Epifanía. Hay otras festividades que se consideran parte de la temporada (y se incluyen en las felicitaciones más generales, como «felices fiestas»), entre ellas Hanukkah, Yule, la Epifanía, Kwanzaa y el solsticio de invierno.
El interior y el exterior de las casas se decora durante las semanas anteriores a la Nochebuena. El árbol de Navidad suele ser la decoración central, adornado con ornamentos, espumillón y luces, coronado con un ángel o una estrella que simboliza la estrella de Belén.

Santa Claus, a la derecha, entrega regalos a los niños

La Nochebuena se describe como «la noche anterior a Navidad» en un poema tradicional titulado «Una visita de San Nicolás]]. Más conocido como Santa Claus, se dice que visita las casas mientras los niños duermen durante la noche previa a la Navidad. A pesar de que las chimeneas han sido sustituidas en muchas casas por aparatos eléctricos, el tronco de Navidad sigue siendo una tradición. En las chimeneas se cuelgan calcetines para que Santa Claus los llene de pequeños regalos. También es tradición en Estados Unidos que los niños dejen un vaso de leche y un plato de galletas navideñas para Santa Claus cerca del hogar.
Los regalos que se intercambian las familias se envuelven y dejan bajo el árbol, incluyendo los regalos para las mascotas. Se invita o visita a abuelos, tíos, primos, hermanos y algún huésped. Los regalos suelen abrirse en la mañana de Navidad, pero algunas familias prefieren abrirlos por la tarde, dependiendo de la tradición familiar, las circunstancias y la edad de los hijos.
La comida tradicional de Navidad suele incluir pavo asado o relleno, jamón o Rosbif y Yorkshire pudding. Se sirven patatas, calabaza, verduras asadas y salsa de arándanos junto con refrescos y jerez. También se toma repostería y ponche de huevo espolvoreado con canela y nuez moscada. Algunos guisos y postres se elaboran siguiendo recetas familiares que se suelen mantener en secreto. Como aperitivos se sirven frutas, frutos secos, quesos y bombones
Otras tradiciones son los servicios religiosos especiales del domingo anterior a Navidad, y la Misa del Gallo en Nochebuena. Se celebran vigías con velas por la tarde para las familias con niños. Otra tradición es la representación de la Natividad en una obra de teatro.
Las atracciones turísticas relacionadas con la Navidad, como el árbol de Navidad del Rockefeller Center, y los elaborados escaparates animados de los grandes almacenes de Nueva York son visitados por miles de personas de todo el mundo. La música navideña es omnipresente: el concierto anual del Coro del Tabernáculo Mormón es bien conocido, así como los conciertos navideños de orquesta y coros, como el Mesías de Haendel, o ballets como el cascanueces. Algunas emisoras locales de radio emiten exclusivamente música navideña, en ciertos casos comenzando ya a mediados de octubre. Hay incluso cadenas de televisión que emiten un programa de varias horas en el que solo se ve un tronco de Navidad ardiendo con fondo de villancicos. Hay que señalar la observancia de la Navidad por las familias de militares desplazados en el extranjero.

#### América Central

##### El Salvador
En El Salvador la celebración se realiza en Nochebuena, el 24 de diciembre. Los niños celebran la Navidad jugando con fuegos artificiales llamados «volcancitos» y bengalas que se denominan «estrellitas». Los jóvenes encienden cohetes más grandes. Las familias organizan cenas en las que se come y baila. Los platos tradicionales de Navidad en El Salvador son los tamales salvadoreños y los bocadillos de pavo salteado en pan francés,  con lechuga y rábano, y pan dulce de postre. Las bebidas típicas son el chocolate caliente, el zumo de piña, la horchata, la horchata salvadoreña de cereza y el café. A las 12 de la noche del 24 de diciembre, todos se reúnen bajo el árbol de Navidad para abrir sus regalos.

##### Guatemala
En Guatemala, la gente se viste en Navidad con ropa nueva. Como sucede con la mayor parte de la cultura del país, las celebraciones incluyen elementos mayas y españoles
Las celebraciones comienzan a partir del 7 de diciembre donde se hace la tradicional Quema del diablo, y también comienzan las posadas que culminan entre el 23 y 24 de diciembre. La noche del 24 de diciembre, como en otros países de Centroamérica, se espera a las 12 de la noche para abrir los regalos y organizar una cena con tamales, también se acostumbra quemar cohetillos durante las 12 de medianoche, las 12 del mediodía del 25 de diciembre y a las 6 de la tarde.

##### Nicaragua
En Nicaragua, las celebraciones de Navidad comienzan en general después del 8 de diciembre, día de la Inmaculada Concepción de María y fiesta nacional, muchas familias comienzan a poner sus adornos navideños después de esta fecha, aunque en algunos centros comerciales estos están desde mediados de noviembre. Las principales calles de varias ciudades se llenan de adornos navideños y en Managua, la capital del país, específicamente, en la Avenida Bolívar, las diferentes instituciones del gobierno exhiben grandes y bien elaborados pesebres, los cuales cuentan con algunos elementos de la cultura nicaragüense.
Como en muchos países latinos, los nicaragüenses esperan las 12 de la medianoche del 24 de diciembre para el saludo de Navidad y para tirar juegos pirotécnicos. A esta hora se hacen también la entrega de regalos, algo muy tradicional es jugar al Amigo Secreto (Cada participante del juego agarra, de una bolsa o algún otro recipiente, un papel con el nombre de otro participante al que le tienen que comprar o hacer un obsequio y no lo tiene que divulgar hasta el día que se estipule la entrega de los regalos). La cena navideña consiste en diferentes platillos como la Gallina Rellena, Pierna de Cerdo Ahumada, Nacatamales, el Relleno Navideño de Pollo (Desde finales de noviembre, muchos restaurantes u otro tipo de comercios, comienzan a vender sus propios Rellenos, una comida muy representativa de la comida navideña nica), etc.
En esta época es tradición celebrar misas en honor al Niño Dios, muchas iglesias regalan juguetes a los niños durante estas misas. La mayoría de los hogares arreglan sus pesebres debajo o cerca del árbol de Navidad siguiendo algunas reglas, como poner al Niño Dios hasta la medianoche del 24 y poner a los Reyes Magos el 6 de enero.

##### Costa Rica
Las tradiciones navideñas en Costa Rica incluyen diversas costumbres centenarias combinadas con elementos de la globalización. Sin embargo Costa Rica junto a Uruguay son los únicos países del continente americano donde la Navidad se nombra de otra forma por sus gobiernos. En Uruguay desde 1919 se conoce como Día de la Familia en Costa Rica desde el año 2015, la secularizacion de ambos países que tienen porcentajes muy altos de ateísmo o agnosticismo llevó a esto Generalmente, es tradición adornar las ciudades, casas, comercios y empresas con luces y objetos alusivos a la época, lo cual se hace desde finales de noviembre o principios de diciembre. Con la elaboración del portal, es costumbre no colocar la figura del Niño Jesús sino hasta el día 24 de diciembre.
En este país, hay una época extensa de fiestas que inician con la tamaleada, una reunión familiar que se lleva a cabo usualmente a finales de noviembre o a inicios de diciembre, en la que se elaboran los tradicionales tamales navideños, mientras que se comen comidas típicas de la temporada y se culmina la celebración probando los primeros tamales que salen de la olla. A esta festividad le siguen las posadas, reuniones vecinales a lo largo de las primeras semanas de diciembre para rezar, cantar villancicos, compartir alimentos y contar historias. Incluso, algunas personas visten a los más pequeños como pastores, ángeles o santos.

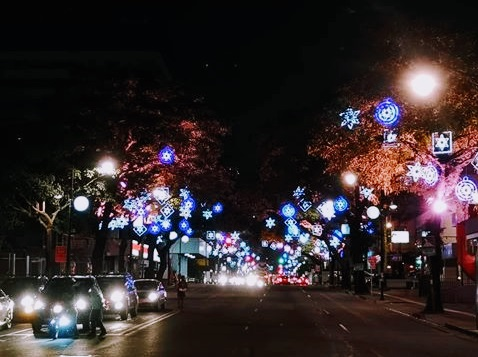
Iluminación navideña en San José.

En la ciudad de San José se llevan a cabo diversas festividades masivas tradicionales que inician en la primera semana de diciembre con las iluminaciones de la fachada del Museo de los Niños y el árbol navideño del Hospital de Niños, y continúan en la segunda semana de diciembre con el avenidazo, un conjunto de conciertos, actividades culturales y culinarias llevadas a cabo a lo largo de toda la Avenida Central, y el Festival de La Luz, un tradicional desfile de bandas y carrozas. Más tarde, el 25 de diciembre comienzan las Fiestas de San José, celebradas en el distrito de Zapote, al este del conurbano josefino, donde se dan las populares corridas de toros, junto con pequeños puestos de comidas, bebidas, música y multitud de juegos mecánicos. Además, el 26 se realiza el Tope de San José, un desfile de caballos con diversos conciertos y el 27 se da el Carnaval de San José, un desfile de conjuntos musicales, grupos de baile, cimarronas y bandas.
Tradicionalmente, las familias se reúnen el 24 o 25 de diciembre para la cena de Navidad y las misas de gallo, y es en esta celebración que se realiza el intercambio de regalos. Entre las creencias navideñas en Costa Rica, destaca que el personaje encargado de entregar los regalos es el Niño Dios, mientras que en otras familias se inculca que es Santa Claus (al que también se le llama San Nicolás, y de forma coloquial, Colacho), o bien, los mismos padres. Una nueva reunión familiar ocurre el 31 de diciembre o el 1 de enero, para celebrar el año nuevo. Además, el 6 de enero muchas familias celebran la Epifanía de Reyes, y destacan los desfiles de reyes en el cantón de Esparza, provincia de Puntarenas.
Tras la culminación de las Fiestas de San José, en la segunda semana de enero comienzan las Fiestas de Palmares, en la localidad homónima de la provincia de Alajuela. Estos festejos son los más multitudinarios del país, con topes, desfiles, decenas de conciertos de artistas nacionales e internacionales y enormes corridas de toros. Finalmente, llega el Rezo del Niño, que se lleva a cabo el 2 de febrero y marca el final de la Navidad costarricense, cuando las familias se reúnen el Día de la Candelaria para orar y compartir alimentos.

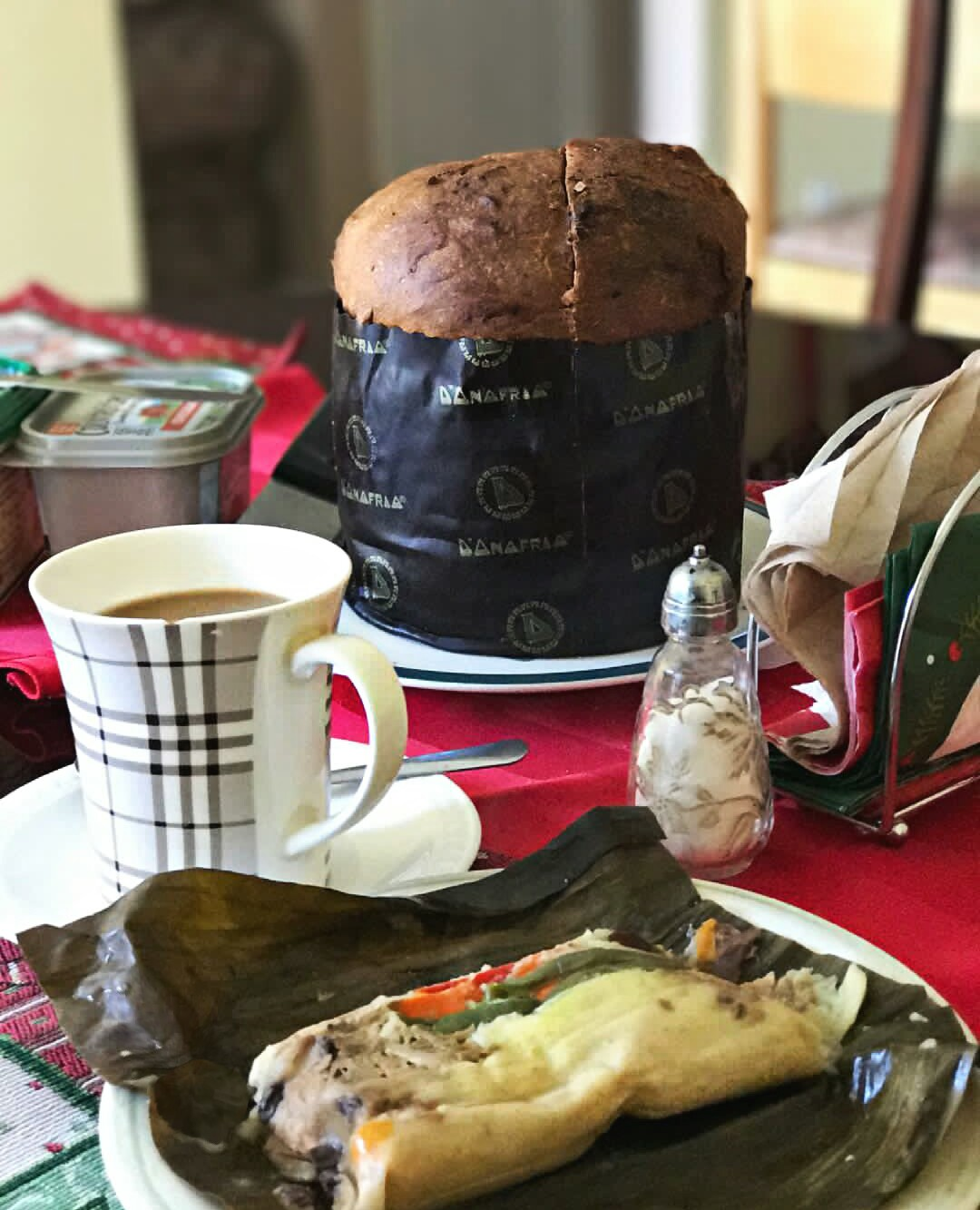
Tamal navideño con café y panetón.

Uno de los aspectos destacados de toda esta temporada es la gastronomía navideña, donde el tamal es la comida tradicional por excelencia. Según un estudio, el 97 % de los hogares costarricenses consumen tamales durante la Navidad y seis de cada diez familias los elaboran en casa. Otro alimento tradicional de la época es la pierna de cerdo, aliñada con una salsa de ciruelas y acompañada de arroz almendrado, ensaladillas frías y puré de camote; mientras que entre los postres destaca el queque navideño, el panetón, la rosca y el rompope. Muy importante también es el consumo de frutas decembrinas (manzanas, uvas y peras).

### América del Sur

#### Argentina
Es tradición en Argentina armar el árbol de Navidad con sus adornos y luces el 8 de diciembre, día en que se festeja la Inmaculada Concepción de la Virgen María. Durante todo este mes tienen lugar festejos entre amigos, familias y colegas de trabajo en casas, restaurantes, clubes y/o salones. Además los hogares, negocios y centro de diferentes ciudades y/o pueblos son decorados con guirnaldas rojas, verdes o blancas acompañadas de luces de colores. 

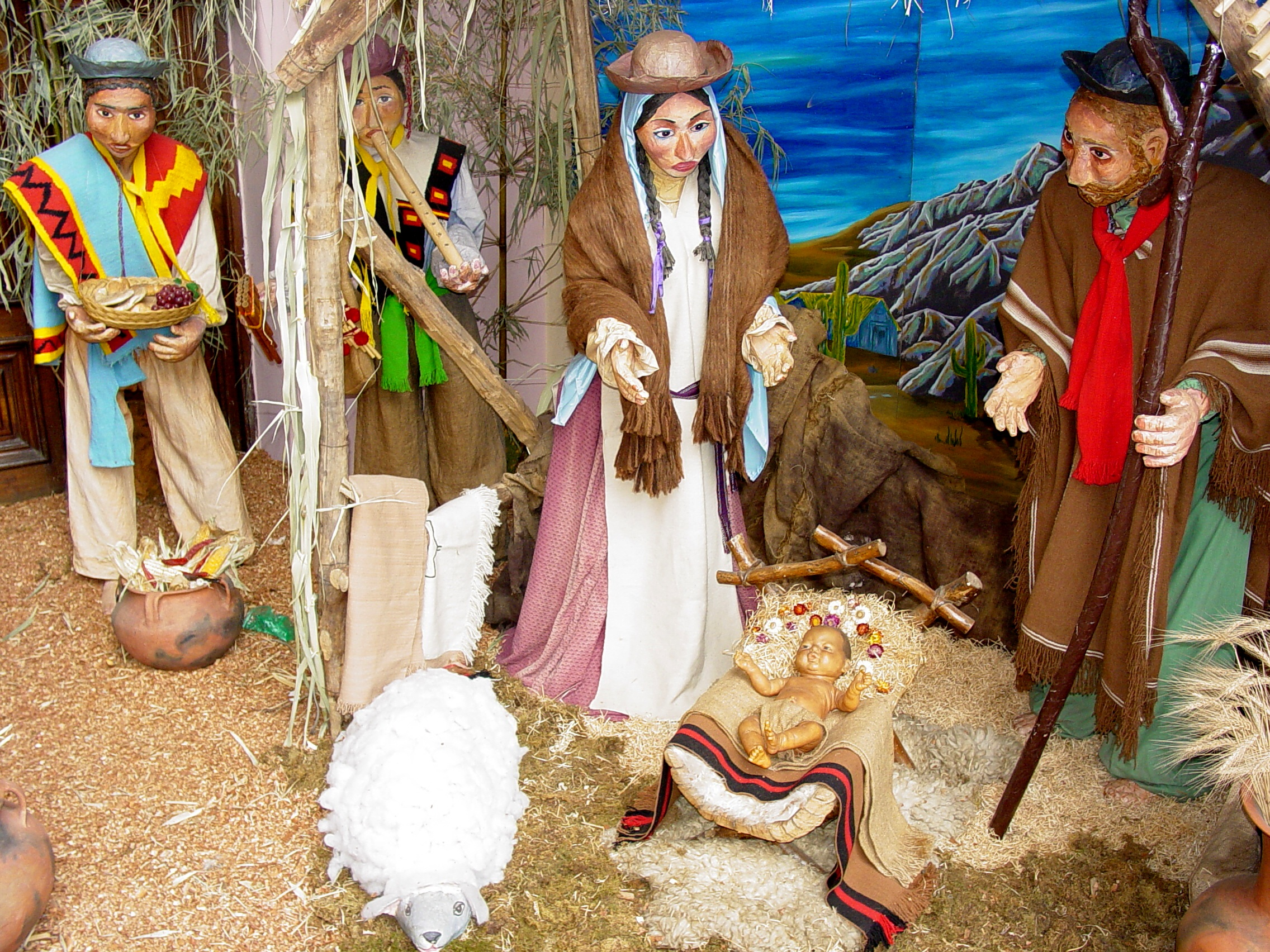
Escena navideña andina - Salta - Argentina

En Argentina la Navidad, que se celebra el 25 de diciembre, no es una fiesta más ya que es una celebración que se centra, principalmente  en la fe de Jesús y su nacimiento para la mayoría de los católicos que forman parte de ese país. Por tal motivo, durante este tiempo, la gente asiste masivamente a las iglesias a celebrar misa y/o a rezar y se trata de mantener un clima reflexivo.
La víspera del 25 de diciembre es, para muchos, una oportunidad para valorar los logros obtenidos con sacrificio y para demostrar el amor que se tiene hacia los seres queridos y prójimo. Por lo general, la gente se reúne alrededor de la mesa festiva y comparte con los seres amados el pan, fruto del trabajo. Los platos típicos suelen ser: asado,  pollo o cerdo, acompañados por ensaladas de verduras o ensalada rusa (papa, zanahoria, arvejas y mayonesa) y un buen vino. Más tarde se suele servir como postre, helado y/o ensalada de frutas.
A la medianoche, se brinda con sidra, ananá fizz (aperitivo alcohólico con jugo de ananá) o champán y se come turrones, nueces, avellanas, garapiñadas, maní bañado con chocolate, budines y el infaltable pan
dulce. En la calle, se tiran fuegos artificiales y globos en el cielo.
Más tarde, los niños abren los regalos que se encuentran debajo del árbol de Navidad o junto al pesebre y los jóvenes van a discotecas o a reunirse con amigos.
Al día siguiente, la familia se reúne nuevamente o va a visitar a parientes o seres queridos.

#### Brasil

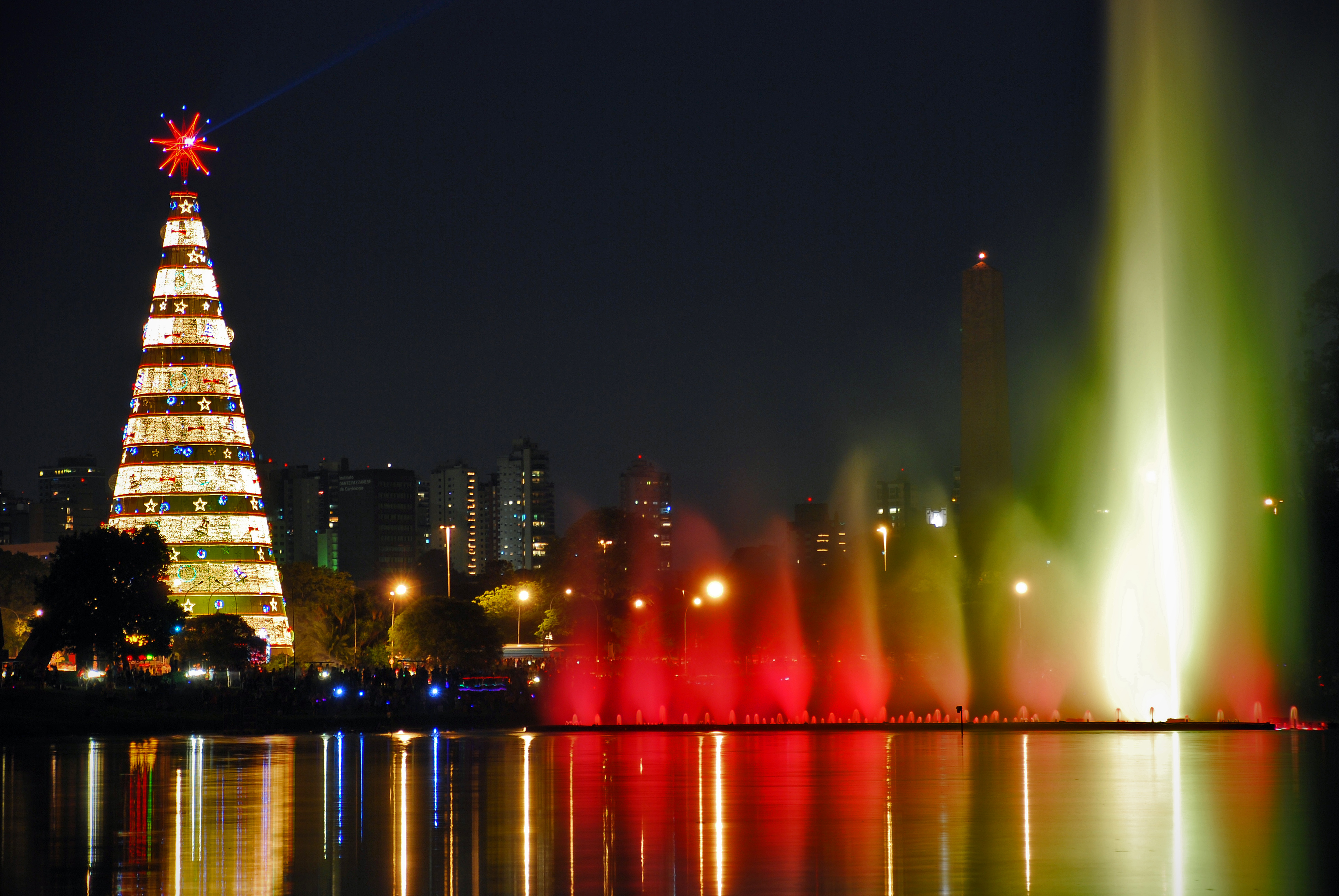
Árbol de Navidad y fuentes del Parque do Ibirapuera, en la ciudad de São Paulo

El día de Navidad es fiesta oficial en Brasil. En las ciudades pequeñas y grandes de todo el país, como São Paulo, Río de Janeiro, Recife, Salvador, Fortaleza, Curitiba, Porto Alegre, Brasilia, Manaos, Belém, Natal y Belo Horizonte, las celebraciones son similares a las de Europa y América del Norte, con árboles de Navidad, intercambio de regalos y tarjetas navideñas, decoración de las casas y edificios con luces y belenes. A pesar del calor del verano tropical, no son raras las incongruencias, como la decoración de ambiente invernal y nieve. En algunas ciudades, como Curitiba, hay concursos de decoraciones interiores y exteriores. A diferencia de las tradiciones norteamericanas y anglosajonas, las actividades rondan la medianoche, con grandes cenas familiares en las que se abren los regalos, y la celebración de la «Missa do Galo» (Misa del Gallo) en las iglesias de todo el país.

#### Colombia

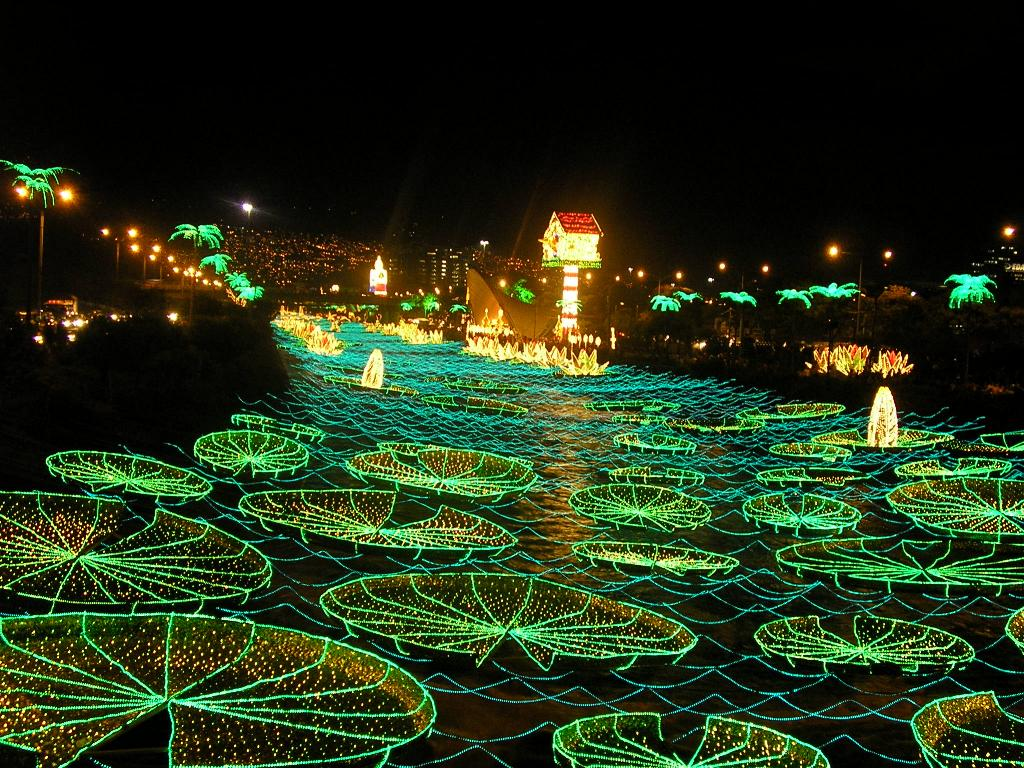
El río Medellín con alumbrado navideño.

Navidad es fiesta oficial en Colombia, y es principalmente una fiesta religiosa. En el país es el Niño Jesús quien trae los regalos a los niños.
Aunque la decoración navideña puede ya verse incluso a principio de noviembre, el comienzo oficial de las navidades colombianas se produce el 7 de diciembre, en que se celebra el Día de las Velitas. Por la noche, calles, aceras, balcones, porches y calzadas se decoran con velas y linternas de papel que iluminan las ciudades en honor a la Inmaculada Concepción (fiesta del 8 de diciembre). En muchas localidades, los vecinos se reúnen para decorar sus calles y barrios, convirtiéndolos en auténticos «túneles de luz». Muchas emisoras de radio e instituciones locales organizan concursos para premiar la mejor iluminación, haciendo un auténtico acontecimiento de esta competición. La ciudad de Medellín se ha convertido en un popular destino turístico por su espectacular alumbrado navideño. En muchas ciudades se organizan actividades como conciertos y castillos de fuegos artificiales. El encendido de cohetes de forma privada ha sido muy popular en Colombia durante las navidades, pero una normativa reciente ha restringido su uso a las administraciones locales. En Bogotá, el día de las velitas se ha convertido en un atractivo turístico en la plaza de Bolívar y en el parque Simón Bolívar donde se llevan a cabo espectaculares shows de luces y conciertos y donde cada uno de los asistentes participa prendiendo una vela. Adicional a ello, el segundo jueves de diciembre se realiza la Ciclovía Nocturna un espacio para peatones y ciclistas que recorre las principales calles de la ciudad, en los que hay aeróbicos, conciertos y por supuesto, las luces decembrinas que rodean la capital. Por otro lado, a sólo 3 horas de Bogotá, en el departamento de Boyacá se realizan concursos de luces entre los diferentes pueblos del departamento, en los que el encanto de las luces se lleva todas las miradas como el puente de Boyacá, Nobsa con sus pesebres, la noche de velitas en Villa de Leyva, Corrales quien año tras año gana el pueblo al mejor concurso y muchos otros.
El 16 de diciembre comienza la novena de Navidad, que consiste en un oficio religioso que se repite durante nueve días sucesivos, y que termina en Nochebuena. Es una de las celebraciones religiosas más importantes, similar a Las Posadas de México, concebida para que se comprenda el sentido religioso de la Navidad, y como forma de contrarrestar el mercantilismo que rodea estas fiestas. Las tradiciones varían de una familia a otra, pero la mayoría montan un «pesebre», cantan villancicos acompañándose de panderetas, campanas y otros instrumentos simples de percusión, y leen fragmentos de la Biblia. Las novenas sirven como reunión religiosa y como entorno educativo para los niños, que tienen un papel significativo en esta celebración: leen oraciones, cantan y tocan instrumentos. El catolicismo en Colombia ha sido muy fuerte desde siempre, sin embargo, los últimos años no se ha eliminado la tradición y en cambio si es un espacio y excusa perfecta, para encontrarse durante los 9 días a celebrar la novena, en la casa de diferentes amigos y familiares, a pasar un rato agradable. Existen incluso, novenas bailables, en las que después de rezar la novena, se realiza una fiesta. Del 16 al 24 de diciembre se juega a los llamados «aguinaldos», después de comprometerse a cumplir una promesa, decidir el premio del ganador y el castigo del perdedor. Los juegos se titulan «Hablar y no contestar», «Dar y no recibir», «Pajita en boca», «Tres pies», «Beso robado» y «Al sí y al no». Las iglesias celebran misas del alba y nocturnas durante los nueve días de la novena, que culmina con la Misa del Gallo en la medianoche de la Nochebuena.También en la mañana del 25 algunas familias comen vino con galletas que sus familiares o amigos les han regalado en las anchetas. 
La Nochebuena es el día más importante de las Navidades colombianas. La gente se reúne con su familia y amigos para rezar la última novena y esperan a la medianoche para abrir los regalos. Se celebran fiestas hasta el amanecer del día de Navidad, a los niños se les permite acostarse tarde para que jueguen con sus presentes y los fuegos artificiales llenan los cielos. Las familias se reúnen en torno a los banquetes, con música y canciones, pues la Nochebuena es la celebración principal. El día de Navidad también se reúnen las familias, aunque no es tan festivo como la víspera.
El 28 de diciembre se celebra el día de los Santos Inocentes, que conmemora la matanza de niños (llamados inocentes) supuestamente ordenada por el rey Herodes para eliminar al poderoso Niño Jesús. El 6 de enero, fiesta de los Reyes Magos, solía ser el día en que se intercambiaban los regalos, pero hoy es más común hacerlo en Nochebuena. Esta tradición aún se observa en algunas familias, y sigue siendo el día reservado a los regalos de los padrinos.

#### Venezuela

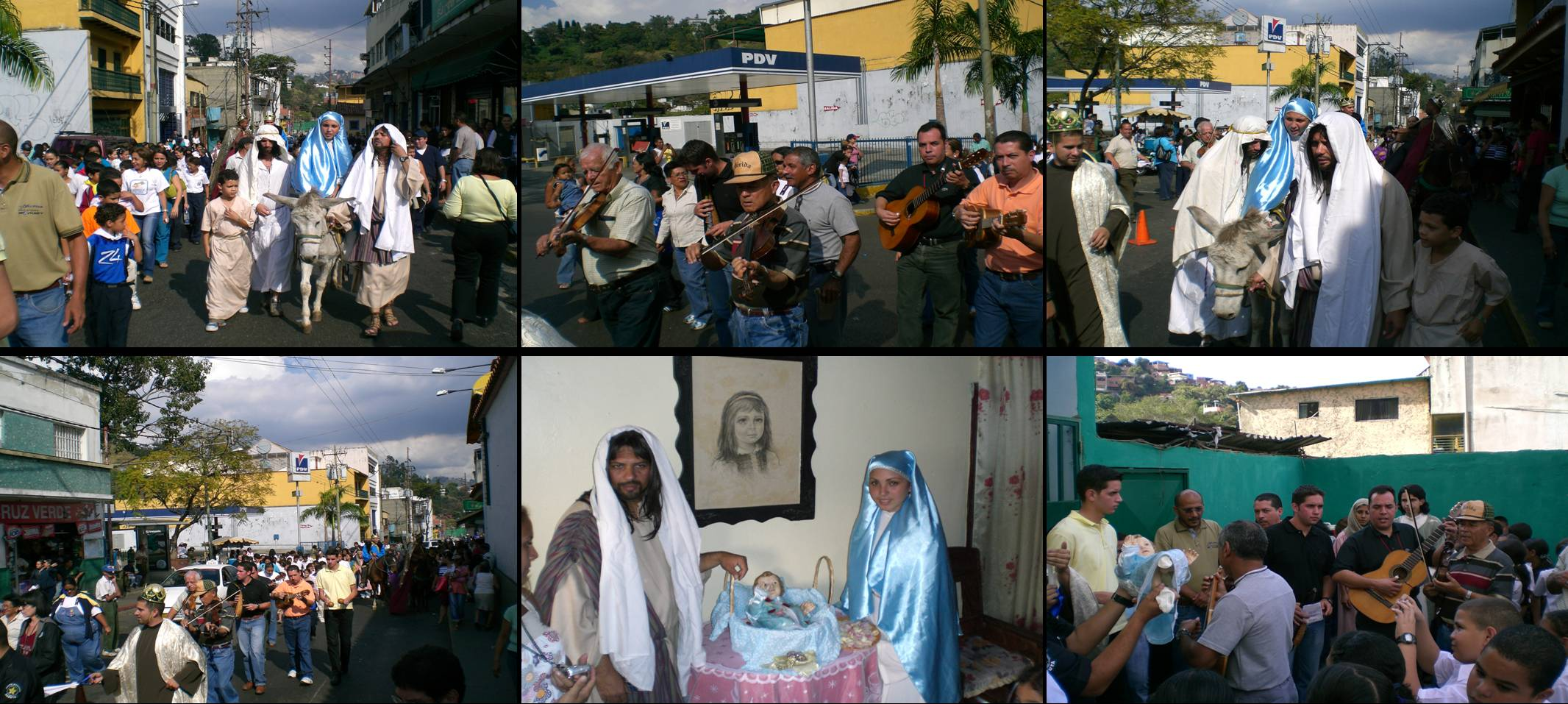
Distintos momentos de la Paradura del Niño, manifestación folclórica de Venezuela, que se celebra el 2 de febrero

En Venezuela, la Navidad se celebra como una fiesta religiosa.El Niño Jesús trae los regalos y desempeña un importante papel en las celebraciones. La celebración navideña más importante en este país es la Nochebuena, la noche previa a las 12:00 de la noche del 25 de diciembre, cuando se conmemora el nacimiento del niño Jesús.
Las festividades de Navidad comienzan oficialmente tras las celebraciones de la Feria de la Chinita la segunda mitad de noviembre. El origen de esta fiesta es el culto a la Virgen de Chiquinquirá,  llamada «La Chinita», a la que se honra con procesiones y música de gaita. Este acontecimiento se celebra en la región de Zulia, concretamente en la capital, Maracaibo, a la que después se unen otras ciudades con conciertos y fuegos artificiales.
En muchas ciudades como por ejemplo Caracas, los habitantes de los barrios se unen en las «patinatas» nocturnas, en las que los niños juegan con monopatines, patines y bicicletas. Estos eventos suelen estar patrocinados por la iglesia local, donde los vecinos venden comida típica navideña, chocolate caliente, hallaca, pan de jamón, ensalada de gallina, panettone, dulce de lechosa, galletas, etc. En algunos vecindarios se celebran «parrandas»: la gente va de casa en casa cantando villancicos y son obsequiados con comida y bebida. En los Andes Venezolanos existe la misma tradición, pero llevan una imagen del Niño Jesús, y la denominan «Paradura del Niño». Los niños escriben cartas pidiendo regalos al Niño, que los envía a medianoche, mientras en las casas se celebra una fiesta que se alarga hasta el amanecer.

### Europa

#### Europa Central

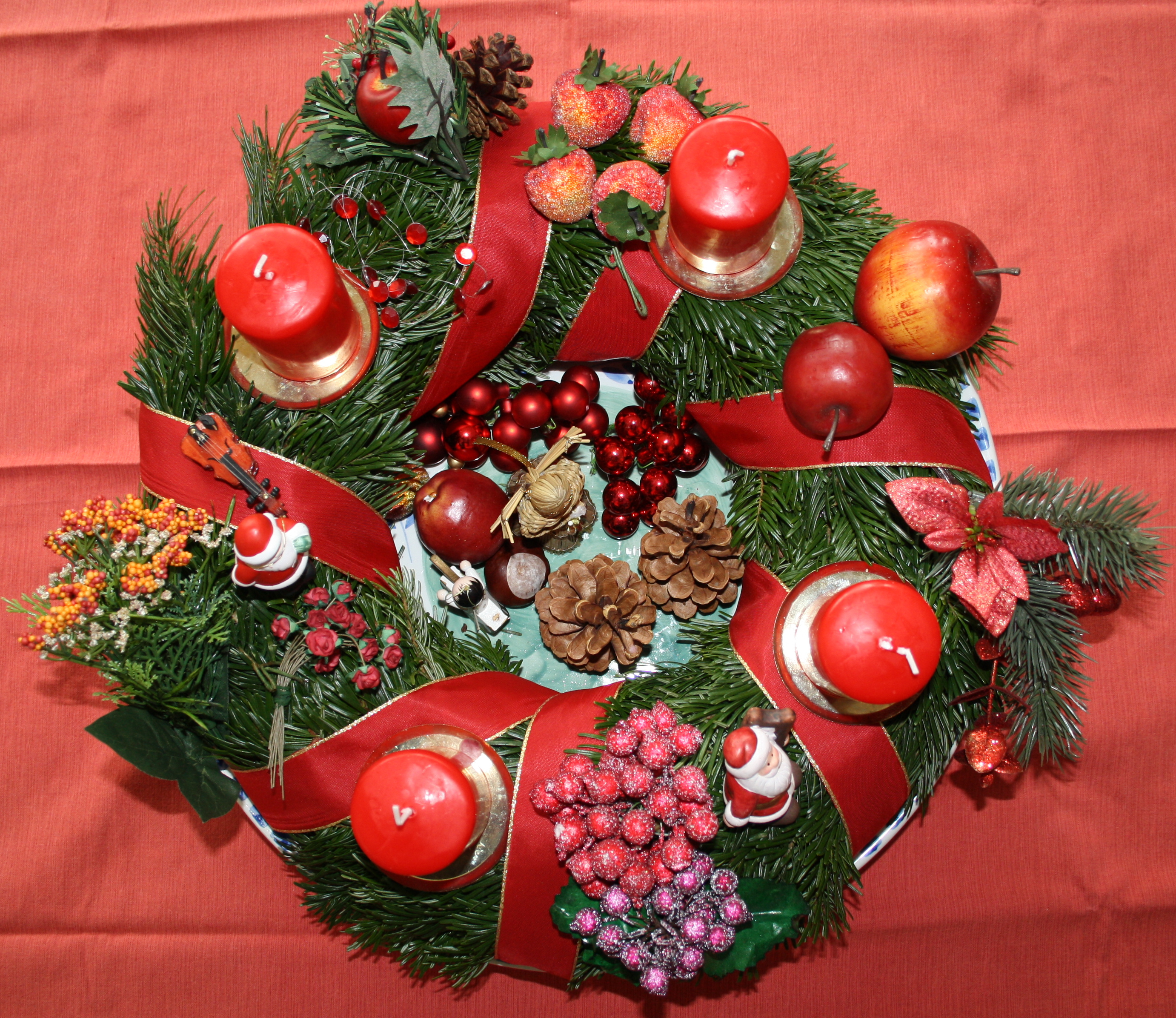
Corona navideña

En los países de Europa Central (República Checa, Polonia, Eslovaquia, Hungría y otros), la fecha de las celebraciones principales es el 24 de diciembre, Nochebuena. El día suele ser de ayuno, y en algunos lugares se les dice a los niños que verán un «cerdo de oro» si aguantan sin comer. Cuando llega la noche, comienza la preparación de la cena de Navidad. Las tradiciones varían de una zona a otra. Por ejemplo, en Polonia, la República Checa y Eslovaquia, la comida más habitual consiste en carpa frita con ensalada de patatas y sopa de pescado o de col. No obstante, en algunos lugares la comida tradicional son gachas con setas, y en otros la cena es excepcionalmente rica, llegando a servirse hasta 12 platos distintos.
Después de la cena llega el momento de los regalos, que suelen colocarse bajo el árbol de Navidad. Un interesante ejemplo de la complicada historia de la región es la «lucha» entre personajes navideños. Durante la época comunista, cuando los países de Europa Central se encontraban bajo la influencia de la Unión Soviética, las autoridades comunistas forzaron la sustitución del Niño Jesús con el tradicional «Ded Moroz» (Padre Hielo) ruso. Hoy el Niño Jesús ha vuelto, aunque Papá Noel o Santa Claus "ataca" desde los anuncios y las películas de Hollywood. Muchas personas, no solo cristianos, asisten a las celebraciones de medianoche de la Iglesia católica.
Otros atributos habituales de la Navidad en Europa Central incluyen árboles de Navidad, acebo, guirnaldas y belenes.
En muchas zonas de Europa Central, San Nicolás (Mikulás en húngaro, Mikuláš en checo, Mikuláš en eslovaco), o Santa Claus, no viene en Navidad, sino que visita a los niños antes, en la madrugada del día de su festividad, el 6 de diciembre, y obsequia a los niños que se han portado bien con dulces y otros regalos que deja en los zapatos que ellos colocan en las ventanas la noche anterior. San Nicolás suele ir acompañado de un siniestro sirviente llamado Krampusz (Krampus en Austria, Eslovenia y Croacia, y en las regiones checa y eslovaca, simplemente «čert», que significa diablo), que entrega ramas de abedul doradas a los niños que se portaron mal. Lo cierto es que los niños reciben ambas cosas, regalos y ramas doradas («virgács» en húngaro), se hayan portado bien o mal.

##### República Checa y Eslovaquia

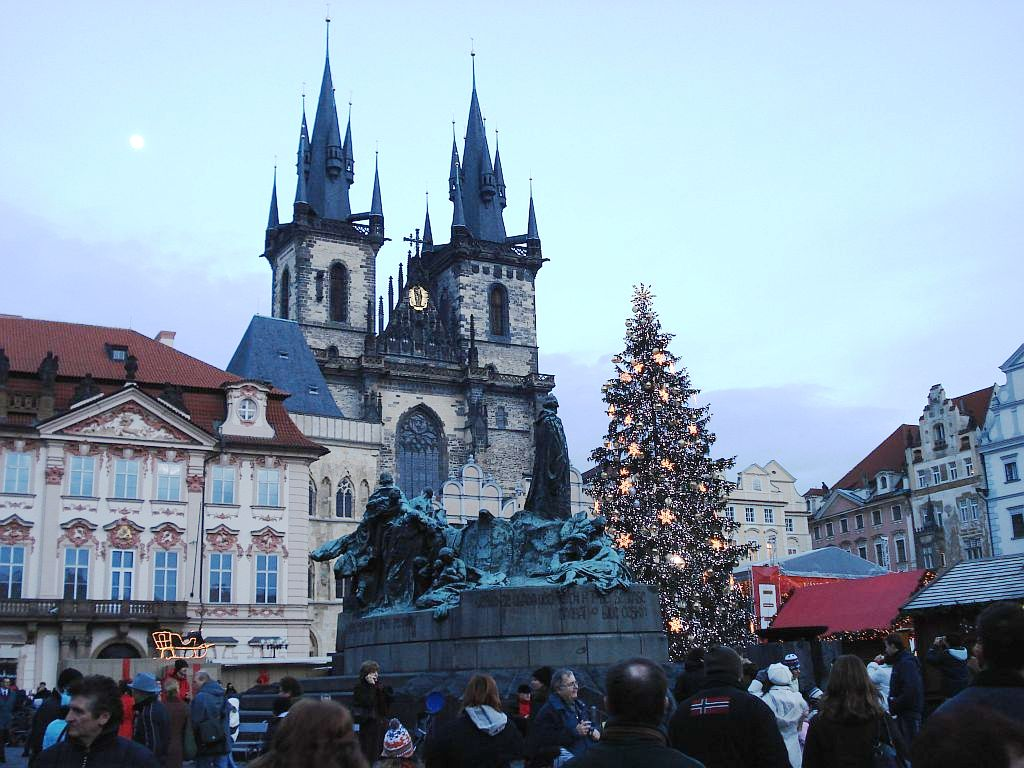
Plaza de la Ciudad Vieja de Praga, (República Checa) en Navidad

La Nochebuena (24 de diciembre) se celebra como Štědrý den o Štedrý deň, que significa «día de la generosidad», y es cuando se intercambian los regalos. El 25 y 26 de diciembre son fiesta oficial en ambos países, aunque Vánoce/Vianoce (Navidad) se asocia más con el 24.
Según la tradición, los regalos los trae el Niño Jesús (Ježíšek/Ježiško). Los platos tradicionales de la cena navideña son sopa de pescado y carpa rebozada con ensalada casera de patata. En Eslovaquia, antes de cenar, todo el mundo se felicita las fiestas compartiendo trozos de galletas navideñas, Oblátky, hechas con miel y nueces. Los regalos se colocan secretamente bajo el árbol de Navidad (que suelen ser piceas o pinos, y en los últimos años, abetos), y los niños tienen que esperar a que suene una campana de Navidad, uno de los adornos del árbol, que señala que el Niño Jesús ha pasado, para abrir los presentes. Hay una rica tradición de dulces navideños (Cukroví/ vianočné koláče).
Entre las tradiciones navideñas checas y eslovacas están las predicciones de futuro. Se cortan manzanas de forma transversal: si aparece una estrella perfecta en el corazón, el año venidero será bueno; una estrella distorsionada significa un mal año o una enfermedad, y una cruz puede significar la muerte. Las chicas tiran zapatos por encima del hombro: si la punta mira hacia la puerta, la joven se casará pronto. Otra tradición consiste en echar un poco de plomo derretido en agua e imaginar un mensaje a partir de la forma que toma.
Los checos son unos de los pueblos menos religiosos del mundo, y por tanto,  las tradiciones religiosas no cuentan con muchos adeptos y las prácticas navideñas toman formas idiosincrásicas basadas en las tradiciones familiares. La Navidad no se asocia con el cristianismo tanto como en otros países, y también la celebran grupos no cristianos, como los vietnamitas y los judíos.

##### Europa germano parlante

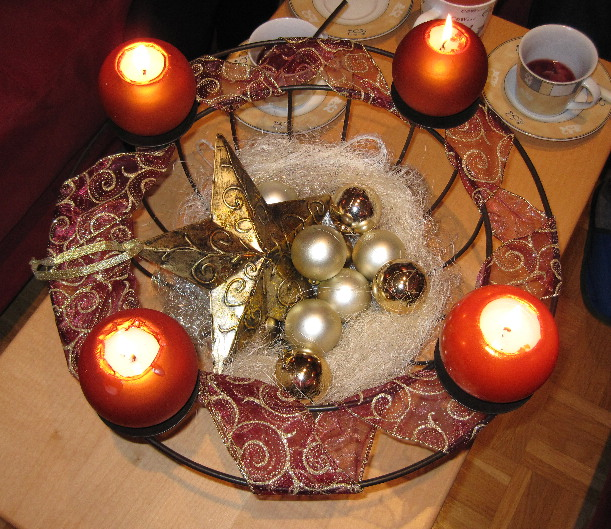
Bol austriaco de Adviento

En algunas comunidades de idioma alemán, sobre todo en las regiones católicas del oeste y sur de Alemania, Suiza, Austria, Tirol del Sur y Liechtenstein entre otras, quien trae los presentes es el Niño Jesús, Kris Kringle o Christkind, y lo hace en Nochebuena (Heiligabend), la noche del 24 de diciembre. El Kris Kringle es invisible, por tanto nadie puede verlo, pero hace sonar una campana antes de partir para que los niños sepan que el árbol de Navidad y los regalos ya están listos.
Es tradición decorar un árbol de Navidad en los días anteriores a Navidad o incluso en la mañana de la Nochebuena, que es el que se enseña a los niños después de que suene la campana, a la vez que se abren los presentes.
En las iglesias protestantes hay un servicio a final de la tarde que precede a la cena de Nochebuena y al intercambio de regalos. Este servicio, llamado Christvesper, suele consistir en lectura de las escrituras y del evangelio de Lucas, además de una Krippenspiel (obra de teatro navideña), villancicos y música festiva para órgano y coros. En algunas zonas es tradición cantar el villancico llamado Quempas (del latín Quem pastores laudavere). Ciertas iglesias luteranas también celebran una vigilia con velas a medianoche además de las Vísperas de la tarde.
En muchas iglesias católicas se celebra la primera misa de Navidad, llamada Christmette, sobre las 4 de la tarde para que puedan asistir las familias antes de cenar, y la última se celebra a la medianoche. El nacimiento es una parte muy importante de las celebraciones católicas, sobre todo en Baviera.

###### Austria

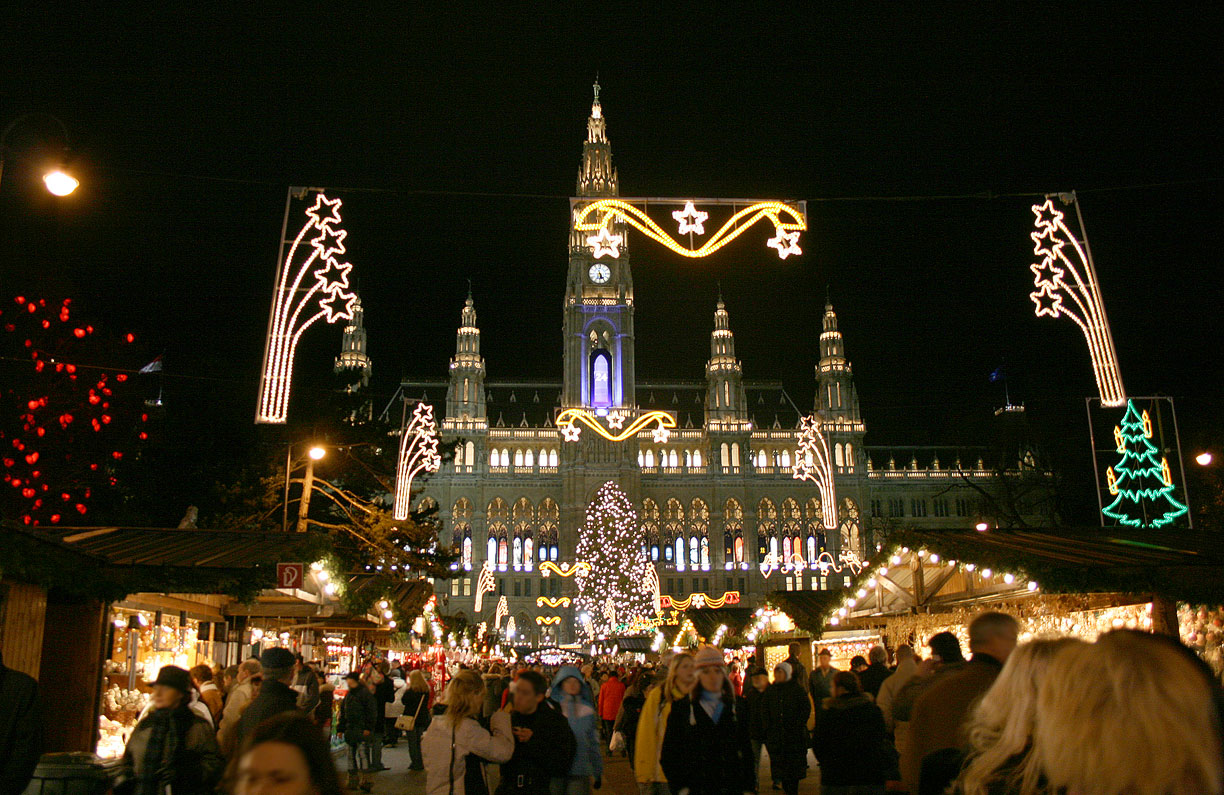
Mercadillo navideño ante el ayuntamiento de Viena (Austria)

En la mayoritariamente católica Austria, los mercados navideños tienen una larga tradición. En Viena, por ejemplo, el mercado se monta en la gran plaza ante el ayuntamiento. Innsbruck sitúa su romántico mercadillo en la estrecha calle medieval a los pies del Tejadillo Dorado. En Salzburgo, el mercado de Navidad ocupa la plaza de la catedral con sus pintorescos puestos, mientras que los vendedores de árboles se sitúan en la Residenzplatz, en un lateral de la basílica. La mayoría de las ciudades, pequeñas o grandes, tienen su mercadillo navideño.
En Austria, las funciones de teatro navideño son una parte muy importante de las celebraciones. Cada ciudad monta su enorme árbol en la plaza principal, decorado con velas, ornamentos y dulces, y con frecuencia se pone otro árbol adornado con trozos de pan para los pájaros. En las casas, el árbol se engalana con ornamentos dorados y plateados, estrellas hechas de paja, dulces y caramelos envueltos en papel de aluminio, frutos secos dorados, etc.
La fiesta de San Nicolás marca el comienzo de la Navidad en Austria. En Nochebuena (24 de diciembre) se enciende el árbol por primera vez, y las familias se reúnen para cantar villancicos como «Noche de paz» («Stille Nacht, heilige Nacht»). Los regalos se colocan bajo el árbol y se abren después de la cena de Nochebuena. La tradición austriaca dice que es el propio Niño Jesús quien decora el árbol de Navidad y trae los presentes a los niños, por lo que es a Él a quien los pequeños dirigen sus cartas en las semanas previas. La cena de Nochebuena es el mayor acontecimiento de la noche, y a menudo consta de carpa frita, galletas y, menos frecuentemente, la famosa Tarta Sacher. En Austria, como en Alemania, son tradicionales las galletas de Navidad (Weihnachtskekse), entre las cuales destacan las Vanillekipferl, con forma de media luna.

###### Alemania

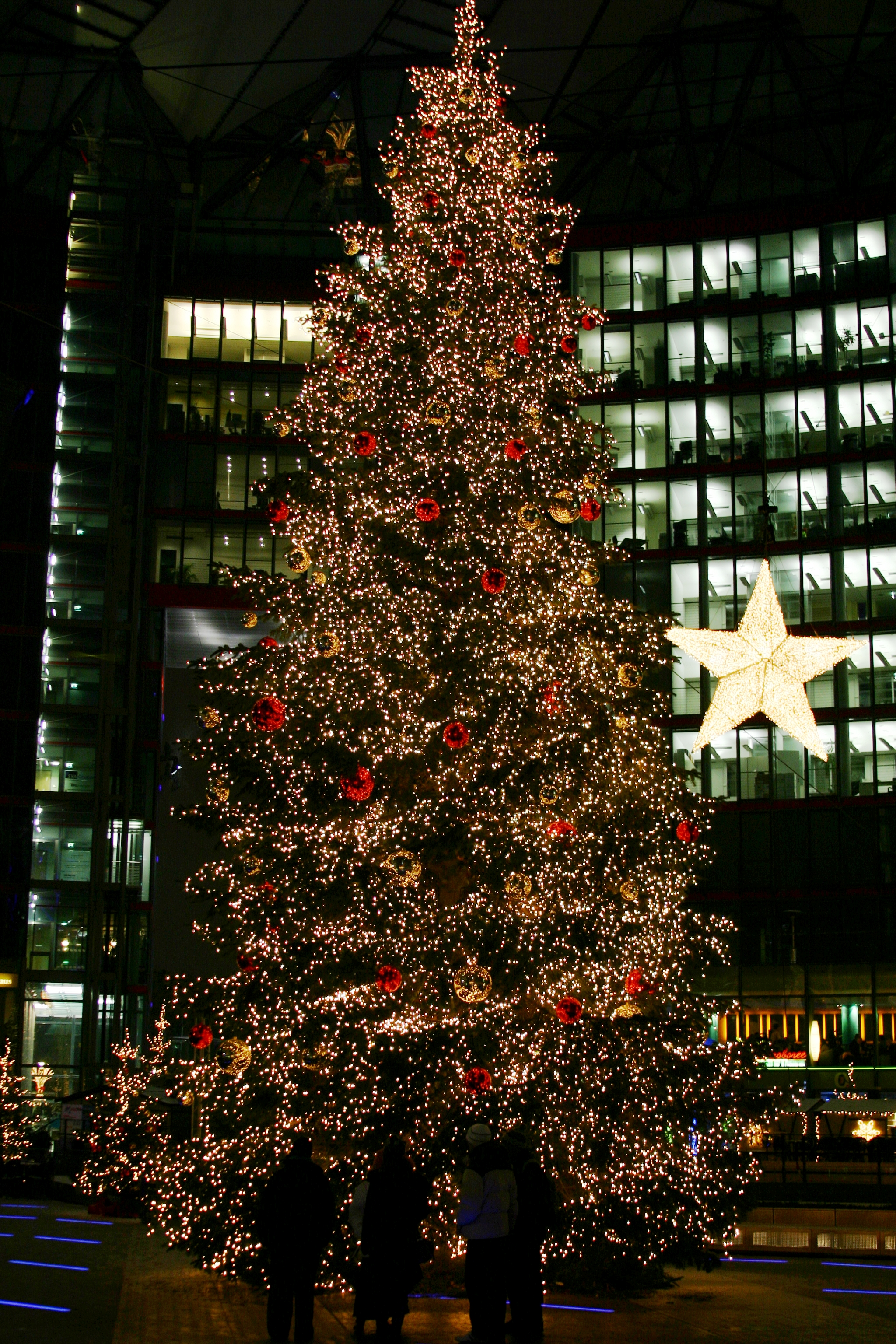
Árbol de Navidad en Berlín (Alemania)

En Alemania, las tradiciones navideñas varían según la región. El día de San Nicolás (6 de diciembre), el santo deja regalos en los zapatos de los niños. A veces, San Nicolás visita en guarderías, escuelas y en actos públicos a los niños, que tienen que recitar un corto poema o cantar una canción para que les dé dulces o algún regalo. A veces, San Nicolás va acompañado de Knecht Ruprecht (el sirviente Ruprecht), vestido con ropa oscura y rasgos de demonio (una lengua larga y roja y un palo o azote en la mano). Su deber es castigar a los niños que no se han portado bien durante el año, aunque no suele tener mucho trabajo y se limita a quedarse cerca de San Nicolás como advertencia para que los niños sean buenos y educados.
El intercambio de regalos (Bescherung en alemán) suele hacerse en Nochebuena. Esta tradición comenzó con la Reforma protestante, ya que Martín Lutero era de la opinión de que se debe hacer hincapié en el nacimiento de Cristo y no en el día de un santo. Tampoco creía que los regalos debieran ganarse por el buen comportamiento, sino que deben verse como un símbolo del regalo de la gracia de Dios en Cristo. Hoy, esta tradición también es común en las regiones predominantemente católicas.
A veces trae los regalos el Weihnachtsmann (hombre de Navidad), que se parece a San Nicolás o a Papá Noel, y otras veces el Christkindl, un niño con aspecto de duende que podría representar al Niño Jesús. Después de abrir los regalos, los niños se suelen quedar levantados hasta cuando lo deseen, a menudo hasta altas horas de la madrugada.
El árbol de Navidad se monta y decora en la mañana de Nochebuena, y bajo él se colocan los regalos. Después de las Vísperas de Navidad en la iglesia, y de la cena de Nochebuena, suena una campana y entonces los niños pueden ir hasta el árbol iluminado con velas a abrir los regalos. Algunas familias cantan villancicos en torno al árbol antes de abrirlos. Otras familias, sobre todo las católicas, asisten a la Misa del Gallo después de cenar y abrir los presentes.
Los festejos culinarios tienen lugar en la cena de Nochebuena o la comida de Navidad. Las tradiciones varían de una región a otra, pero en muchos lugares del país se come carpa, y entre algunas familias también es popular la ensalada de patata con salchichas de tipo Frankfurt o Viena. Otro plato simple que tiene éxito en las zonas donde la Nochebuena todavía es un día de ayuno es la sopa de verduras o guisantes. En algunas regiones, como Schleswig-Holstein, donde es notable la influencia danesa, es tradicional comer ganso o pato asado relleno de ciruelas, manzanas y pasas. En regiones como Mecklenburgo y Pomerania, muchas familias prefieren kale, col acompañada de patatas cocidas, salchichas y jamón. Otras familias han desarrollado nuevas tradiciones y comen fondue o raclette de carne. En casi todos los hogares se consume una gran variedad de galletas navideñas horneadas según las recetas de cada familia o región.

##### Hungría

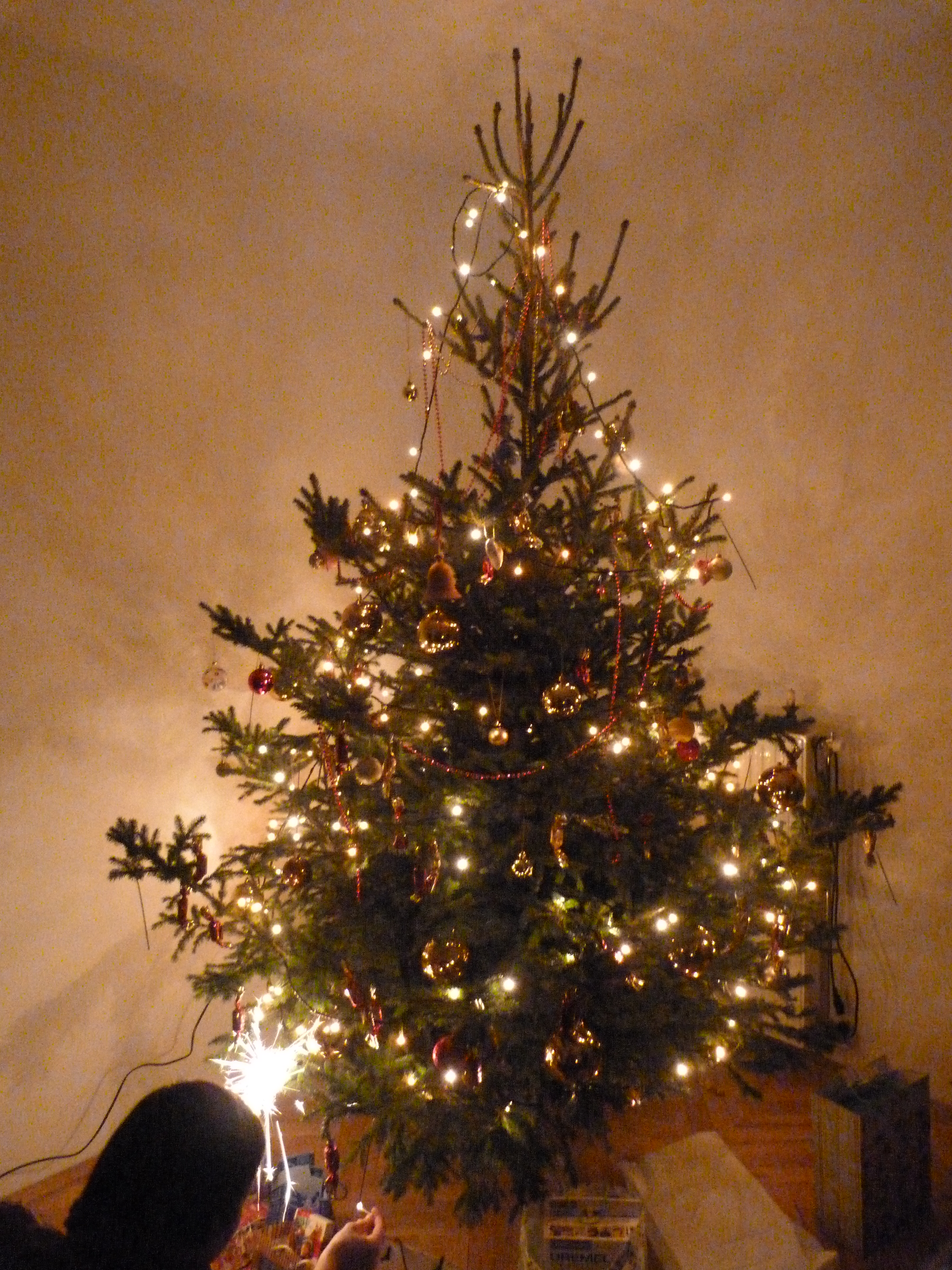
Árbol de Navidad

La época de Navidad y de intercambio de regalos comienza relativamente pronto, en comparación con otras culturas, con un personaje similar a Papá Noel, la versión húngara de San Nicolás (Mikulás o Szent Miklós), que visita a los niños la noche del 5 al 6 de diciembre.
Aunque es el Niño Jesús quien trae los regalos el día de Navidad, la noche anterior a la festividad de San Nicolás, los niños húngaros tienen la tradición de colocar una bota en el alféizar de su ventana para que Mikulás la llene de dulces. Las celebraciones comienzan en Hungría con la decoración del árbol de Navidad el 24 de diciembre, y siguen con una cena familiar a base de platos típicos navideños. En algunas zonas se sirve una sopa de pescado llamada halászlé, pero aparte de eso, el día de Nochebuena es un día de ayuno.

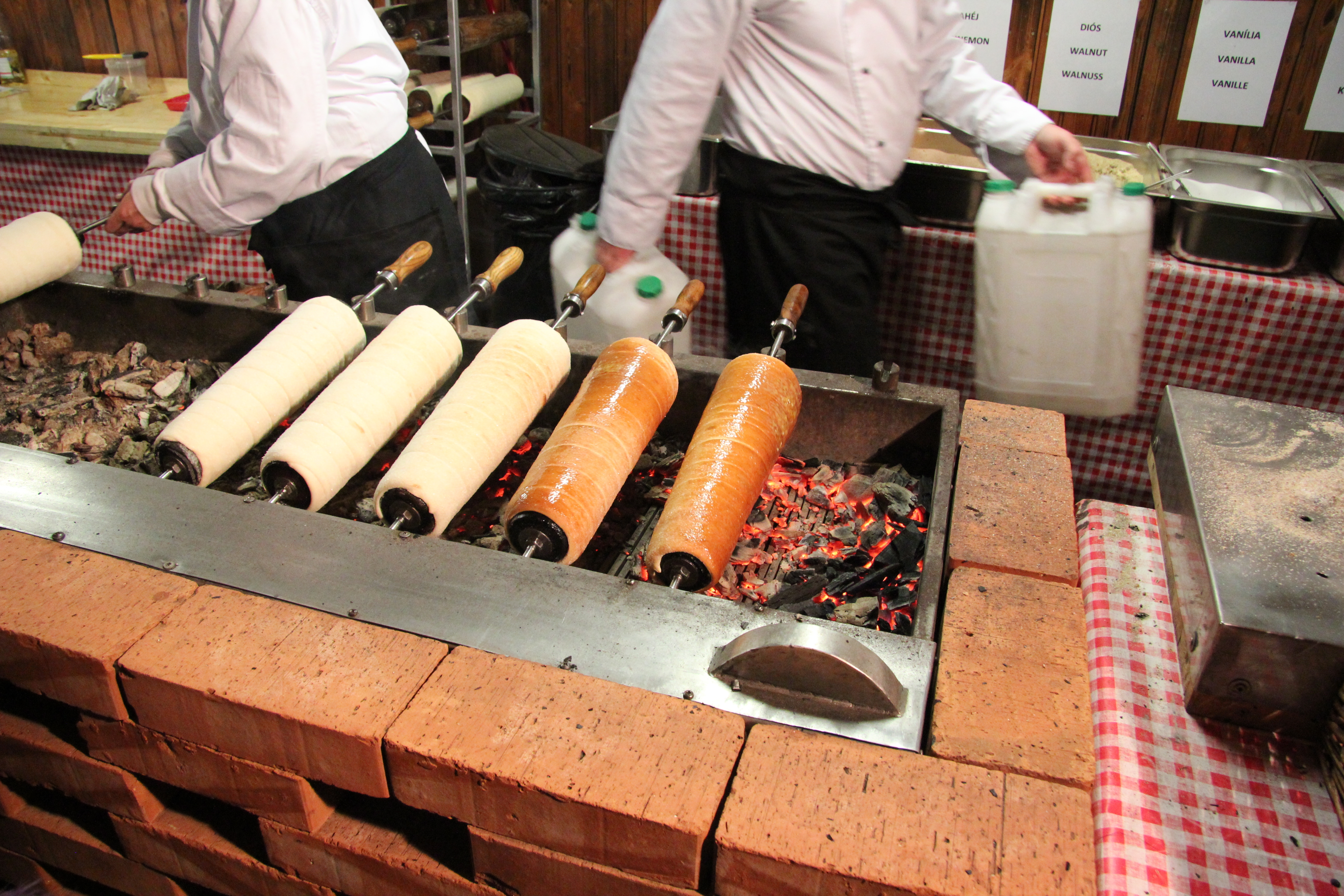
Baumkuchen en Budapest

Esa noche (Szenteste), el ángel o el Niño Jesús (Kisjézus o Jézuska) traen los regalos. Este es el momento más íntimo de la Navidad, con el árbol iluminado con cálidas velas, suave música navideña, la familia cantando villancicos y música religiosa y el intercambio de regalos. Durante el mes de diciembre y especialmente en Nochebuena, también existe la costumbre de que niños y adultos representen el nacimiento de Jesús (Betlehemezés), vistiéndose con ropa de la época y contando historias sobre los Reyes Magos, los pastores, María, José y por supuesto, el nacimiento de Jesús. Los actores van de casa en casa y reciben regalos por su actuación.

##### Polonia

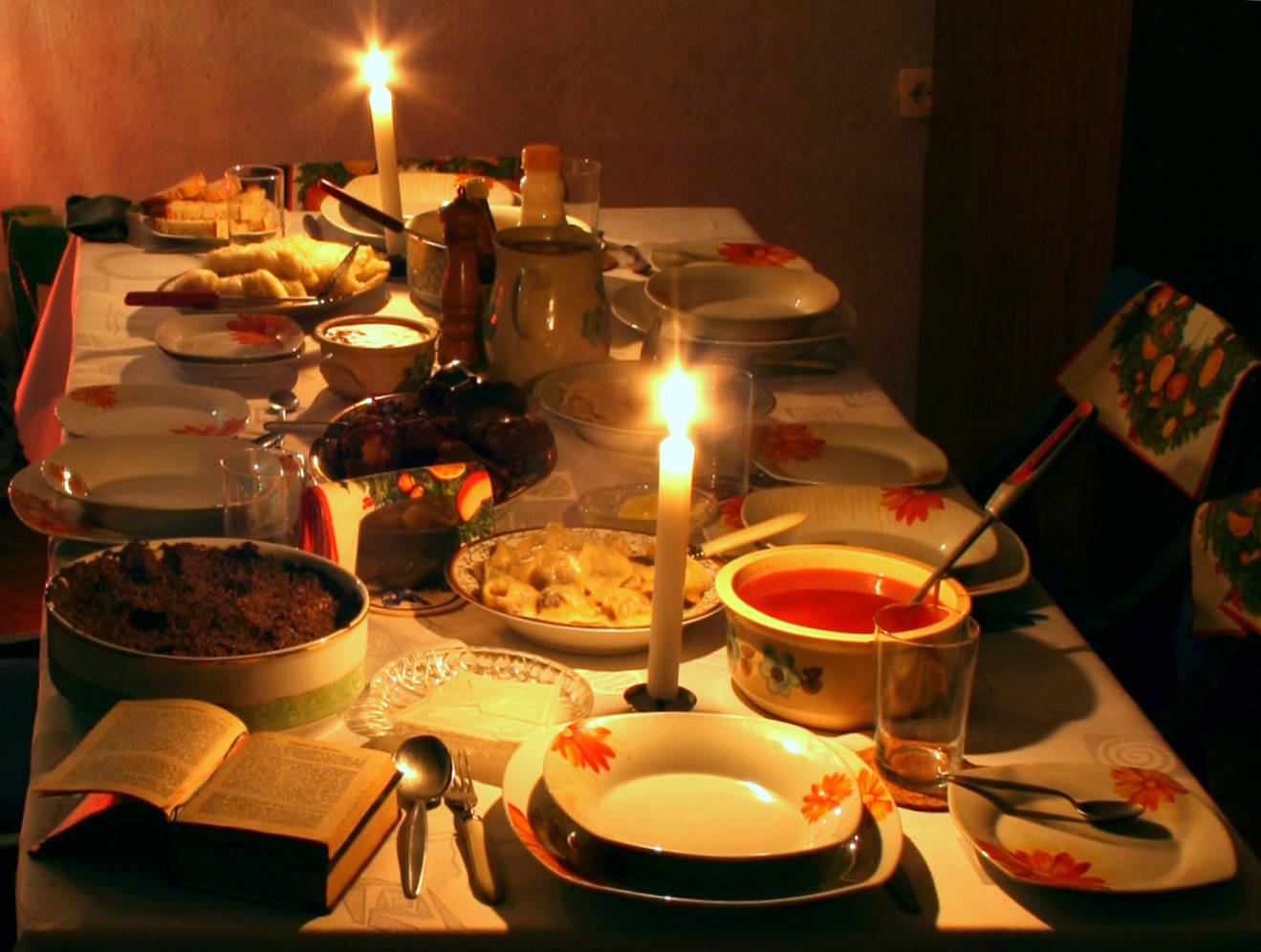
Comida tradicional de Wigilia

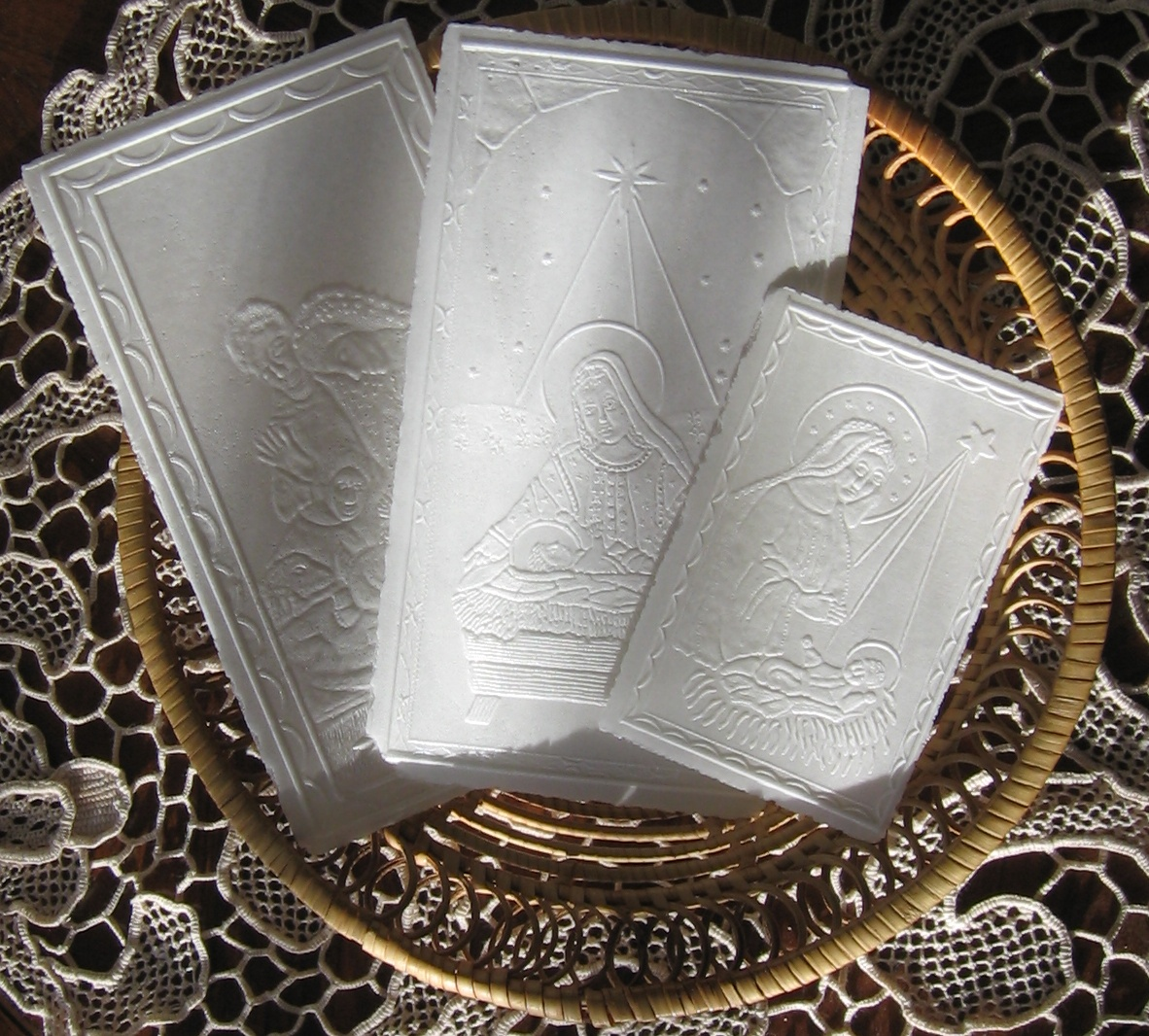
Opłatki (obleas de Navidad) típicas de Polonia

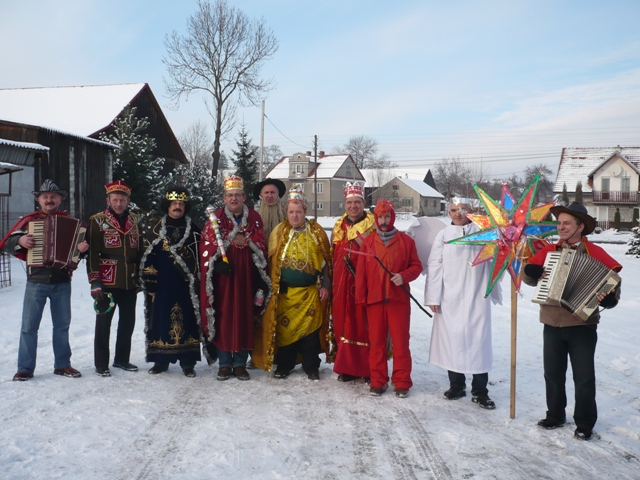
Los coros de villancicos van de casa en casa recibiendo regalos en su camino

En Polonia, país mayoritariamente católico, la Nochebuena comienza con un día de ayuno, al que sigue un banquete por la noche. La comida tradicional se llama Wigilia (vigilia), y se considera un gran honor ser invitado a asistir a una de estas cenas familiares.
En la Nochebuena se observa la aparición de la primera estrella en el cielo, símbolo de la estrella de Belén, a la que se da el nombre cariñoso de «Estrellita» o Gwiazdka (la versión femenina de San Nicolás). Esa noche, los niños otean el cielo ansiosamente con la esperanza de ser el primero en poder gritar «¡La estrella ha venido!». Solo después de su aparición se sientan los comensales a la mesa.
Siguiendo la tradición, se esparcen puñados de heno sobre el mantel, para recordar que Jesús nació en un pesebre. Otros colocan dinero bajo el mantel en el lugar de cada comensal, para desear prosperidad en el año venidero. La cena consta de doce platos, uno por cada apóstol. En muchos hogares se coloca un cubierto extra para algún vagabundo que pudiera necesitar comida, o por si llegara un ángel, el Niño Jesús o el Espíritu Santo a compartir la fiesta.
Antes de empezar a comer, todo el mundo se felicita las fiestas. Al comienzo de la cena se parte el opłatek: todo el mundo corta un trozo de oblea y lo come como símbolo de su unidad con Cristo. Estas obleas navideñas suelen estar bendecidas por el obispo y decoradas con motivos religiosos. Algunas familias sirven doce platos distintos en la Wigilia, que simbolizan los doce apóstoles, y otras sirven un número impar de platos para desear buena suerte (normalmente cinco, siete o nueve). Algunos practican la superstición de que en la mesa se siente un número par de comensales.
Una cena de Wigilia tradicional en Polonia incluye carpa frita y barszcz (sopa de remolacha) con uszka (raviolis). Los platos más comunes son la sopa de pescado con ensalada de patata, pierogi, gołąbki relleno de kasza (cereales), arenque en escabeche y kompot de fruta. De postre se sirve makowiec y compota de frutos secos como bebida. Además del pescado se come col, setas (boletus) y platos hechos con semillas de amapola. Después de la cena, llega el Hombre de las Estrellas acompañado de los Chicos de las Estrellas. El Hombre de las Estrellas examina a los niños del catecismo y les da pequeños regalos como recompensa si lo conocen bien, aunque necesiten un poco de ayuda. Los Chicos de las Estrellas cantan villancicos y se les premia con dulces. El resto de la velada se dedica a los cuentos y las canciones en torno al árbol de Navidad. En algunas zonas del país, a los niños se les enseña que es la «Estrellita» la que trae los regalos. Mientras se abren, los cantores de villancicos van de casa en casa recibiendo dulces por su actuación.
La Nochebuena acaba con la Pasterka, que significa «misa de pastores», y es el equivalente a la Misa de Gallo. La tradición conmemora la llegada de los tres Reyes Magos para adorar al Niño Jesús y entregarle sus presentes. La liturgia nocturna de Navidad se introdujo en las iglesias Cristianas en la segunda mitad del siglo V. En Polonia, esta costumbre llegó junto con el cristianismo. El día siguiente al de Navidad se suele dedicar a visitar amigos.
Según la zona, varía el personaje que trae los regalos. En algunas regiones es Święty Mikołaj (San Nicolás), en otras Święty Mikołaj trae los presentes el 6 de diciembre y en Nochebuena lo hacen Gwiazdor («Hombre de las Estrellas»), Aniołek («Angelito») o Dzieciątko («Niño Jesús»).

##### Rumanía y Moldavia

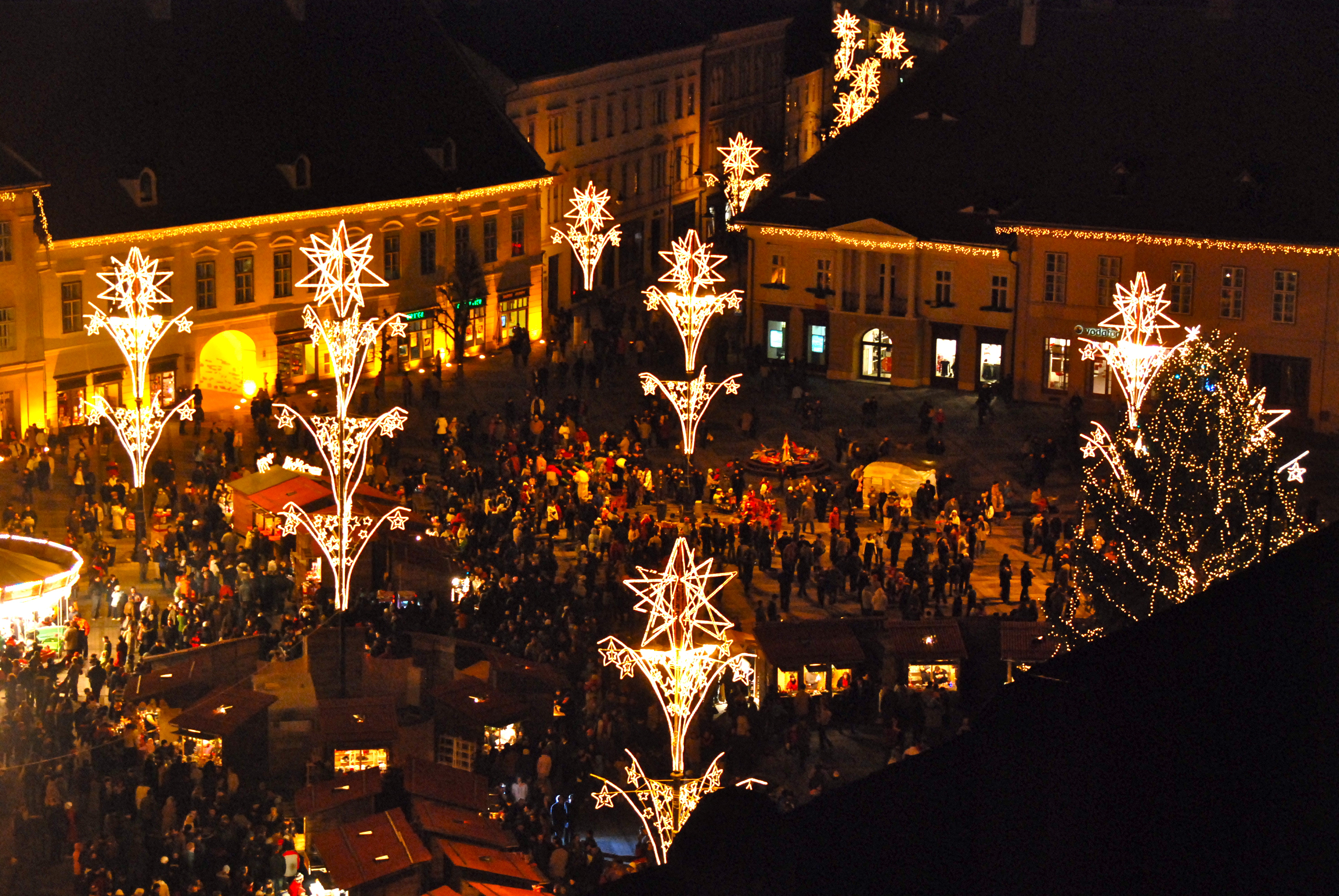
Mercado navideño en Sibiu (Rumanía)

Navidad (Crăciun en rumano) se celebra en Rumanía el 25 de diciembre, y en general se considera la fiesta religiosa más importante después de la Pascua. En Moldavia, aunque se celebra la Navidad el 25 de diciembre, como en Rumanía, el 7 de enero también está reconocido como fiesta oficial. Las celebraciones comienzan con la decoración del árbol de Navidad durante el día de Nochebuena (Ajunul Crăciunului), y por la noche, Moş Crăciun trae los regalos.
Los villancicos desempeñan un importante papel en las festividades navideñas rumanas. El primer día de Navidad, numerosos cantores andan por las calles de pueblos y ciudades, enarbolando una estrella hecha de cartón y papel, en la que se representan varias escenas bíblicas. La tradición rumana lleva a los niños de casa en casa cantando villancicos y recitando poemas y leyendas durante toda la época navideña. El líder del grupo lleva una estrella de madera, cubierta de papel de aluminio y decorada con campanas y cintas de colores. En el centro se pinta un nacimiento, y el conjunto se sujeta a un largo palo.
La comida que se sirve en Rumanía en Navidades consiste en un banquete de varios platos, muchos de los cuales están hechos a base de cerdo (órganos, músculo y grasa), como gesto simbólico en honor a San Ignacio de Antioquía.

#### Europa del Este
Desde los 80,[cita requerida] las costumbres navideñas del Cáucaso y los países eslavos orientales incluyen un personaje similar conocido como Ded Moroz («Abuelo Hielo»). Según la leyenda, Ded Moroz viaja en su mágico sanki, un trineo decorado y tirado por renos o por tres caballos blancos. Con su joven asistente, la rubia Snegúrochka (la «Doncella de la Nieve», su nieta), visita los hogares y entrega regalos a los niños buenos. Solo deja los presentes cuando los niños duermen, y a diferencia de Santa Claus, no entra por las chimeneas, sino que lo hace por la puerta principal de las casas. Es tradición que los niños dejen comida para Ded Moroz.
Este Ded Moroz no se identifica ni se asocia con la fiesta de San Nicolás, el 6 de diciembre, que se reverencia en Europa del Este por su labor pastoral y caritativa como obispo. Ded Moroz es en la tradición eslava como Papá Noel, y cualquier conexión con el santo original desapareció hace mucho tiempo.

##### Armenia
En Armenia no existían tradiciones anteriores al cristianismo de celebrar el solsticio de invierno, y los armenios celebran la Navidad (surb tsnunt, Սուրբ Ծնունդ, que significa «santo nacimiento») el 6 de enero, que es fiesta oficial y coincide con la Epifanía. Tradicionalmente, los armenios ayunan durante la semana anterior, y los más devotos pueden incluso no comer nada durante los tres días previos a la Nochebuena, para recibir la eucaristía en un estómago «puro». La Nochebuena es particularmente rica en tradiciones. Las familias se reúnen para cenar khetum (Խթում), que suele consistir en arroz y pescado, nevik (նուիկ), un plato de verdura a base de acelgas y guisantes, yogur y tanabur (թանապուր), sopa de cereales. Entre los postres, frutas escarchadas y frutos secos, como el rojik, que consiste en una ristra de nueces con su cáscara recubiertas con gelatina de uva, y bastukh, láminas hechas de gelatina de uva y harinas de maíz y trigo. Este menú ligero está pensado para acostumbrar el estómago tras los días de ayuno, y prepararlo para la comida más sustanciosa de Navidad. Los niños reciben frutas, frutos secos y otras golosinas de sus familiares.
Además del árbol de Navidad (tonatsar, Տօնածառ), los armenios, sobre todo en Oriente Medio, también montan belenes. En la tradición armenia, la Navidad es una fiesta puramente religiosa. Santa Claus no visita a los niños armenios en Navidad, sino en Nochevieja. El personaje de Santa Claus es una antigua tradición, y se llamaba kaghand papik (Կաղանդ Պապիկ), pero la Unión Soviética tuvo un gran impacto en este tipo de costumbres y ahora existe con el nombre más laico de Abuelo Invierno (dzmerr papik, Ձմեռ Պապիկ).

##### Bielorrusia
La Iglesia Ortodoxa Bielorrusa celebra la Navidad (en bielorruso, Нараджэ́ньне Хрысто́ва, Раство́, Каля́ды) como fiesta nacional el 7 de enero (25 de diciembre, según el calendario juliano), mientras que la Iglesia Católica Bielorrusa, la Iglesia greco-católica bielorrusa y las Iglesias Protestantes lo hacen el 25 de diciembre. Muchas familias de afiliación religiosa mixta celebran la Navidad dos veces.

##### Georgia

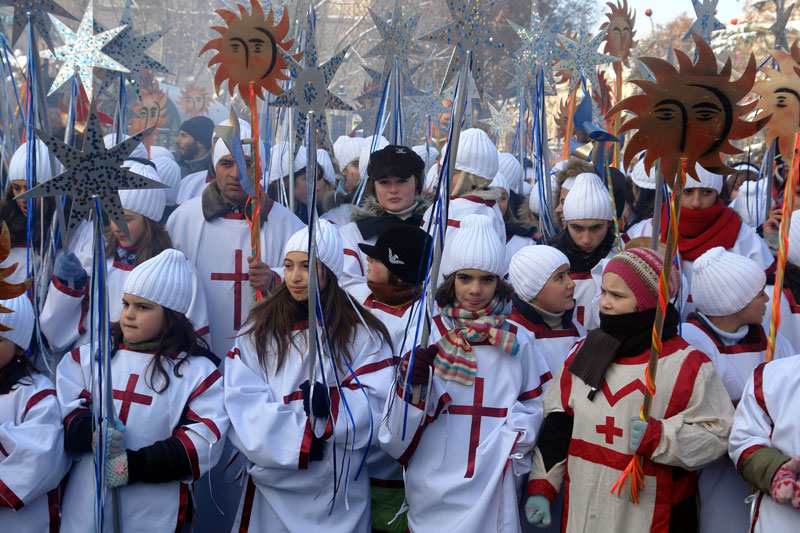
Niños en la procesión del Alilo por las calles de Tiflis

Oficialmente, la Navidad (შობა o shoba en georgiano) se celebra el 7 de enero (25 de diciembre, según el calendario juliano). La tradición es asistir a la procesión del «Alilo» (pronunciación modificada de «aleluya»), una misa celebrada mientras se camina por las calles. Muchos de los participantes en la procesión del Alilo son niños, que reciben dulces de los adultos. Los villancicos del Alilo varían de una provincia a otra, pero en muchas de estas canciones se usan las palabras «ოცდახუთსა დეკემბერსა, ქრისტე იშვა ბეთლემსაო'» (otsdakhutsa dekembersa qriste ishva betlemsao), que significan «el 25 de diciembre Cristo nació en Belén». Es típica una versión local del árbol de Navidad, llamado Chichilaki, hecho con maderas suaves, con las ramas curvadas. En ocasiones se trata de una rama de avellano esculpida en forma de árbol de la vida y decorada con frutas y dulces. También es popular la costumbre occidental del árbol de Navidad (nadzvis khe), importada de Rusia. El equivalente georgiano de Santa Claus se conoce como tovlis papa (o tovlis babua en los dialectos occidentales), que literalmente significa «Abuelo Nieve», y se representa con una larga barba blanca, vestido con el choja, el traje nacional, y con un abrigo de piel llamado nabad.

##### Rusia

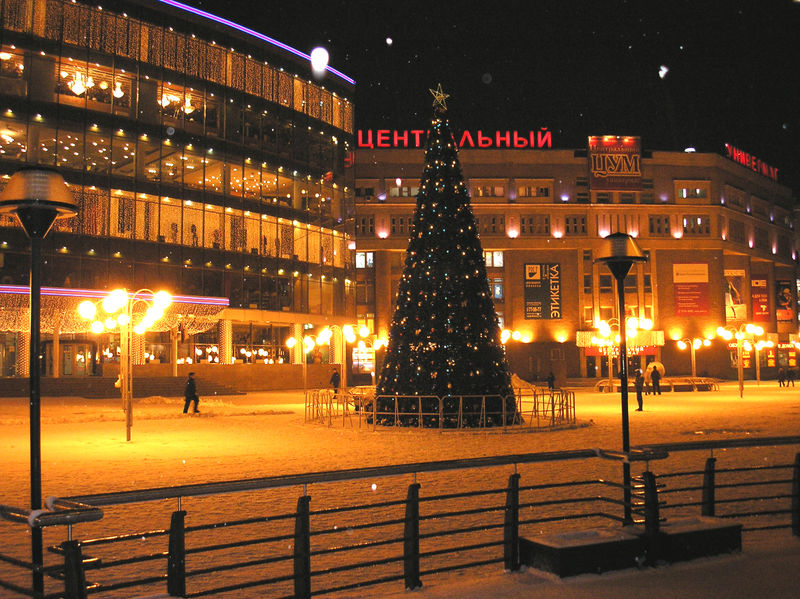
Decoraciones de Año Nuevo en Nizhni Nóvgorod

Como en otros países ortodoxos orientales y en algunos balcánicos, y a causa de los 13 días de diferencia entre el calendario gregoriano y el juliano (más antiguo), la Navidad se celebra el 7 de enero. A diferencia de otros países, en Rusia la Navidad es un acontecimiento sobre todo religioso. La víspera de Navidad (el 6 de enero) se celebran varios servicios religiosos, como las «Horas Reales» y las Vísperas, combinadas con la Divina Liturgia. Después, las familias vuelven a casa para la tradicional cena de Nochebuena, que consiste en 12 platos, cada uno dedicado a uno de los doce apóstoles. Después, los más devotos vuelven a la iglesia para la всеночная (vigilia nocturna) y en la mañana de Navidad, para la Divina Liturgia de la Natividad, la заутренняя. Desde 1992, Navidad es una fiesta oficial que forma parte de las vacaciones de 10 días con que comienza el año en Rusia.
Durante el periodo soviético, el estado oficialmente ateo desincentivó las celebraciones religiosas. Los árboles de Navidad y las celebraciones relacionadas se erradicaron gradualmente tras la Revolución de Octubre. En 1935, en un sorprendente giro de la política estatal, la tradición navideña se incorporó a la celebración laica del Año Nuevo. Es costumbre decorar un árbol (ёлка), las casa y los espacios públicos, reunirse con la familia y recibir la visita de Ded Moroz y su nieta Snegúrochka, que traen los regalos. Muchas de estas tradiciones llegaron a Rusia de la mano de Pedro I el Grande tras sus viajes a occidente a finales del siglo XVII.

##### Ucrania

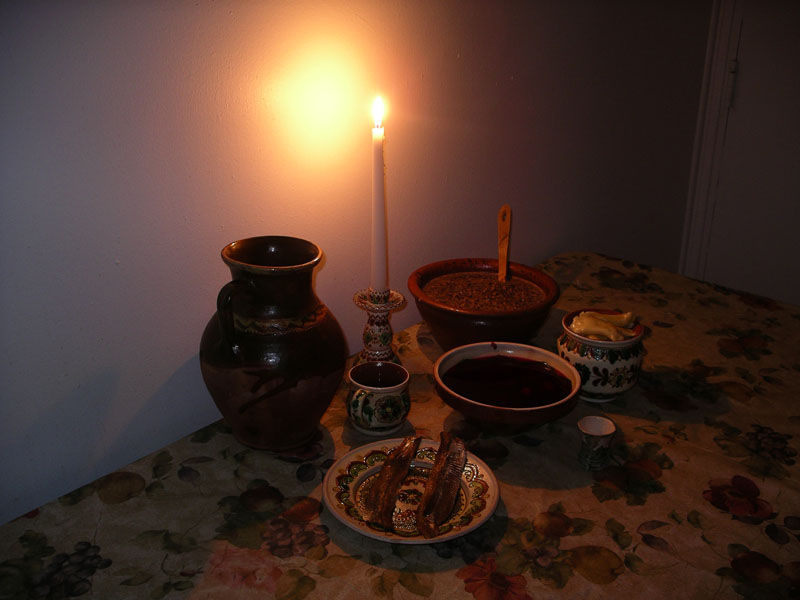
Cena de Nochevieja de doce platos en Ucrania

En los hogares ucranianos, la tradición central de la Nochebuena es la Sviata Vecheria o «Santa Cena», que en la mayor parte del país se celebra el 6 de enero. En la zona occidental, sobre todo en Subcarpacia, a causa de su herencia multicultural, la Navidad puede celebrarse dos veces, el 25 de diciembre y el 7 de enero, ya pertenezca la familia a la Iglesia católica (greco-católica o latina), a alguna de las iglesias ortodoxas ucranianas o a una fe protestante.
Cuando los niños descubren la primera estrella en el cielo, que simboliza el viaje de los Tres Reyes Magos, comienza la Sviata Vechera. En las comunidades agrícolas, el cabeza de familia trae un manojo de espigas de trigo llamado didukh que representa la importancia de las ricas cosechas de trigo que se producían en Ucrania, donde fue el alimento básico durante siglos. Didukh significa literalmente «abuelo espíritu», y representa a los antepasados. A veces se echan unos puñados de paja sobre el mantel bordado como recuerdo del pesebre de Belén. Se reza una oración y el padre pronuncia la felicitación tradicional de Navidad, «Chrystos rodyvsya», que se traduce como «Cristo ha nacido», a lo que la familia responde «Slavite Yoho», que quiere decir «Gloria a Él». Algunas familias usan la antigua forma eslava «Сhrystos rozhdayetsya». Al final de la Sviata Vechera, las familias suelen cantar villancicos típicos del país. En muchas comunidades, son grupos de jóvenes y miembros de organizaciones e iglesias los que se encargan de la antigua costumbre de los villancicos
Tradicionalmente, el día de Navidad empieza con la asistencia a la iglesia. Las iglesias ucranianas ofrecen servicios que comienzan antes de medianoche y siguen hasta la mañana de Navidad. La comida de Navidad, sin restricciones de ayuno, no tiene tantas tradiciones como la cena de Nochebuena. San Nicolás era el encargado de traer los regalos el día de su fiesta (que en Ucrania se celebra el 19 de diciembre) según la antigua tradición ucraniana, pero esta costumbre se va sustituyendo por el día de Navidad, y ahora es el Padre Hielo el que visita a los niños en un trineo tirado solo por tres renos.

#### Europa del Norte
En buena parte de la Europa del Norte, la Navidad se celebra el 24 de diciembre y se denomina Jul, mientras que el 25 de diciembre es un día tranquilo para visitar a los familiares.

##### Dinamarca

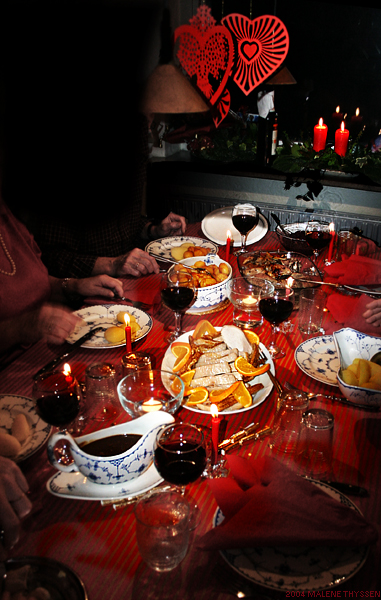
Cena tradicional danesa de Navidad

Los daneses celebran la Nochebuena, denominada Juleaften (que significa «noche Jul» el 24 de diciembre. La cena familiar consiste en cerdo, pato o ganso asado con patatas, mucha salsa, lombarda o col picada cocinada con mantequilla y patatas caramelizadas. De postre se sirve tradicionalmente pudín de arroz, hecho con nata montada y almendras picadas, y acompañado de grandes dosis de salsa de cereza. En el pudin se esconde una sola almendra entera, y quien la encuentre tendrá suerte en el año entrante, además de merecer un pequeño regalo. Después de cenar, los comensales se reúnen en torno al árbol de Navidad, cantan villancicos e himnos tomados de la mano, y bailan por toda la casa. Después de los villancicos, las tradiciones varían. En algunas casas, la familia elige a uno de los niños para repartir los regalos, y en otras, los niños se turnan para hacerlo. A veces, el Julemanden (Papá Noel) aparece en la puerta con un gran saco de regalos sobre el hombro y los reparte ayudado de los niños. Después se toman más dulces, refrigerios y en ocasiones, una bebida tradicional navideña llamada gløgg'.'
Los daneses son célebres por sus Julefrokost, que significa «comida de Navidad», que incluye varios platos tradicionales daneses, a veces acompañados de cerveza y snaps. Estas comidas son muy populares y se hacen con la familia, la empresa u otros grupos sociales. Se suelen celebrar en los días previos a la Navidad, pero en los últimos años, el periodo se alarga de noviembre a enero. No obstante, la Julefrokost familiar se realiza el día de Navidad o al día siguiente.

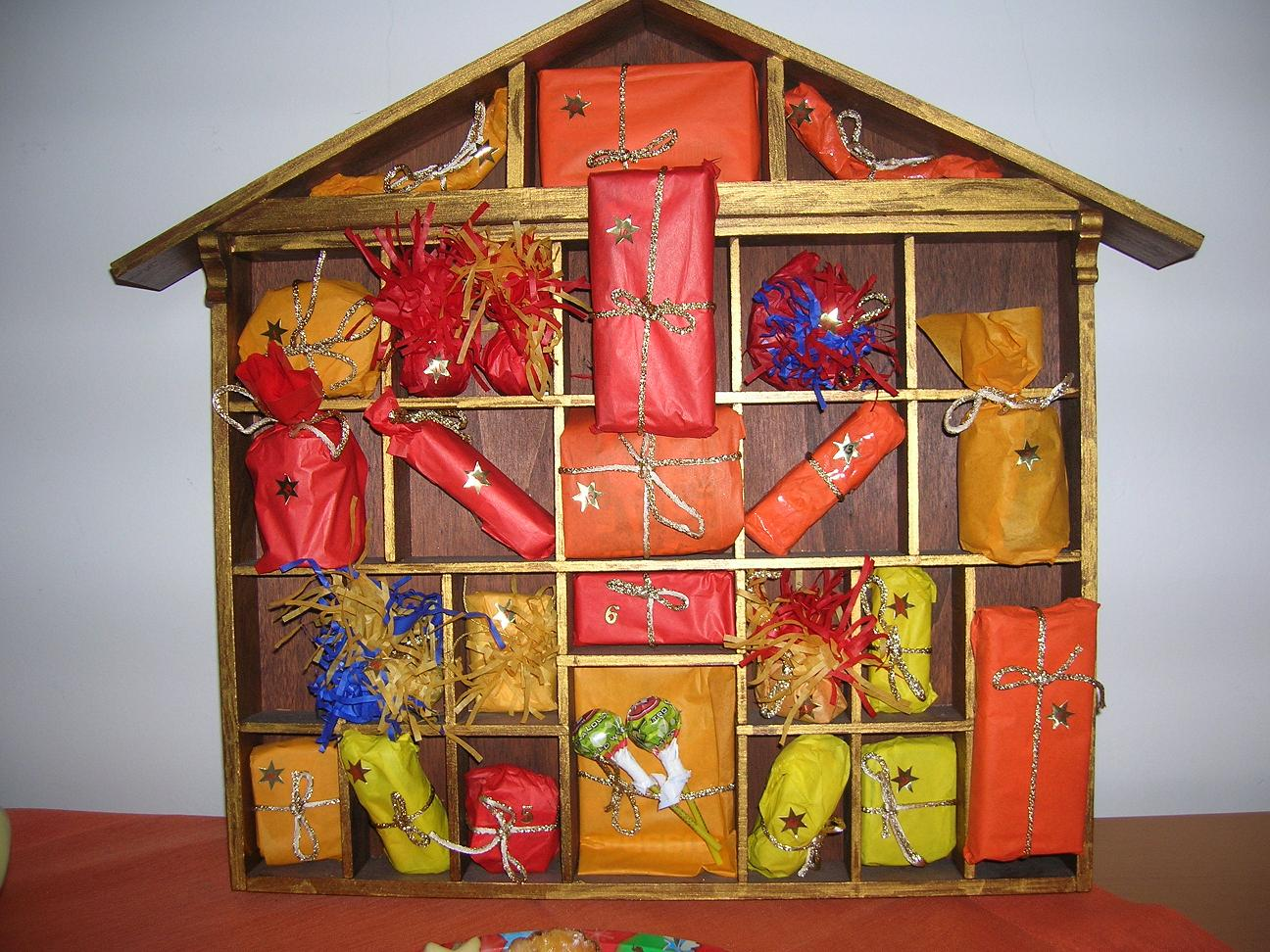
Advent calendar

Otra tradición danesa reciente es el concepto de Julekalendere televisivo, una especie de calendario de Adviento a base de programas de televisión de ambiente navideño que se emiten diariamente del 1 al 24 de diciembre, culminando con el Juleaften. Varias cadenas de televisión producen estos programas, la mayoría –no todos– dirigidos al público infantil. Algunos calendarios de Adviento televisivos se han hecho tan populares que tienen su continuación en años siguientes.
En Dinamarca, Papá Noel se conoce como Julemanden, el «Hombre de Navidad», y se dice que llega en un trineo tirado por renos, con regalos para los niños. Va acompañado de varios elfos que le ayudan en sus tareas y se llaman julenisser o simplemente nisser, que supuestamente viven en áticos, graneros o lugares similares. En algunas tradiciones, para mantener el favor y la protección de estos nisser, los niños les dejan platitos con leche, pudín de arroz o golosinas que desaparecen durante la noche.

##### Estonia

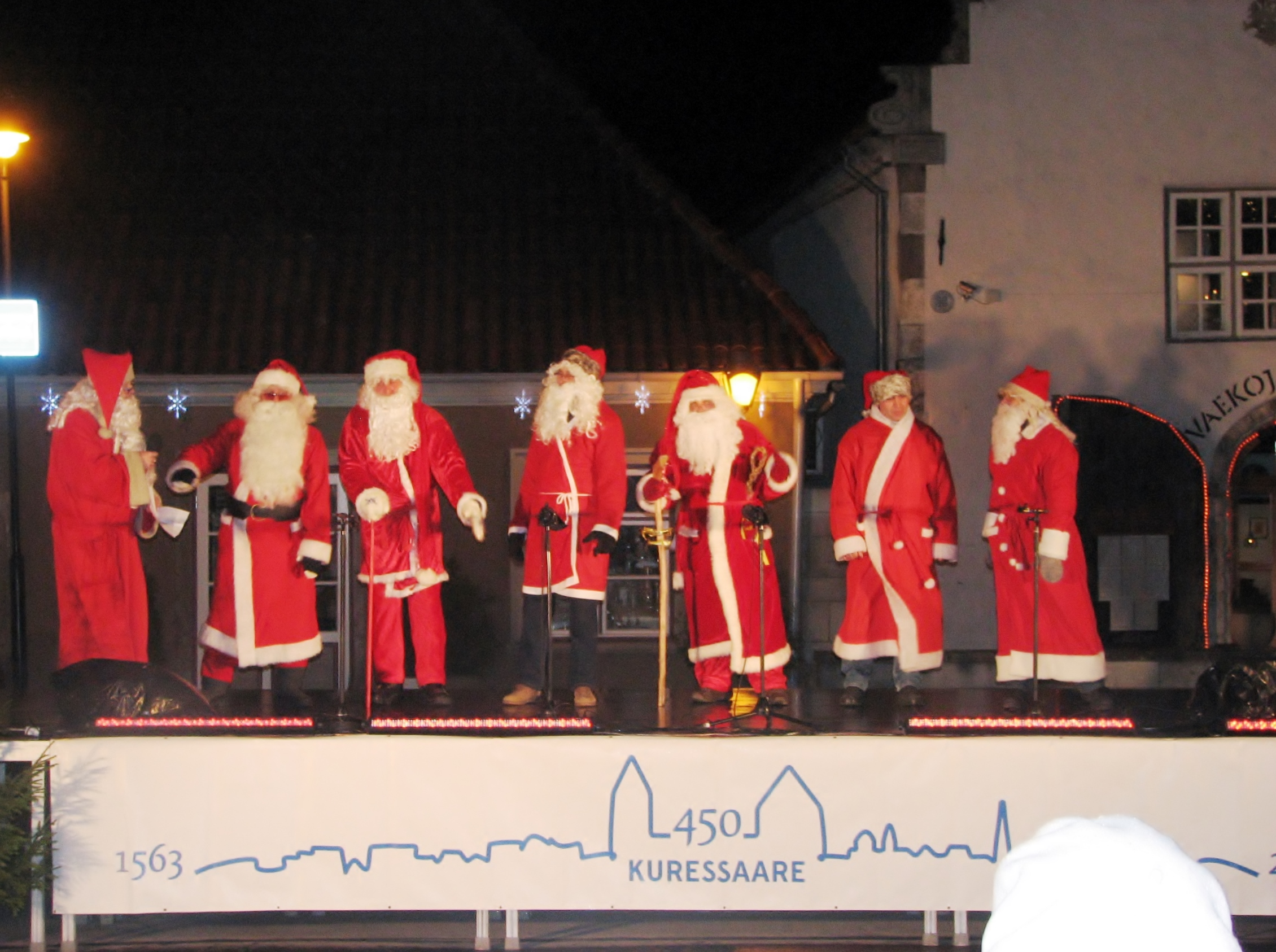
Estonios vestidos de Santa Claus

En las semanas que preceden a la Navidad o jõulud, los niños colocan una zapatilla en sus ventanas y reciben un caramelo u otro dulce de los elfos (päkapikud). Los estonios celebran la Nochebuena el 24 de diciembre, que se denomina jõululaupäev   («sábado de Navidad», aunque evidentemente no siempre cae en sábado), y está declarado fiesta oficial. Ese día, todos los años, el presidente del país declara la Paz de Navidad y asiste a un servicio religioso. Esta tradición se inició por orden de la reina Cristina de Suecia. En Nochebuena, Santa Claus (jõuluvana) visita a los niños, que deben cantar o recitar poemas navideños antes de recibir sus regalos.
La cena típica incluye cerdo con chucrut (mulgikapsad), patatas asadas, morcillas, ensalada de patata con remolacha y paté. De postre, los estonios comen galletas de jengibre (piparkoogid) y mazapán. Las bebidas más habituales en esa época son la cerveza y el vino con especias llamado glögi o hõõgvein («vino brillante»). Los estonios dejan las sobras de la cena de Nochebuena en la mesa hasta la mañana siguiente, esperando que les visiten los espíritus de sus seres queridos y también coman algo. Es costumbre visitar los cementerios y dejar velas a los difuntos.
El 25 de diciembre, o jõulupüha, es un día tranquilo para visitar a la familia.

##### Finlandia

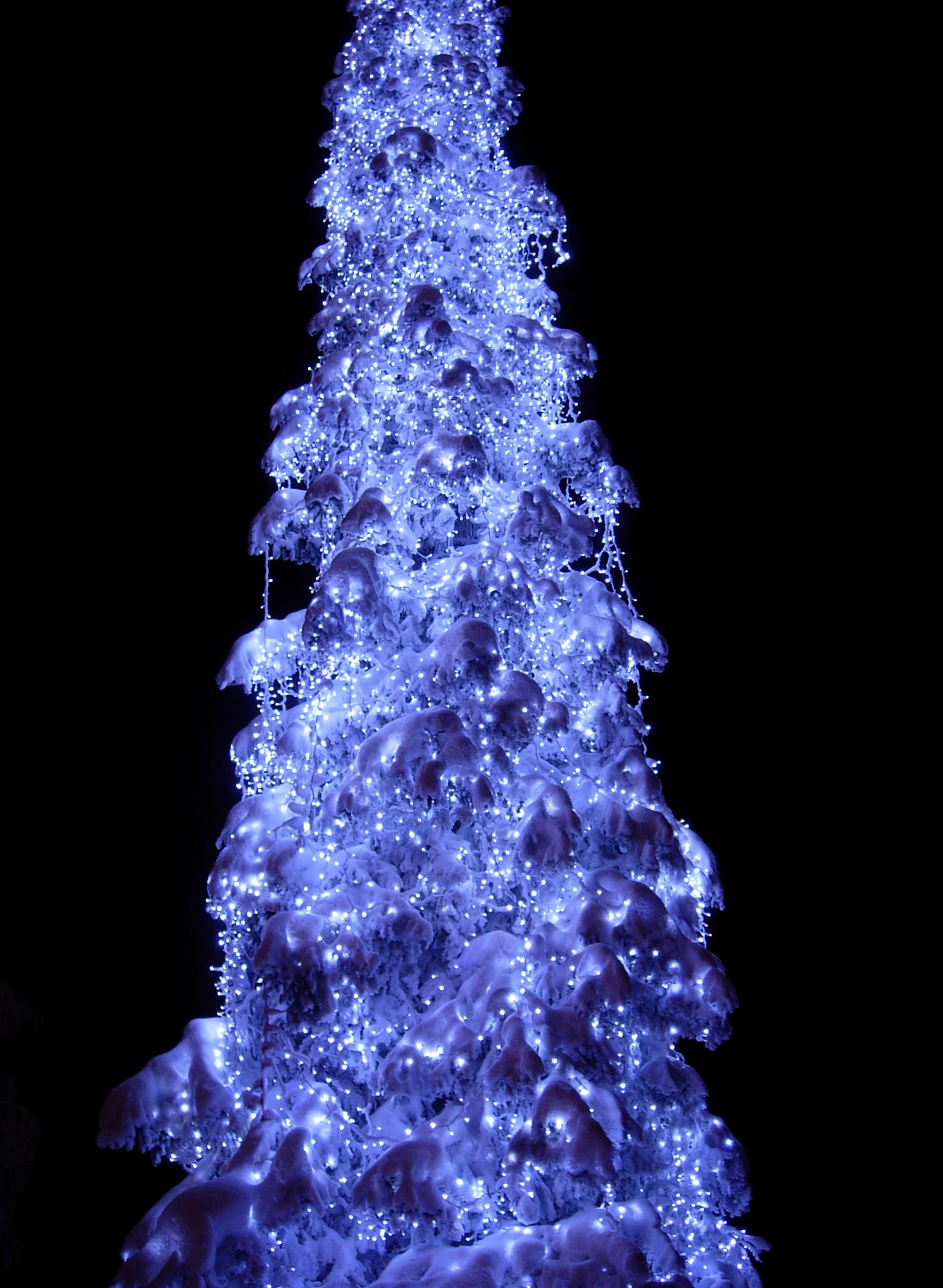
Árbol de Navidad en Rovaniemi (Finlandia)

Navidad es una celebración que se prepara con mucho cuidado y se centra en la familia y el hogar, aunque también tiene una dimensión religiosa. La época navideña comienza a finales de noviembre o principios de diciembre, cuando las tiendas comienzan a anunciar los regalos de Navidad. La música y la decoración se hace más presente conforme se acerca la fiesta, y los niños cuentan los días con calendarios de Adviento. Las escuelas hacen fiesta el día anterior a Nochebuena (aatonaatto, el 23 de diciembre), y en Nochebuena (jouluaatto), las tiendas cierran pronto y siguen cerradas hasta después del 26 de diciembre. Las festividades principales se celebran en Nochebuena, mientras que los días de Navidad y de San Esteban (joulupäivä, el 25 de diciembre, y Tapaninpäivä el 26) son fiestas oficiales. Las escuelas permanecen cerradas por vacaciones hasta Año Nuevo.
La Declaración de la Paz de Navidad es tradición en Finlandia desde la Edad Media, y desde entonces se lleva a cabo todos los años, con excepción de 1939 a causa de la guerra de Invierno. La declaración más famosa se hace en la Vieja Plaza Mayor de Turku, antigua capital de Finlandia, a mediodía del día de Nochebuena. Se emite en la televisión y la radio finesa (desde 1935), y actualmente incluso en otros países. La ceremonia de declaración comienza con el himno Jumala ompi linnamme (Castillo fuerte es nuestro Dios de Martín Lutero), y luego se lee la Declaración en un rollo de pergamino:
Mañana, si Dios quiere, se celebra la hermosa fiesta del nacimiento de nuestro Señor y Salvador, por tanto, por la presente se declara una paz general de Navidad, y se llama a todas las personas a que observen esta fiesta con la debida reverencia y se conduzcan de forma tranquila y pacífica, pues cualquiera que interrumpa esta paz y perturbe la festividad de la Navidad será merecedor, con circunstancias agravantes, del castigo prescrito por la ley y decretado para cada infracción o falta concreta. Finalmente, deseamos a todos los ciudadanos una feliz fiesta de Navidad.
La ceremonia acaba con la interpretación por parte de un coro de trompetas del himno nacional finlandés, Maamme, coreada por la multitud, y de la marcha militar Porilaisten marssi. En los últimos años, en muchas ciudades y pueblos se ha incorporado una declaración de paz navideña para los animales de los bosques, por lo que no se puede cazar durante la Navidad.

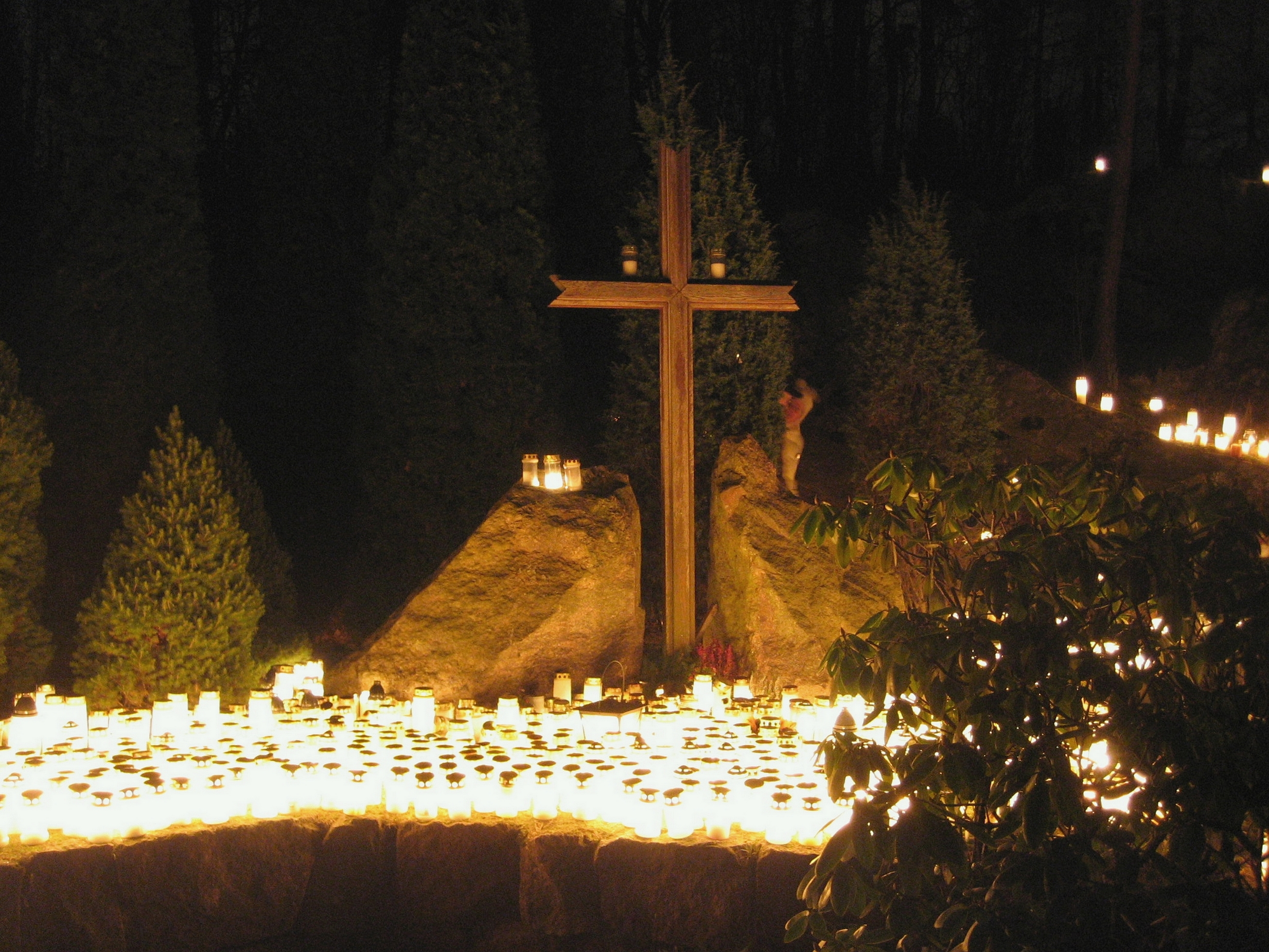
Es tradición llevar velas a las tumbas de los seres queridos en Nochebuena y en el día de Todos los Santos

Los finlandeses limpian a fondo sus casas antes de Navidad, y preparan golosinas especiales para la época festiva. Se ata un paquete de granos, frutos secos y semillas a un poste, que se clava en el jardín para alimentar a los pájaros. Se cortan o compran piceas para colocarlas en casa unos días antes de Nochebuena y decorarlas con velas, manzanas y otras frutas, caramelos, banderitas de papel, algodón y espumillón, además de adornos navideños como bolas y estrellas. Hoy ya no se usan velas reales, sino que se han sustituido por bombillas eléctricas. En la punta del árbol se coloca una estrella que simboliza la estrella de Belén. Justo antes de que empiecen las fiestas de Navidad, la gente suele tomar una sauna navideña. Esta tradición es muy antigua, y a diferencia de los días normales, en los que las saunas se toman por la noche, en Nochebuena se hace antes del anochecer. Esta tradición se basa en la creencia anterior al siglo XX de que los espíritus de los muertos vuelven y toman una sauna a la hora normal, es decir, por la noche.
Por la tarde, los finlandeses se visten con ropa limpia para la cena de Nochebuena o joulupöytä, que se suele servir entre las 5 y las 7 de la tarde, o tradicionalmente, con la aparición de la primera estrella en el cielo. Los platos más tradicionales de la cena finlandesa de Nochebuena son probablemente el jamón de Navidad, el lechón asado o el jamón fresco asado, pero hay quien prefiere alternativas como el pavo. También son típicos varios tipos de guiso, como el que se hace a base de nabos, zanahoria y patatas, que se sirve casi exclusivamente en Navidad. Otros platos navideños son el blanco y esponjoso lutefisk (bacalao que se ha dejado durante una semana en una solución de sosa cáustica para suavizarlo), arenque en escabeche y verduras. Los postres más populares son pastas con mermelada de pasas, sopa de ciruelas o frutas, arroz con leche y canela, y bombones de chocolate. Tras la cena de Nochebuena se suelen intercambiar los regalos. Los niños no cuelgan los calcetines en la chimenea, sino que Joulupukki (Papá Noel) visita los hogares, a veces acompañado de un tonttu (elfo) que le ayuda a repartir los presentes.
Los servicios religiosos comienzan a las seis de la mañana, y la gente visita a la familia y se reúne con sus seres queridos.
El día de San Esteban, tapaninpäivä, se dedica tradicionalmente a conducir vehículos por la zona (tapaninajot) para compensar la parte más solemne y familiar de la Navidad.

##### Islandia
Navidad, o Jól en islandés es una celebración que comienza cuatro domingos antes del 24 de diciembre (Adviento) y termina trece días después o el 6 de enero. Los islandeses tienen la tradición de encender cuatro velas, una cada domingo de Adviento. A las 6 de la tarde doblan las campanas, a la hora que la gente se sienta para la cena festiva o asiste a misa (en cuyo caso cenan antes o después). En Islandia, durante las navidades se comen muchos platos típicos del país, siendo los más habituales el cordero ahumado, la perdiz y el pavo. También el cerdo es muy popular.
Trece días antes del 24 de diciembre, los Jólasveinar (literalmente, «amigos de Navidad») comienzan a llegar a las ciudades para dar a los niños buenos pequeños regalos que dejan en un zapato colocado en la ventana. Se dice que son los hijos de dos troles que viven en las montañas islandesas. Los Jólasveinar son conocidos por cometer travesuras, como dar portazos, robar carne o leche, o comerse las velas). Por tradición, visten con ropa de lana similar a la que antiguamente llevaban los islandeses, pero ahora se les reconoce por sus trajes blancos y rojos.
Es típico que en cada casa se monte un árbol de Navidad en el cuarto de estar, que muchos islandeses decoran el 11 de diciembre –aunque esto varía– y bajo el árbol se colocan los regalos. En muchos hogares existe la tradición de comer raya cocida el día 23, que se denomina día de San Thorlak Mass (Þorláksmessa).
Durante la época navideña es tradicional hornear pequeñas galletas para consumirlas o servirlas a las visitas. Las más comunes se hacen con una fina capa de pan de jengibre glaseada en diferentes colores. También es tradicional hacer Laufabrauð (pan de hoja), un pan fino que se corta plegándolo de una forma concreta y utilizando una herramienta especial. Estas tradiciones suelen ser un acontecimiento familiar en el que todo el mundo colabora.
El final del año se divide entre Nochevieja (Gamlársdagur) y Año Nuevo (Nýársdagur), que los islandeses celebran con fuego artificiales para despedir el año que acaba y dar la bienvenida al nuevo.
Trece días antes de la Nochebuena, los islandeses se despiden de los Jólasveinar y otras criaturas míticas, como elfos y troles. Encienden hogueras por todo el país, y bailan con estos seres antes de decir adiós hasta el año siguiente.

##### Noruega

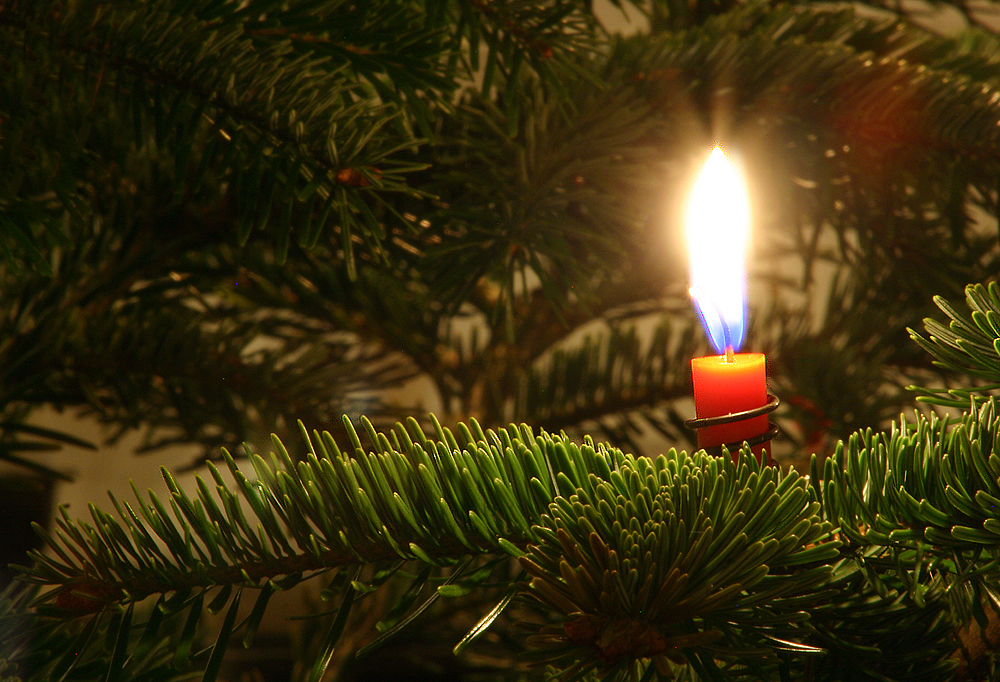
Árbol de Navidad con una vela

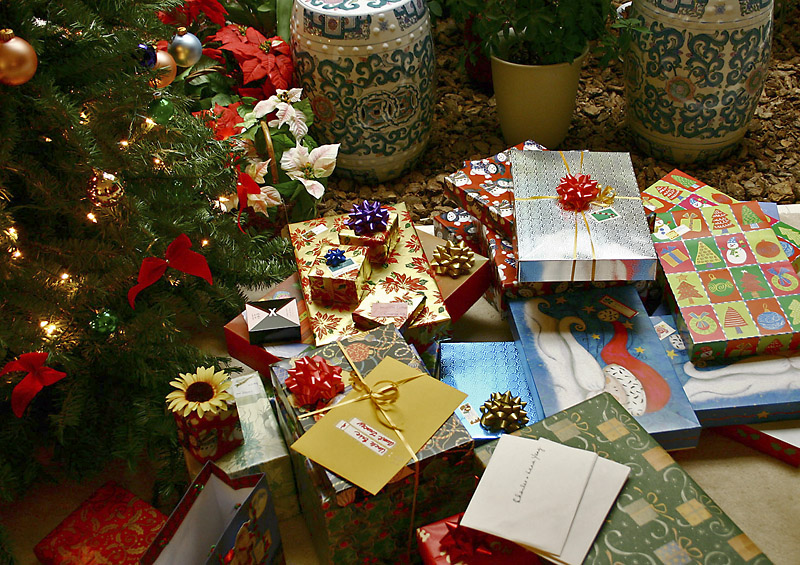
Regalos de Navidad

Noruega es donde se originó la tradición del tronco de Navidad, o tronco de Júl. Antiguamente, este tronco era –literalmente– el centro de la celebración, porque con frecuencia se trataba de un árbol entero que solo cabía en parte en la chimenea, y por tanto se extendía por en medio del cuarto de estar. Los antiguos nórdicos utilizaban el tronco en sus celebraciones solares del solsticio de invierno. La palabra «Júl» viene del vocablo «hweol», que significa rueda. Los nórdicos creían que el sol era una gran rueda de fuego que rodaba hacia la tierra y después se alejaba. Al ir quemándose el tronco, se va empujando hacia la chimenea para que proporcione luz y calor continuo durante todas las navidades. El día de mayor celebración en Noruega, como en la mayor parte de Escandinavia, es el 24 de diciembre. Aunque legalmente es un día de labor hasta las cuatro de la tarde, muchas empresas cierran pronto. Las campanas de las iglesias suenan entre las 5 y las 6, y mucha gente asiste al servicio religioso que se celebra después. En muchos hogares se lee la historia del nacimiento de Cristo del Evangelio de Lucas en la vieja Biblia familiar. La principal comida de Navidad se hace por la noche, y en ella se sirven platos como costillas de cerdo, Pinnekjøtt (cordero cocido al vapor sobre ramas de abedul), y en algunas zonas occidentales, Smalahove, cabeza de cordero ahumada. Muchas familias también comen "lutefisk", bacalao marinado en sosa cáustica. Entre los postres es de señalar el pudín de arroz, que se suele comer el día de Navidad. Este pudín contiene una almendra escondida, y el comensal que la encuentra obtiene un pequeño regalo. En algunas zonas de Noruega es habitual poner pudín fuera de la casa, en graneros, cobertizos o incluso en el bosque, para complacer a los nissen. En muchas familias en las que los padres crecieron con distintas tradiciones se sirven dos platos principales para satisfacer a todo el mundo. Si hay niños y se han portado bien, disfrutan de la visita de "Julenissen" (Santa Claus), y en caso contrario, los regalos se colocan bajo el árbol.
Para muchos noruegos, la televisión es una parte importante de las primeras horas de la Nochebuena. Es típico ver el cuento germano-checo llamado Tři oříšky pro Popelku («Tres nueces para Cenicienta», en noruego Tre nøtter til Askepott), la cabalgata navideña de Disney From All of Us to All of You, la película noruega Reisen til Julestjernen (El cascanueces) o el episodio cómico Dinner for One. También es tradicional asistir a la obra de teatro «Putti Plutti Pott y la barba de Papá Noel».
El 25 de diciembre es un día tranquilo, en el que mucha gente asiste a los oficios religiosos. La antigua tradición de ir a la iglesia antes del desayuno ha sido sustituida en casi todo el país por un servicio a final de la mañana. Después, las familias se reúnen para celebrar un banquete.
El 26 de diciembre también es un día de celebraciones. Se llenan los cines, discotecas y bares, y hay muchas reuniones o fiestas privadas, en las que se sirven todo tipo de galletas y dulces navideños. El periodo entre el día 26 y Nochevieja (conocida como romjul), y en esa época, los niños se visten como nisser y salen de "Julebukk", cantando villancicos por las calles para que les premien con golosinas, de forma similar a la celebración de Halloween en Estados Unidos. El 6 de enero (el 13° día de Navidad) es el final oficial de las fiestas.

##### Suecia

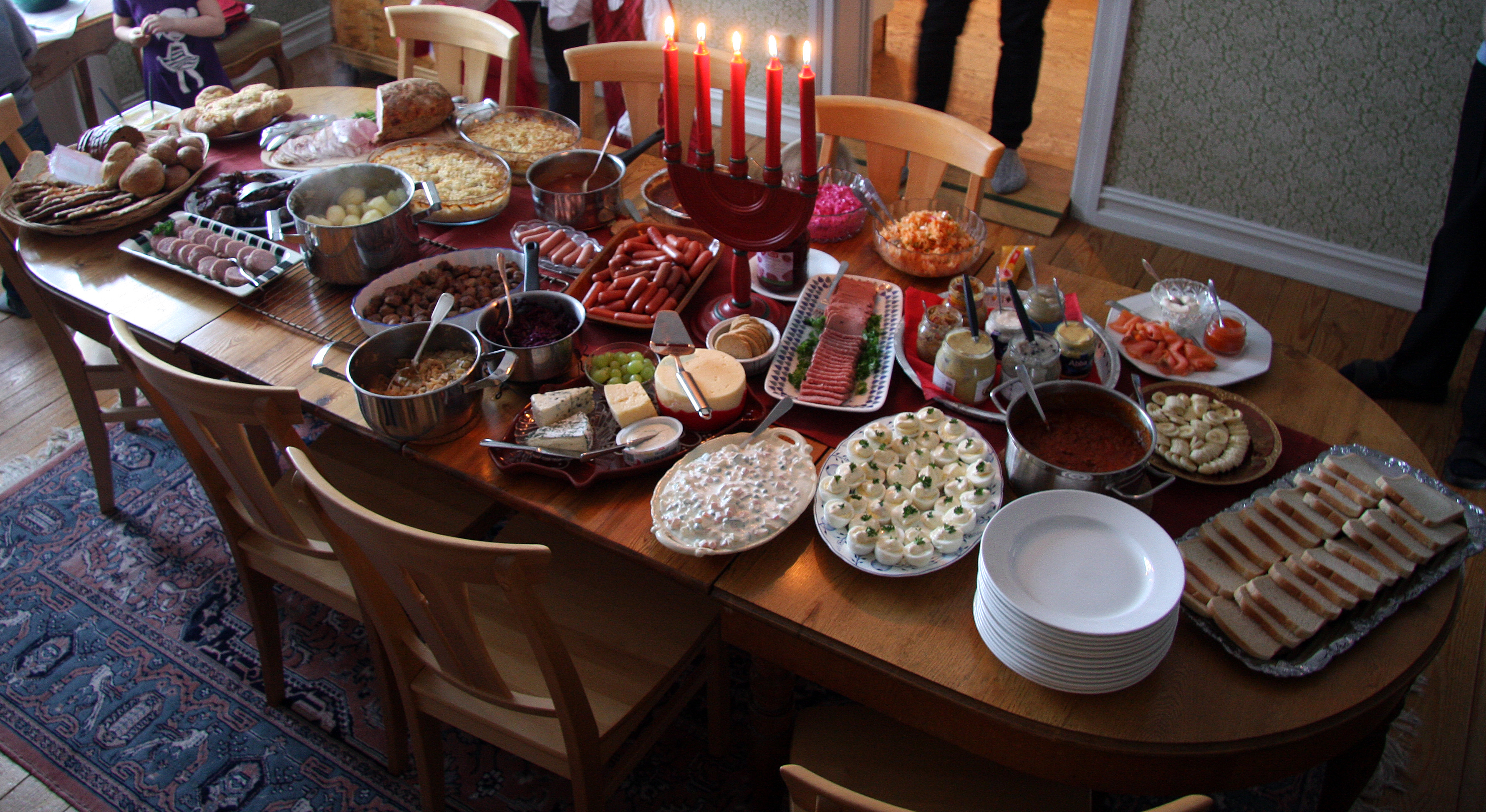
Una mesa tradicional de Navidad o julbord

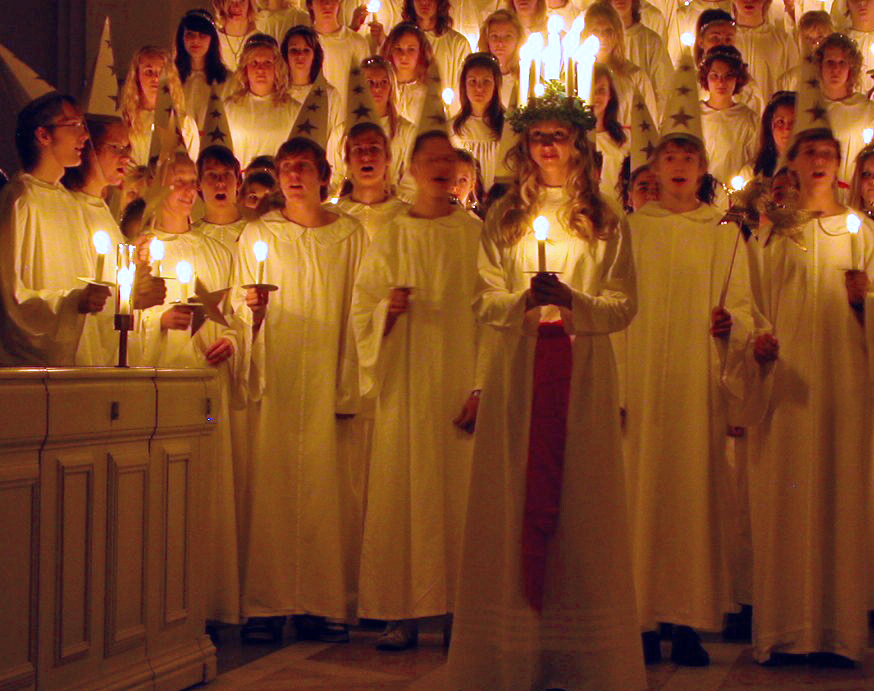
Día de Santa Lucía, 2006

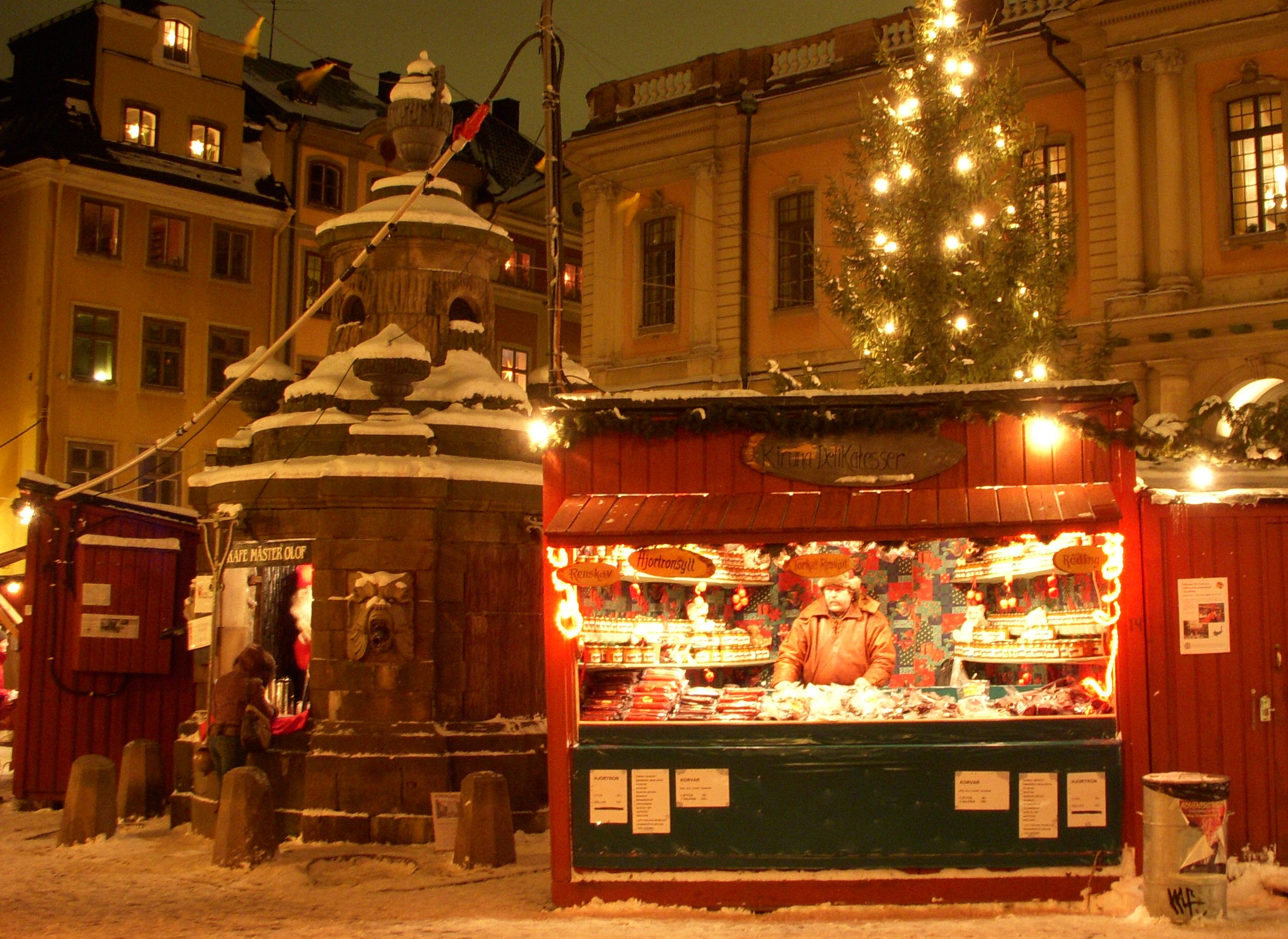
Mercadillo navideño con un árbol de Navidad en Estocolmo

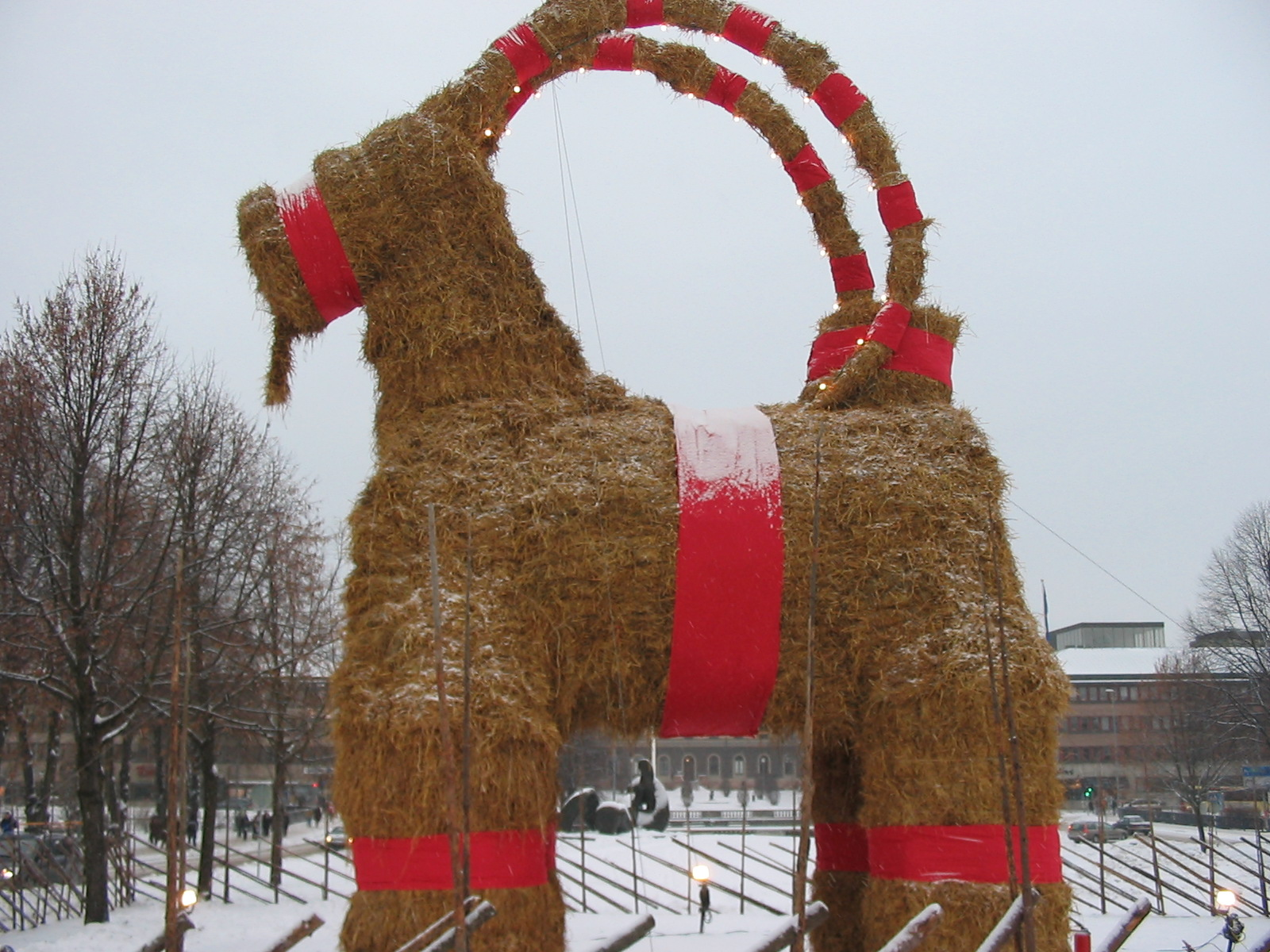
Julbock, una cabra navideña gigante en el mercado de Gävle (Suecia)

La fiesta pagana de Jól era la más importante del año en el norte de Europa y Escandinavia. Originalmente se celebraba el solsticio de invierno y el renacimiento del sol, y muchas de sus prácticas se mantienen hoy en Adviento y Navidad. La época de Jól era tiempo de comer, beber, hacer y recibir regalos y reunirse con los seres queridos, pero también era una época en la que se hacía presente el temor a las fuerzas oscuras. Las Navidades suecas comienzan con el Adviento. El día de Santa Lucía, conocido como Luciadagen, es la primera celebración importante. La hija mayor de la familia se levanta temprano y vestida con una túnica blanca, faja roja y una corona de ramas de arándano con nueve velas, despierta a toda la familia y le sirve café y Lussekatt (pan de azafrán), marcando así el inicio de la Navidad
Las escuelas eligen una Lucía y sus damas entre las estudiantes, y en la televisión también se elige una Lucía nacional entre las ganadoras regionales, que visitan los centros comerciales, residencias de ancianos e iglesias, cantando y repartiendo pepparkakor (galletas de jengibre).
Los chicos también toman parte de la procesión. Algunos van vestidos de stjärngossar, con túnicas blancas y un gorro cónico decorado con estrellas, otros de tomtenissar, con linternas, y otros como Hombres de jengibre. Participan en las canciones, e incluso tienen algunas propias, como Staffan Stalledräng, que cuenta la historia de San Esteban, primer mártir cristiano, cuidando a sus cinco caballos. En el mes de diciembre, prácticamente en todas las ventanas suecas hay velas eléctricas y estrellas. Aunque el 25 de diciembre (juldagen) es fiesta nacional, el 24 de diciembre es el día en el que Santa Claus, llamado en Suecia Jultomte o simplemente Tomte, trae los regalos. Aunque no es fiesta oficial, la Nochebuena es fiesta de facto, ya que la mayoría de las empresas cierran, y los que tienen que trabajar cobran una compensación.
El Jultomte era originalmente un enano o gnomo casero de Navidad invisible de la mitología nórdica, que cuidaba de la casa y sus habitantes. Una vieja superstición aún hace que se alimente al tomte en Nochevieja con un pequeño plato de pudín, ya que de no hacerlo, la familia tendrá mala suerte el año entrante. El tomte moderno es una versión de Santa Claus con blanca barba y vestido de rojo, aunque no entra por la chimenea, sino que llama a la puerta y pregunta finns det några snälla barn här? (¿Hay niños buenos aquí?).

La Navidad, como en todas partes, es una ocasión que se celebra con comida. Casi todas las familias suecas celebran el 24 de diciembre con un bufé navideño, llamado smörgåsbord, en el que se ofrecen varios alimentos típicos de la época. En casi todos hay jamón de Navidad (julskinka), albóndigas, arenque en escabeche, spareribs, pequeños hot dogs, Lutfisk, salchichas de cerdo, salmón, Janssons frestelse (gratinado de anchoas con patatas, cebolla y crema) y pudín de arroz. El bufé navideño se acompaña de julmust y vino especiado, cerveza de Navidad y snaps. Una especialidad escandinava es el glögg, un vino caliente con especias, almendras y pasas, que se sirve en tacitas. 

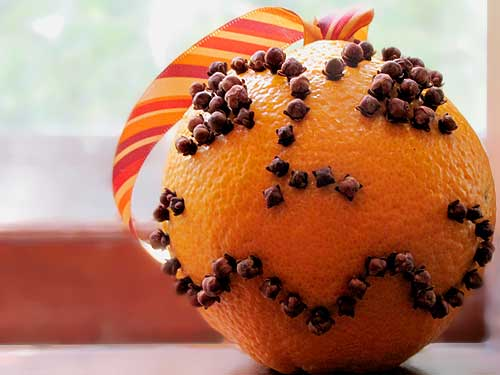
En Navidad, la gente cuelga naranjas decoradas con clavos de especia en la ventana o las coloca en la mesa

Entre los dulces y golosinas que se comen en esta época, el mazapán, el toffee, los knäck, frutos secos y fruta: higos, chocolate, dátiles y naranjas decoradas con clavo. Los platos pueden variar de una zona a otra de Suecia. Las empresas tienen la costumbre de invitar a sus empleados a una comida o cena de julbord en las semanas previas a la Navidad y también en muchos restaurantes se sirve esta comida durante el mes de diciembre.
La televisión también desempeña un papel importante, muchas familias ven el programa especial navideño de Disney, Kalle Anka och hans vänner önskar God Jul, el corto animado Karl Bertil Jonssons julafton, o la reposición del episodio God Jul! («¡Feliz Navidad!») de la serie Svensson, Svensson en el canal SVT 1
Después de la cena de Nochebuena el Jultomten o un miembro de la familia reparte los regalos, que normalmente están colocados en un saco o bajo el árbol de Navidad desde hace varios días. Muchos suecos aún mantienen la costumbre de escribir una rima en cada envoltorio que da pistas sobre el contenido sin revelarlo.
En tiempos antiguos, la alternativa a Jultomten era la Julbock (cabra de Navidad), que hoy se usa como ornamento, con tamaños que oscilan de los 10 cm a construcciones enormes como la cabra de Gävle, que se vandaliza y quema casi todos los años, a pesar de que hacerlo es ilegal. Si hay dos familias con las que celebrar la Navidad, es común que una de estas familias cambie sus celebraciones al día 25 o a la víspera de Nochebuena, que se conoce como «pequeña Nochebuena».
Después del 24 de diciembre, las celebraciones de Navidad están prácticamente agotadas. Algunas personas asisten al julottan, un servicio religioso a primeras horas de la mañana del 25 de diciembre. Históricamente, este servicio concreto era el principal de la época navideña, pero ahora es más popular la Misa de Medianoche. Otros asisten a un servicio más simple llamado «Oración de Navidad» en la tarde de la Nochebuena. No obstante, muchos suecos no van a la iglesia en absoluto, ya que el país es considerablemente laico. Aun así, la mayoría de las familias colocan un Julkrubba (Belén). El 13 de enero, día conocido como knutdagen o tjugondag knut («20° día de Navidad»), terminan las celebraciones y se recogen todas las decoraciones navideñas.

#### Sur de Europa

##### Albania
La Navidad (Krishtlindjet), el 25 de diciembre, es fiesta oficial en Albania, país con grandes poblaciones cristiana y musulmana, y la celebran tanto los ortodoxos como los católicos. De hecho, también la celebran muchos albaneses no cristianos. La felicitación que se utiliza es «Gëzuar Krishtlindjet!».
La gente va a la iglesia en la medianoche del 24 de diciembre o en algún momento del 25. El ambiente navideño se siente no solo en la capital, Tirana, sino en todas las ciudades, como Korçë, Shkodër, Lezhë, Durrës, Berat etc. Los rituales y tradiciones son muy similares a los practicados en otros países europeos cristianos.

##### Bosnia-Herzegovina, Croacia y Eslovenia

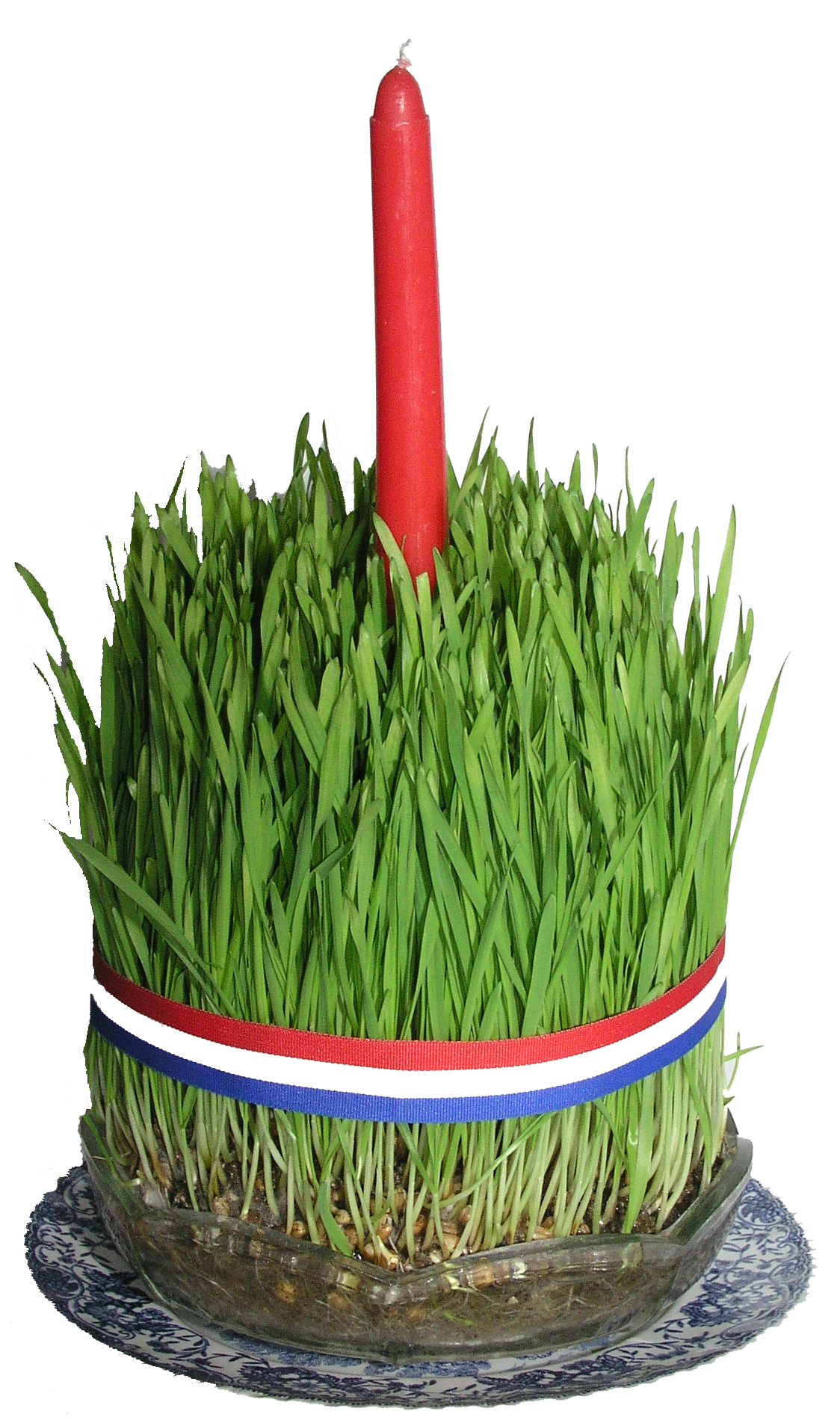
Hierba de trigo en Croacia, que se planta en Santa Lucía y se utiliza con la velas de Navidad

En Bosnia-Herzegovina, Croacia y Eslovenia, la Navidad (Božić en croata,  Božič en esloveno) se celebra sobre todo como fiesta religiosa. Las celebraciones comienzan en Eslovenia el día de San Nicolás (6 de diciembre), y en algunas regiones de Croacia, el día de Santa Lucía (13 de diciembre), siendo ambos santos los que traen los regalos a los niños. San Nicolás va acompañado de Krampus, que roba los presentes de los niños malos. De este personaje se dice que tiene pezuñas, lleva un puñado de gruesas cadenas y un saco a la espalda donde echa los regalos sustraídos. En Croacia, las familias plantan semillas de trigo por Santa Lucía en un bol con agua, que crecen varios centímetros hasta Navidad, momento en que las hierbas se cortan y se atan con una cinta roja, blanca y azul llamada trobojnica.
En Nochebuena (Badnjak en croata, Sveti večer en esloveno) se encienden tres velas que representan la Trinidad, y se colocan en el centro del manojo de hierba. Su brillo simboliza el alma de cada persona. Ese día se decora el árbol, se adorna la casa con ramas y hojas, y se comienza a preparar la comida de Navidad. También se elaboran varios tipos de pan: uno redondo con una cruz, conocido como cesnica, otro con miel, nueces y frutas escarchadas, llamado pan de Nochebuena (Badnji Kruh' en croata, Božični kruh en esloveno). En muchos pueblos se esparce paja por el suelo para la cena de Nochebuena, simbolizando el nacimiento de Cristo en un pesebre. En Croacia es típico servir en Nochebuena una cena de vigilia, a base de ensalada y pescado, en muchos casos la especialidad dálmata llamada bakalar, bacalao seco. Después, la familia rocía su tronco de navidad (badnjak) con agua bendita y lo enciende. En los pueblos, el padre de la familia corta el badnjak esa misma mañana mientras recita oraciones tradicionales. Al final de la cena se corta un trozo de cesnica, se moja en vino y se utiliza para rociar las vela hasta apagarlas mientras se recita la fórmula trinitaria: «En nombre del Padre, del Hijo y del Espíritu Santo. Amén».
Muchas personas asisten a la Misa del Gallo y a menudo también van a misa el día de Navidad. Lo normal es que los regalos se coloquen bajo el árbol, para sugerir que los han dejado ahí el Ángel o el Niño Jesús (Mali Isus) mientras la familia estaba en la Misa del Gallo, y se abren al volver de la iglesia. El día de Navidad se celebra con la familia. Se prepara un gran banquete con platos tradicionales como col rellena, pavo, estofado de carne, pita. y carne ahumada, y dulces como fritule (buñuelos), potica (rollo de frutos secos, especialidad eslovena), strudel y galletas.
Los eslovenos también reciben la visita de otro de sus trije dobri možje («tres buenos chicos») que traen regalos en diciembre: San Nicolás, Papá Noel y Dedek Mraz («Abuelo Hielo»). Las familias suelen celebrar la Nochevieja en casa con sus seres queridos, amigos y a veces, con los vecinos. Se prepara sarma, que se sirve el día de Año Nuevo y simboliza la buena suerte y filete tártaro, que se come en Nochevieja sobre tostadas con mantequilla. A medianoche, la gente sale a ver los fuegos artificiales mientras Dedek Mraz deja regalos bajo el árbol. La Epifanía, el 6 de enero, marca el fin de las fiestas navideñas.

##### Bulgaria

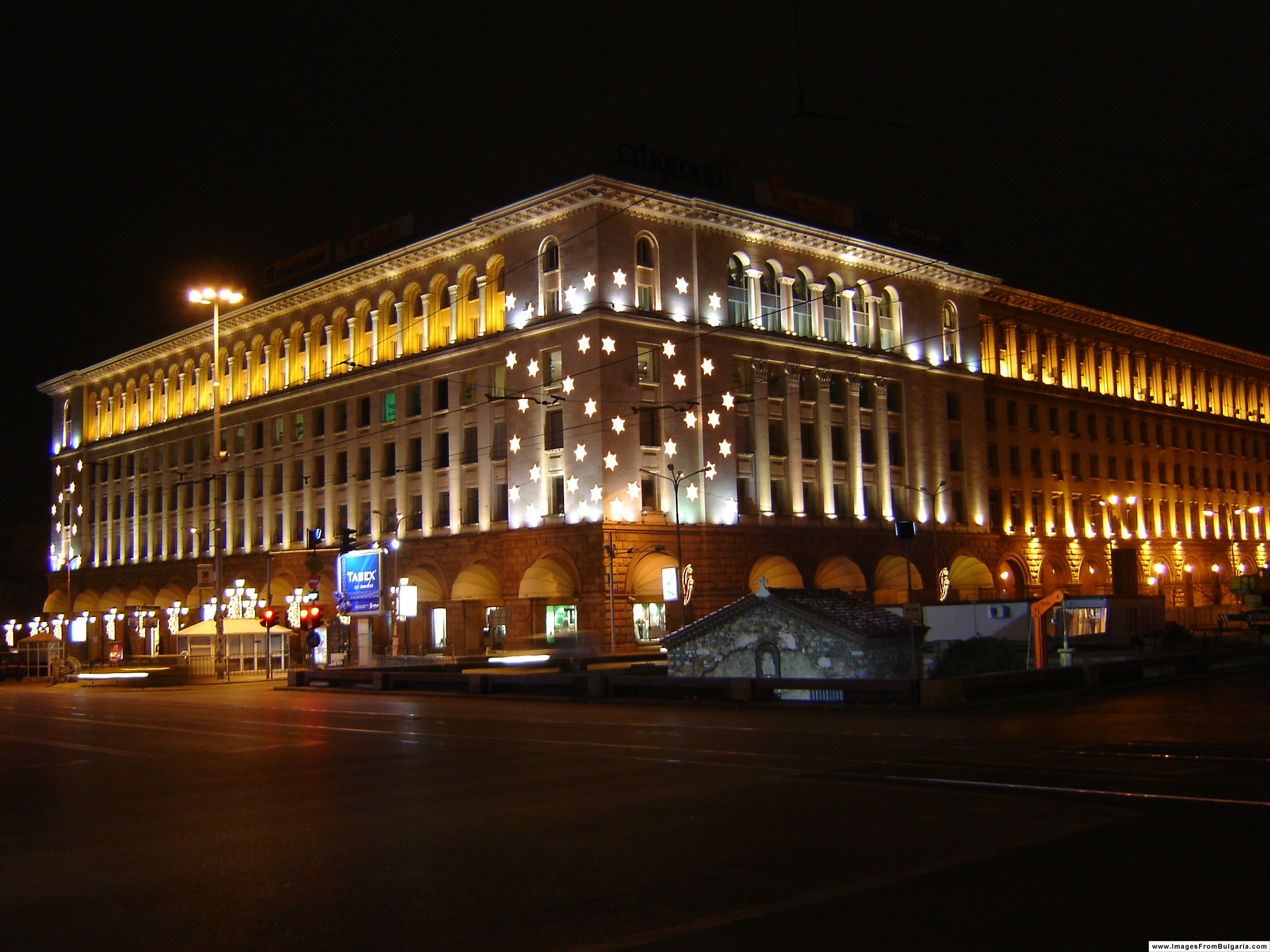
Los grandes almacenes TZUM en Navidad, Sofía, capital de Bulgaria

En Bulgaria, la Navidad (en búlgaro, Koleda o más formalmente Рождество Христово, (Rozhdestvo Hristovo), «Natividad de Jesús») se celebra el 25 de diciembre, precedida por la Nochebuena (Бъдни вечер, Badni vecher). Por tradición, la Nochebuena es el punto culminante del ayuno de Adviento, y por eso solo se sirve un número impar de platos cuaresmales esa noche. Normalmente, la mesa no se despeja hasta la mañana siguiente, sino que se deja comida para los santos espíritus, una costumbre probablemente heredada de las épocas paganas. Ese día se enciende el budnik, el tronco navideño. En Navidad ya no hay obligación de hacer ayuno y en el banquete se sirven platos de carne
Una de las tradiciones navideñas búlgaras es la koleduvane, grupos de chicos que cantan villancicos (коледари, koledari) y desde la medianoche de la Nochebuena visitan las casas vecinas deseando salud, riqueza y felicidad a sus habitantes. También es costumbre hornear el tradicional pan circular llamado pita (пита), que el cabeza de familia parte en trozos y reparte entre los demás miembros. Dentro de la pita se esconde una moneda, que traerá suerte, salud y prosperidad en el año entrante a quien la encuentre.
Como en otros países, se decora la casa y se monta un árbol de Navidad. El nombre local de Santa Claus es Dyado Koleda (Дядо Коледа, que significa «Abuelo Navidad». En la época comunista, se popularizó Dyado Mraz (Дядо Мраз o «Abuelo Hielo»), un personaje similar importado de Rusia que carecía de las connotaciones religiosas, pero desde 1989 ha caído en desuso en favor del primero.

##### Grecia y Chipre

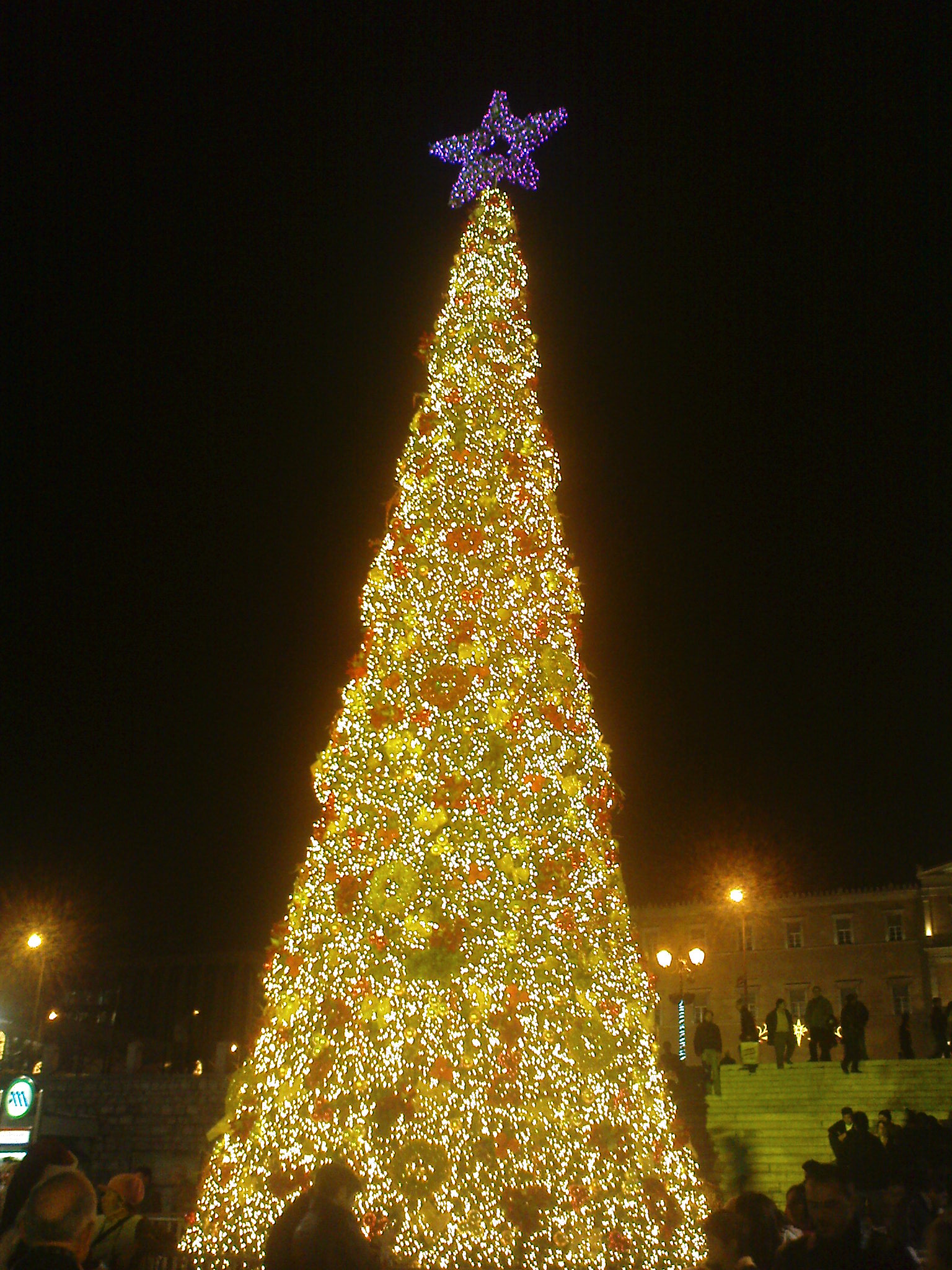
Árbol de Navidad en la Plaza Síntagma de Atenas, capital de Grecia

El periodo festivo dura del 30 de noviembre al 6 de enero (Epifanía), y el 25 y el 26 de diciembre son fiestas oficiales. En griego, Navidad se dice «Christougena» (Χριστούγεννα), y la gente se felicita las fiesta diciendo «Kala Christougenna» (Καλά Χριστούγεννα). Las casas y las empresas se decoran con árboles de Navidad, luces y adornos navideños. Los regalos se colocan bajo el árbol y se abren el 1 de enero, día de San Basilio. En la tradición griega, Basilio de Cesarea es quien sustituye a Papá Noel, y visita a los niños el día de su festividad, a diferencia de otras tradiciones europeas, donde es San Nicolás quien realiza esta labor. Los villancicos son otra tradición de Navidad y Año Nuevo. En la comida de Navidad suele servirse cordero o cerdo, y postres como los Ghorabiye (κουραμπιές) y los Melomakarona (μελομακάρονα). Otros manjares navideños son el Baklava, Kadaif y theeples (una especie de dulce frito).

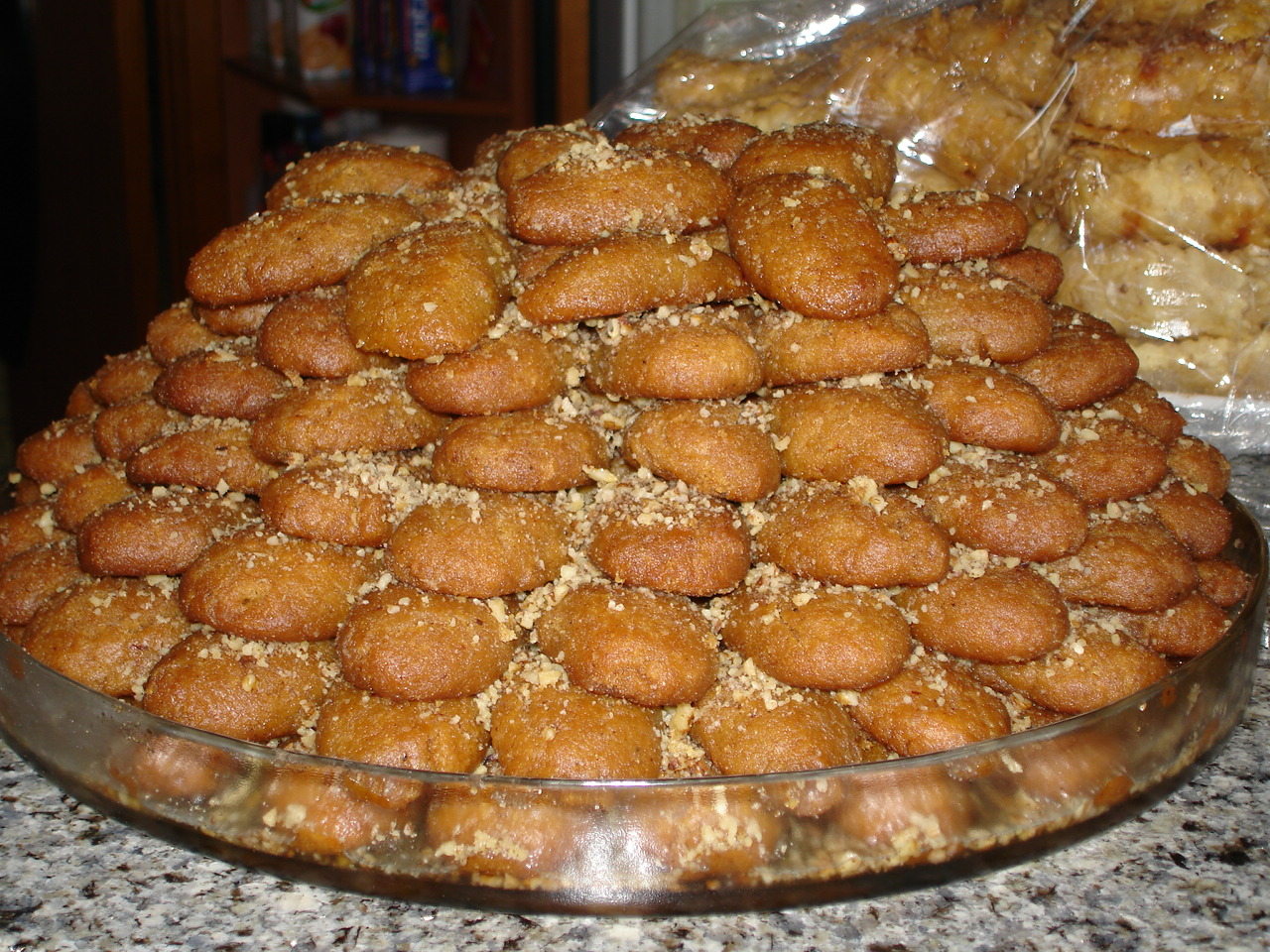
Melomakarona, pastelitos de miel

En Grecia se celebra la Nochebuena, el 24 de diciembre, y el 23 se elabora el pastel de Navidad con una cruz en el centro. Los niños cantan villancicos de casa en casa antes o durante el día de Navidad. Los griegos asisten al servicio religioso el 25 de diciembre a primeras horas de la mañana, y después es costumbre servir un aperitivo a base de cerdo acompañado de vino. En varias ciudades y puertos como Tesalónica, Volos, Patras y las islas griegas se decora el tradicional barco navideño y se coloca un gran árbol de Navidad en las plazas principales, donde se desarrollan muchas de las celebraciones de las fiestas.
Un popular festejo navideño es la Ρουγκατσάρια («Rugatsaria») de la ciudad de Kastoriá, una fiesta dionisíaca acompañada de música folclórica de la zona cuyo origen se pierde en el tiempo. En la península de Mani, en el Peloponeso, se cree en la llegada de seres demoniacos y sobrenaturales durante la época navideña. Estos seres son descendientes del dios Pan o de los sátiros, y han pasado de la mitología a la tradición cristiana.

##### Italia

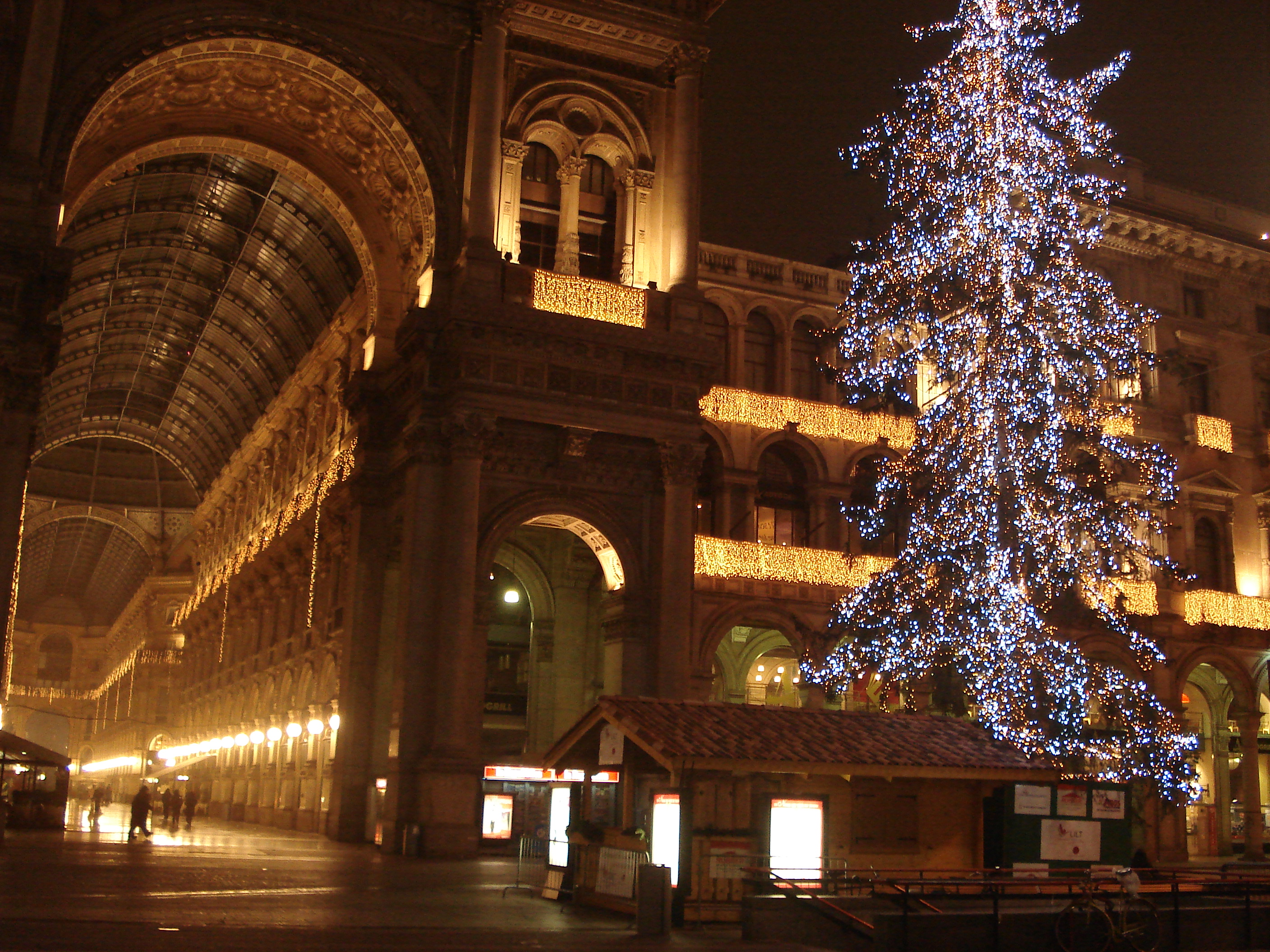
Decoraciones navideñas en Milán (Italia)

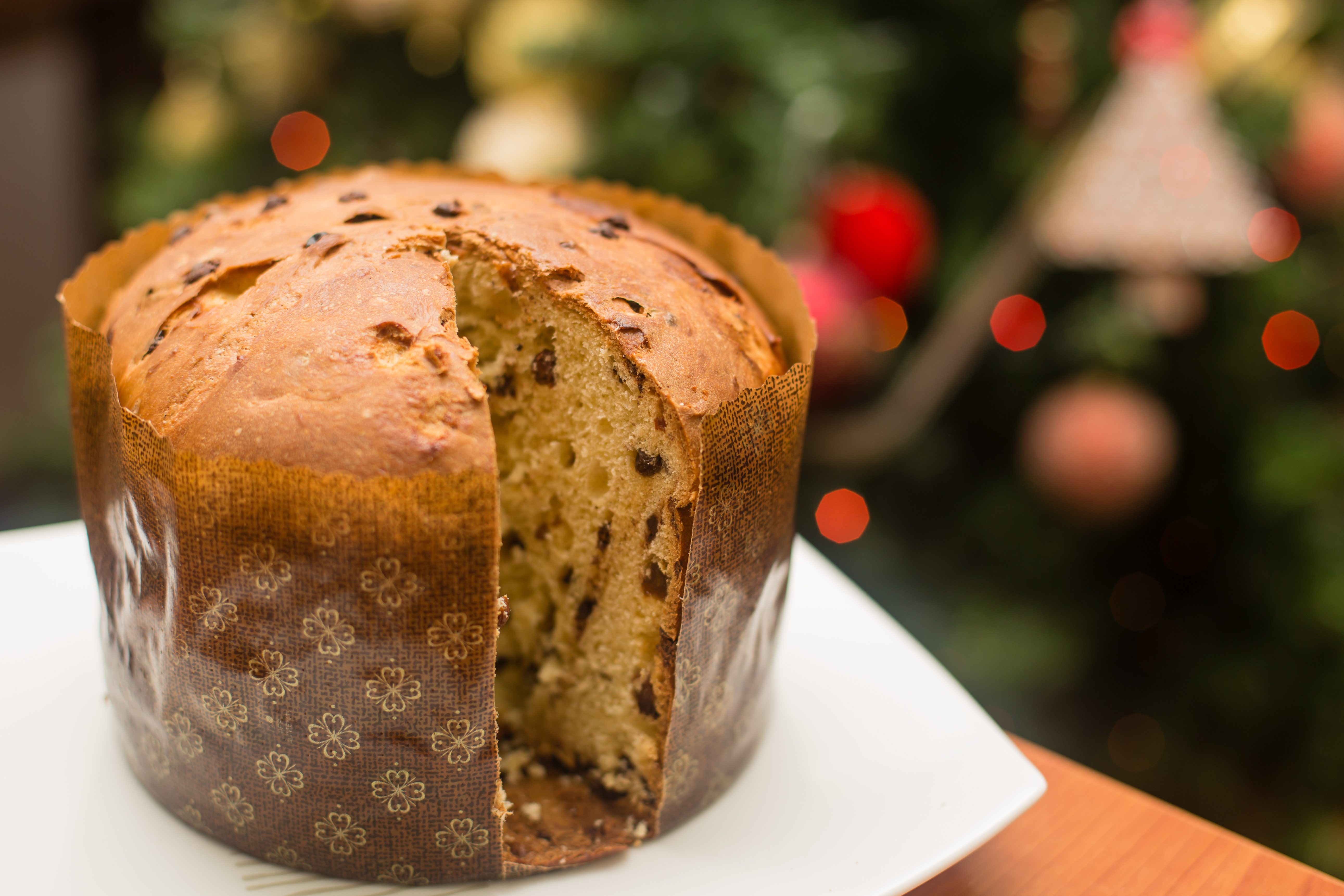
Panettone, dulce navideño típico de Italia

La fiesta de la Inmaculada Concepción (Festa dell'Immacolata Concezione en italiano), el 8 de diciembre, es fiesta nacional en Italia. Ese día se dispone la decoración navideña, con el presepe y el árbol de Navidad.
El día de Santa Lucía (Giorno di Santa Lucia), el 13 de diciembre, se celebra como fiesta católica en Sicilia y en las regiones del norte, considerándolo el día más corto del año. Santa Lucía es la patrona de la ciudad de Siracusa, donde se celebra una procesión con velas la noche anterior. Con esta fiesta, los sicilianos recuerdan un milagro atribuido a la santa: en 1582, durante una hambruna, Santa Lucía hizo llegar una flotilla de barcos cargados de trigo a Sicilia, y sus famélicos habitantes lo cocinaron y comieron sin molestarse en molerlo. Por eso, el día de Santa Lucía, los sicilianos no comen nada elaborado con harina de trigo, y en su lugar consumen un plato a base de trigo cocido llamado cuccìa.
En Italia se celebra la Navidad de forma similar a otros países de la Europa Occidental, aunque tienen gran presencia el sentido religioso de las fiestas y las celebraciones de la Iglesia católica, reforzadas por la fuerte tradición del presepe, que inició San Francisco de Asís. En Nochebuena es muy común asistir a la Misa de Gallo y no comer carne. La misa es conocida como messa di mezzanotte, pero en idioma sardo se llama miss'e puddu, literalmente "de gallo".  La cena suele consistir de pescado, seguido de los dulces típicos de Navidad: pandoro, panettone, torrone, panforte, struffoli, caggionetti y otros, dependiendo de cada cocina regional. El día de Navidad, 25 de diciembre, se celebra con una comida familiar que consta de varios platos de carne, queso y dulces locales.
En Molise se celebra en Nochebuena el antiguo festejo navideño llamado Ndocciata, con una cabalgata de antorchas que culmina con la «Hoguera de la fraternidad».
Los regalos a los niños se dan la mañana del día de Navidad o, en algunos casos, después de la misa de gallo. Entre adultos, no hay fecha definida para el intercambio. Papá Noel (Babbo Natale en italiano) o el Niño Jesús suelen dejar los presentes para los niños bajo el árbol de Navidad. En algunas zonas del norte, los niños reciben sus regalos antes (el día de Santa Lucía), y de forma general se dan también en la Epifanía.
El 26 de diciembre, día de San Esteban (giorno di Santo Stefano en italiano) es también fiesta oficial en Italia. Las celebraciones siguen hasta fin de año y después hasta la Epifanía, el 6 de enero, fecha en la que normalmente se retiran las decoraciones, y en algunos lugares se queman unas figuras femeninas en una hoguera (falò) que simboliza el fin del año y de las fiestas navideñas, y el comienzo del nuevo año.
En Italia existe la tradición que en la noche del 6 de enero la Befana, la bruja buena de Epifanía, surca los cielos en su escoba llevando regalos y dulces a los niños buenos y carbón o sacos de ceniza a los malos. En otras zonas son los tres Reyes Magos los que traen los regalos, sobre todo naranjas que simbolizan el oro y chocolate que simboliza los besos a los niños buenos. En algunos pueblos y ciudades, como Milán, se celebra el "Corteo dei Re Magi", una elaborada cabalgata de bienvenida a los Reyes. En otras zonas, como Treviso, el día se celebra con hogueras, cuyas chispas supuestamente predicen lo que ocurrirá en el nuevo año.

##### Macedonia
La Iglesia ortodoxa macedonia celebra la Navidad el día 7 de enero. En Nochebuena, el 6 de enero, se esconde una moneda en una hogaza de pan, y el anfitrión reparte un trozo a cada comensal con la creencia de que el que encuentre la moneda tendrá suerte en el año que comienza. La cena se ajusta a las exigencias del ayuno: pescado, alubias, chucrut, nueces y vino tinto, y de postre manzanas y frutas secas: ciruelas, dátiles e higos. La mesa se suele dejar sin recoger durante toda la noche para que los santos espíritus puedan comer también, una costumbre que procede de los tiempos anteriores al cristianismo.

##### Malta
La Navidad (Il-Milied en maltés) en Malta es principalmente un asunto religioso, ya que la mayor parte de la población es cristiana. Es habitual la asistencia a la Misa del Gallo y a las procesiones que se realizan con estatuas del Niño Jesús en muchos pueblos y ciudades de la isla, encabezadas por los niños del M.U.S.E.U.M., (Sociedad de Doctrina Cristiana). No obstante, en los últimos años, el país ha adoptado otras populares costumbres y tradiciones navideñas, como el árbol de Navidad y Papá Noel.
El día de Navidad, fiesta oficial en Malta, se celebra el 25 de diciembre en familia. La comida navideña suele consistir en pavo con patatas y verdura (reflejando el hecho de que Malta fue colonia británica). Los regalos se intercambian en Nochebuena o en Navidad. Una especialidad navideña de Malta son las rosquillas de miel llamadas Qaghaq ta' l-Ghasel, que se comen como postre en Navidad, pero se pueden comprar durante todo el año. Una popular tradición es la de poner belenes, que se pueden ver en muchos hogares junto con el árbol de Navidad.
Otra tradición navideña consiste en plantar semillas de veza a principios de diciembre. Estas semillas se plantan en macetas planas, normalmente sobre algodón, y se riegan a diario, manteniéndolas en la oscuridad todo el tiempo. Justo antes de Navidad se suelen sacar, convertidas en hojas alargadas como fideos, a causa de la carencia de luz durante su crecimiento.

##### Portugal

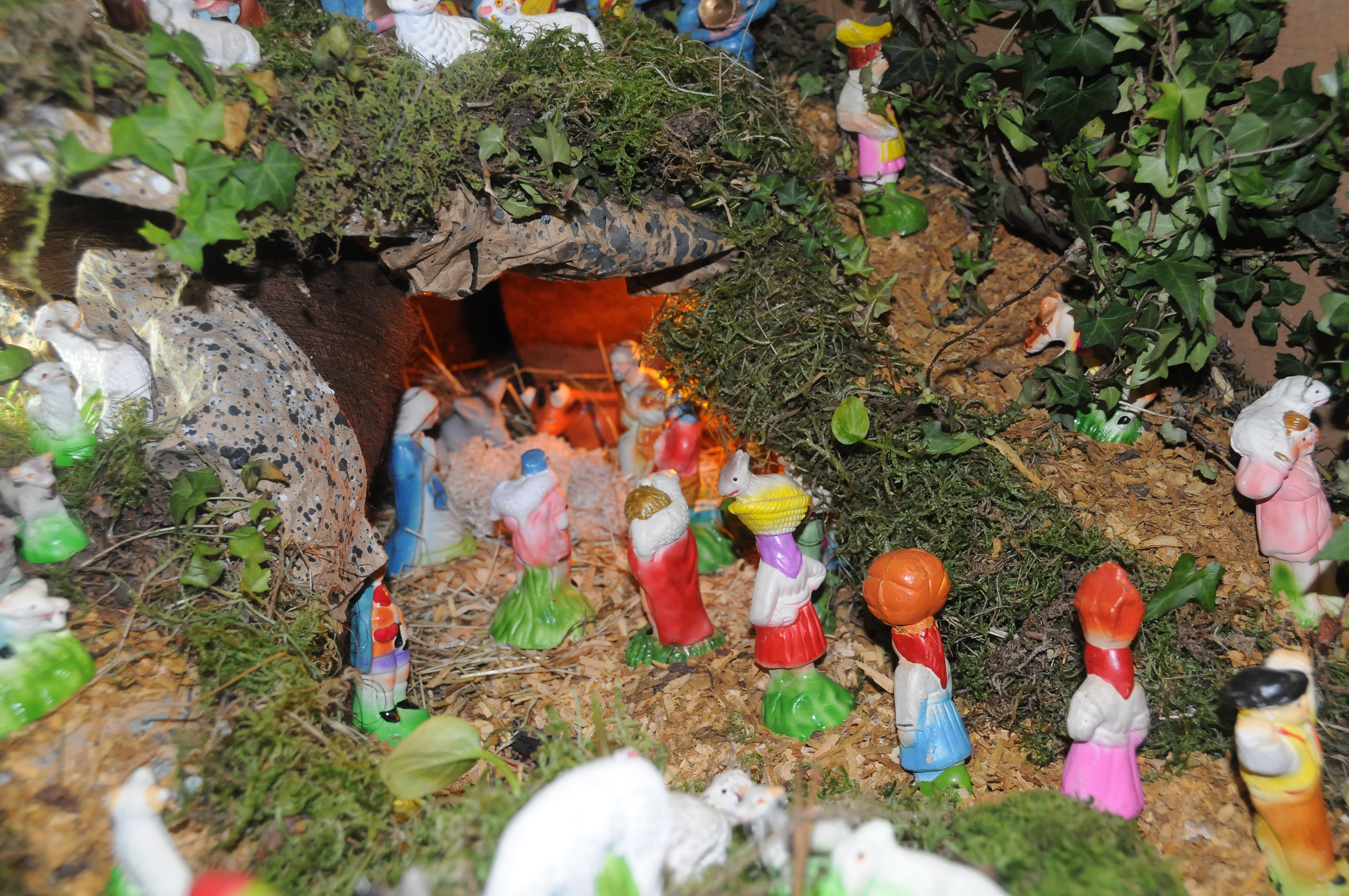
Un belén tradicional portugués

La Navidad, fiesta oficial en Portugal, es una ocasión muy familiar. Los portugueses que se han trasladado a las grandes ciudades como Lisboa u Oporto vuelven a sus pueblos de origen para pasar la Nochebuena con la familia. Tras la Missa do galo  que celebra el nacimiento de Cristo, se sirve la Consoada, una cena tardía. El plato tradicional es bacalhau com todos, un guiso de bacalao y verduras, aunque en el norte del país se sustituye el bacalao por pulpo. La cena de Nochebuena suele terminar con fatias douradas (torrijas), filhoses y sonhos, todos ellos basados en masas fritas. Otro dulce tradicional es el Bolo Rei que se come en Epifanía. En la actualidad, el personaje más popular entre los niños es Pai Natal, Papá Noel, pero en algunas regiones, sigue siendo el Niño Jesús (Menino Jesus) el que trae los regalos.

##### Serbia

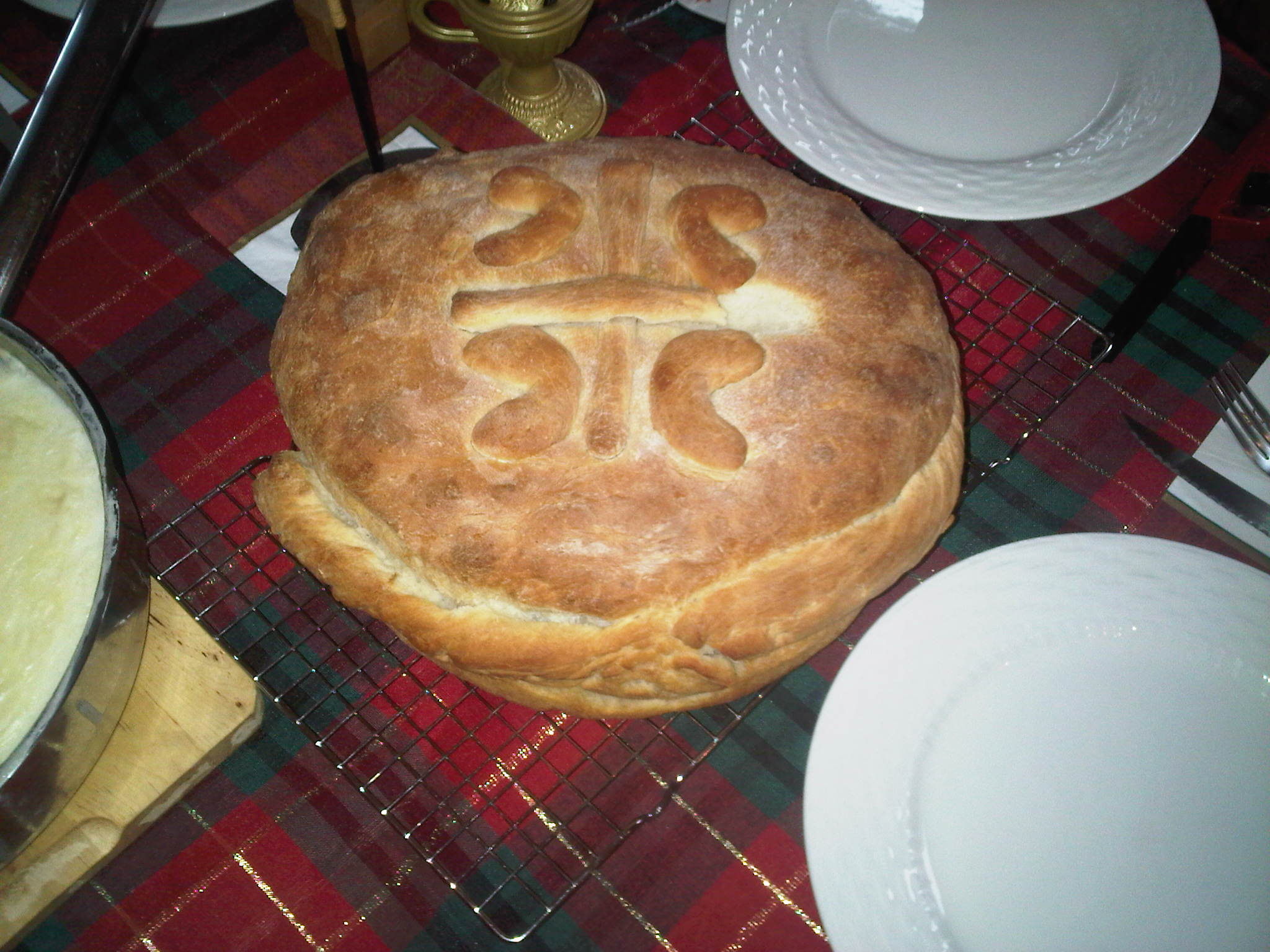
Pan de la Navidad ortodoxa serbia

Los serbios celebran la Navidad durante tres días consecutivos, que comienzan el día de Navidad. Como la Iglesia ortodoxa serbia utiliza el calendario juliano tradicional, este día es el 7 de enero, que se llama primer día de Navidad, y al que siguen el segundo y tercer días de Navidad. En esa época festiva, la gente se felicita con la fórmula «Cristo ha nacido», a lo que se contesta «En verdad ha nacido». Navidad se dice Božić en serbio, que en cirílico se escribe Божић, y significa dios pequeño o dios joven.
Esta festividad es la más importante de las que celebran los serbios en cuanto a la diversidad de costumbres y rituales. Varían de una región a otra, y algunas se han modernizado para adaptarse a la vida actual. El entorno ideal para llevar a cabo todas las tradiciones es la casa familiar del pueblo.
Tradicionalmente, en la mañana del día de Nochebuena el cabeza de familia elige y tala un roble joven de tronco recto. De él se hace un leño al que llaman badnjak. Por la noche se coloca ceremoniosamente en la chimenea, y mientras arde, se rezan oraciones en las que se pide felicidad, amor, suerte, riquezas y alimento para el año entrante. Como muchas casas carecen de chimenea en la que quemar el badnjak, se representa simbólicamente por varias ramas de roble con hojas que se compran en el mercado o se regalan en la iglesia.
La cena de ese día es una fiesta, copiosa y diversa, aunque se prepara según las reglas del ayuno. En algunos lugares, grupos de jóvenes van de casa en casa en su vecindario, felicitando las fiestas, cantando y actuando, y así continúan durante los tres días de la Navidad. También se esparce paja por el suelo y se ponen nueces sobre ella. En Nochebuena se suele guardar ayuno, y en ciertos lugares tradicionalmente se extiende sobre la mesa una fina capa de paja y se cubre con un mantel blanco, mientras el cabeza de familia hace la señal de la cruz, enciende una vela e inciensa toda la casa.
El día de Navidad se anuncian las celebraciones al amanecer con sonido de campanas y disparos. Se da mucha importancia a la primera visita que recibe la familia ese día. La gente espera que invoque prosperidad y bienestar para su hogar en el año que empieza, así que esta visita suele estar concertada. Siempre se trata de un varón de la familia o de un vecino, generalmente un joven. La comida de Navidad es la más festiva del año. Para la ocasión se hornea una hogaza de pan especial llamada česnica o pogača. El plato principal es cerdo asado, que se tuesta entero haciéndolo girar sobre una hoguera. En Serbia, los regalos no forman parte de la tradición del día de Navidad, sino que se intercambian uno de los tres domingos que preceden a esta celebración.
Desde principios de la década de 1990 la Iglesia ortodoxa serbia, junto con organizaciones locales, organiza las celebraciones públicas de Nochebuena, que consisten en cortar el badnjak y quemarlo en el patio de la iglesia mientras los parroquianos se reúnen y se celebra la misa de gallo.

##### España

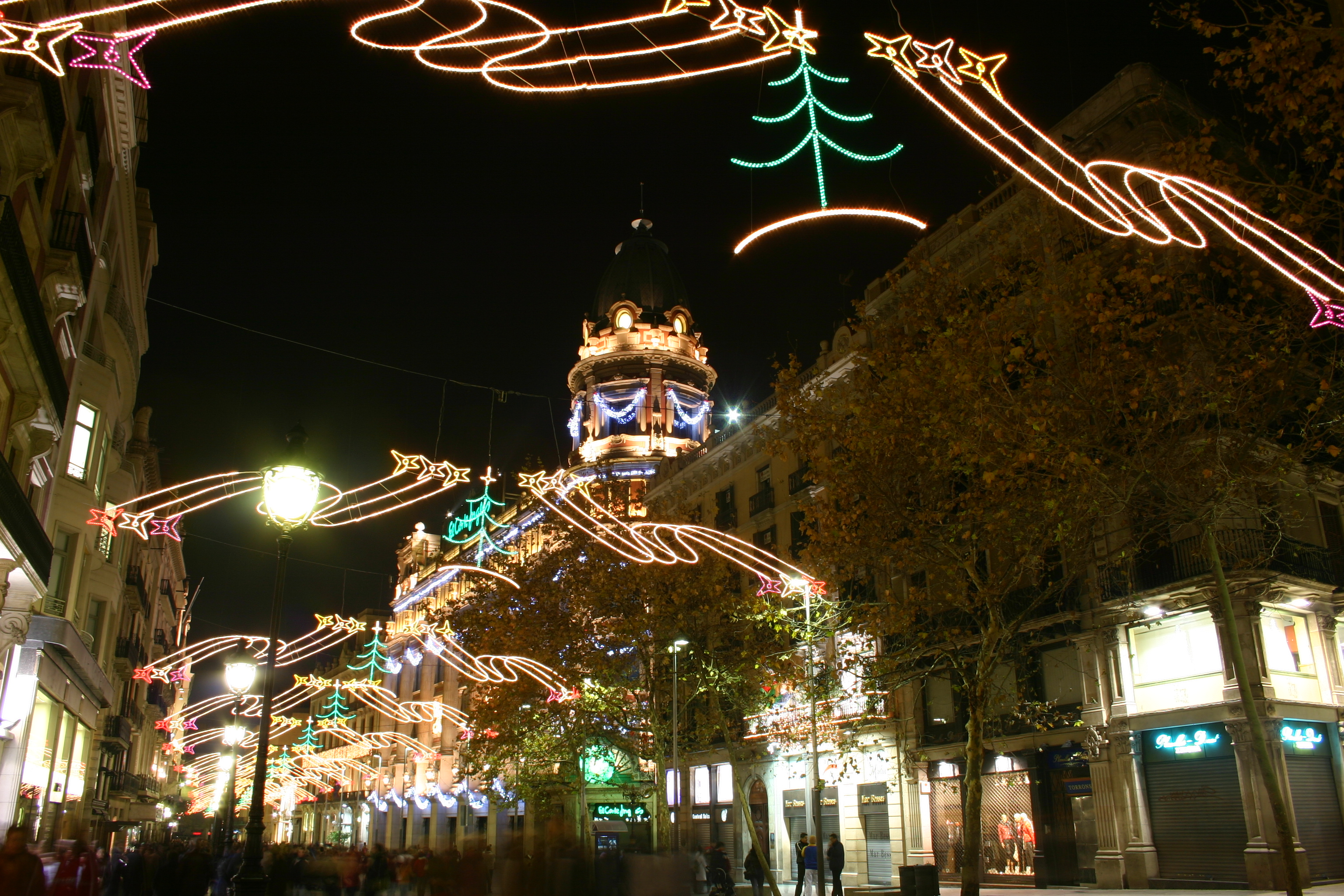
Iluminación navideña en Barcelona (España)

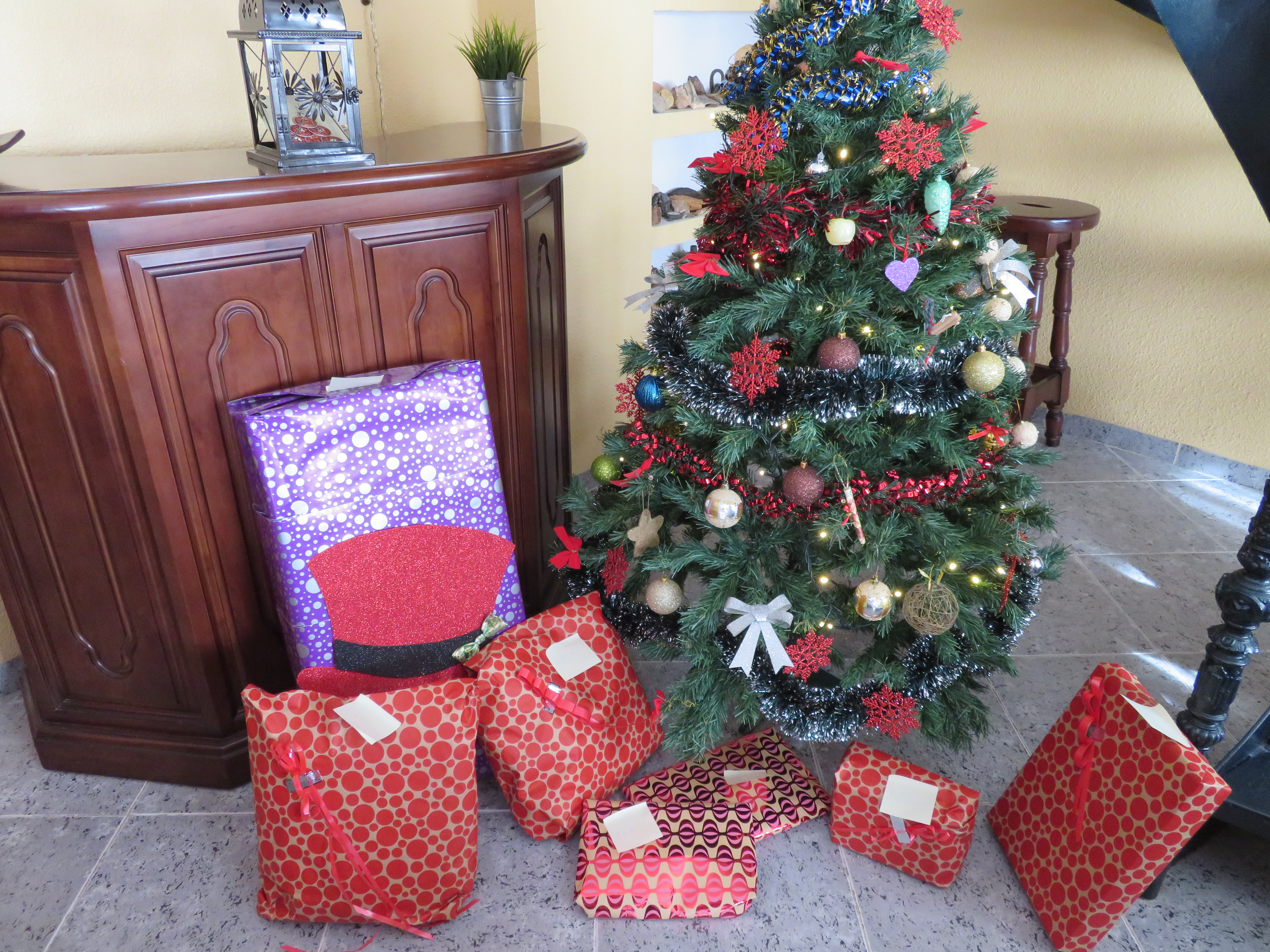
Regalos a los pies del árbol de Navidad. Tradiciones navideñas.

El día de Navidad es festivo en España, y las fiestas duran desde la Nochebuena, el 24 de diciembre, hasta la Epifanía o día de los Reyes Magos, el 6 de enero, aunque oficiosamente se dan por comenzadas el 22 de diciembre, con el sorteo de la lotería navideña. Es típico decorar la casa con un belén, un árbol de Navidad o ambos. En Cataluña y parte de Aragón existe la tradición del Tió de Nadal, un tronco que «defeca» golosinas para los niños en la Nochebuena. En los belenes de muchos hogares se coloca una figura muy peculiar: el caganer, un personaje que hace sus necesidades escondido en un rincón del nacimiento. Esta tradición catalana se ha ido popularizando por todo el país, y en los últimos años es habitual ver caganers de personajes conocidos de la política, el espectáculo o los deportes.
En Nochebuena muchas personas celebran un banquete familiar que puede durar hasta la madrugada. Hay una enorme variedad de platos típicos para esta cena, ya que cada región tiene sus especialidades. No obstante es bastante común comenzar la cena con un plato de verdura o sopa, seguir con pescado o marisco y terminar con pavo relleno asado como plato principal. De postre se sirven el típico turrón, dulce de origen árabe hecho a base de miel y almendra molida, polvorones, mazapán, «orejones» de albaricoque o melocotón, higos, dátiles, ciruelas, pasas y frutos secos.
En las iglesias se celebra la tradicional misa de la vigilia de Navidad, llamada Misa de Gallo, alrededor de la medianoche.
Los niños suelen recibir algunos regalos de parte de Papá Noel tras la cena de Nochebuena o en la mañana del día de Navidad. El País Vasco y Navarra, es el Olentzero el que trae los regalos. En Galicia, sin embargo, el que trae los regalos es el Apalpador. El día de Navidad, las familias suelen reunirse también para celebrar un banquete.
El 28 de diciembre se celebra el «día de los Santos Inocentes», que conmemora la matanza de niños ordenada por el rey Herodes. Ese día, los españoles se gastan bromas llamadas «inocentadas», similares a las del 1 de abril en otros países occidentales. Incluso algunos periódicos y cadenas de televisión entran en el juego publicando noticias falsas para embromar a su público.
El 31 de diciembre, Nochevieja, también es día de grandes festejos. Muchas personas celebran el fin de año en casa, mientras que otras lo hacen en «cotillones» públicos. A las 12 de la noche, los españoles dan la bienvenida al año nuevo comiendo 12 uvas, una por cada campanada del reloj, para invocar la suerte en el año que comienza. La fiesta acaba a menudo de madrugada, con un desayuno a base de chocolate con churros en algún bar que no cierre en toda la noche. El día de Año Nuevo es tradición celebrar con otra gran comida familiar el principio del año.
En la tarde del 5 de enero, los españoles dan la bienvenida a los tres Reyes Magos, que desfilan en espectaculares cabalgatas por las calles de las ciudades españolas. Esa noche, los Reyes traen regalos a los niños buenos y carbón a los malos, aunque este carbón suele ser de azúcar. Los niños dejan algunos dulces para los reyes y sus pajes, y un poco de leche para sus camellos. La comida familiar del día de Reyes acaba con el típico roscón en el que se suelen esconder una figurita y un haba. Quien encuentre la figurita será coronado rey del día, y quien encuentre el haba tendrá que pagar el roscón. Esta comida de Reyes pone fin a las fiestas navideñas en España.

#### Europa Occidental

##### Francia

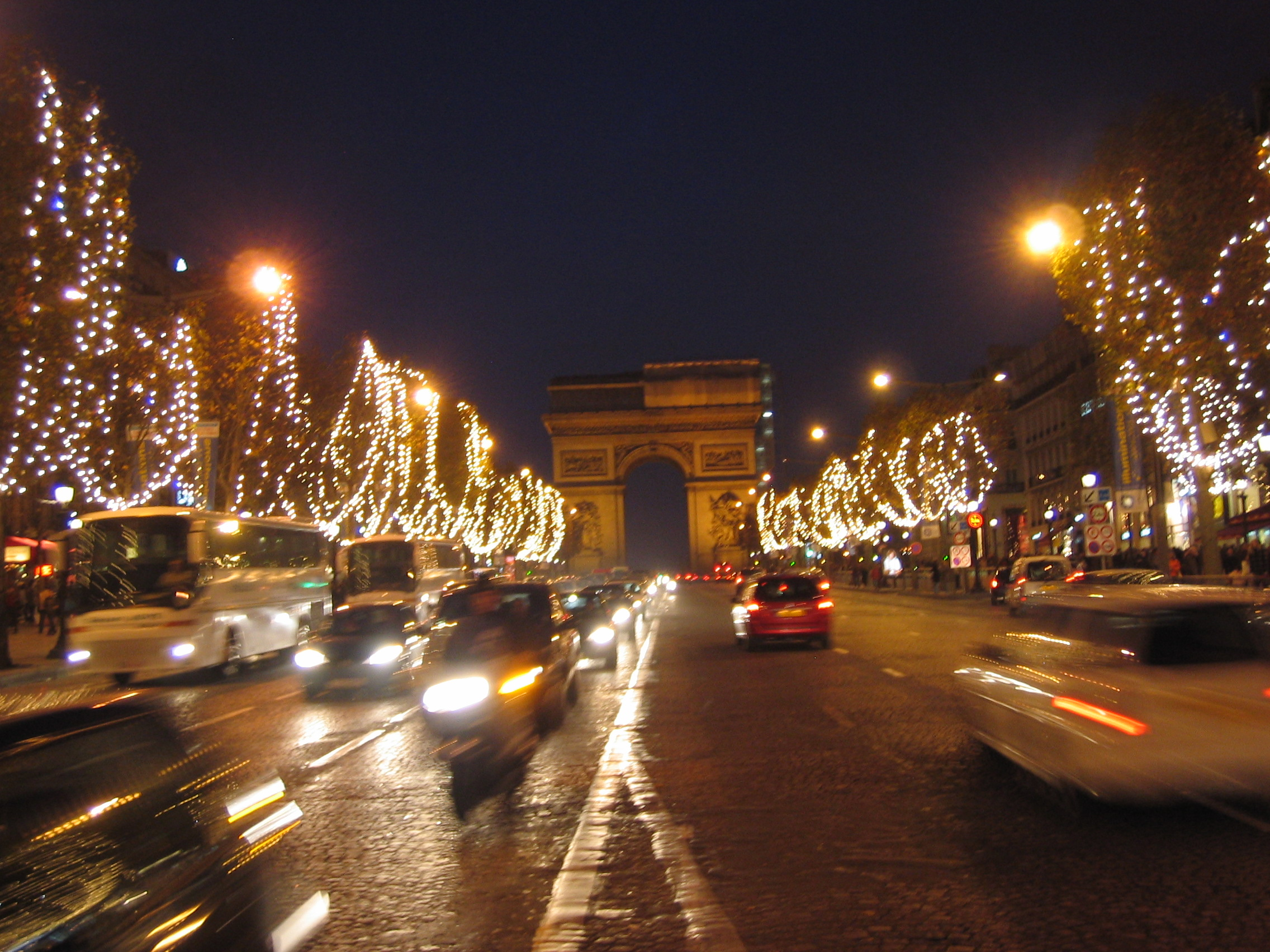
Decoración navideña en los Campos Elíseos de París, Francia

En Francia, la Navidad (Noël) es ante todo una fiesta religiosa, aunque también hay formas laicas de celebrarla. Los niños no cuelgan calcetines en la chimenea, sino que ponen sus zapatos cerca o bajo el árbol de Navidad, para que el Père Noël (Santa Claus) pueda dejarles regalos, costumbre también en los cantones francófonos de Suiza. Algunas familias asisten a la Misa del Gallo y decoran sus casas con belenes, que se completan con los «santones», figuritas que representan los habitantes de un pueblo y sus ocupaciones tradicionales.
En Francia, como en otras zonas de habla francesa (ver Canadá), se celebra en Nochebuena un gran banquete familiar denominado réveillon. El nombre procede de la palabra réveil, que significa «despertar», ya que los asistentes a esa cena se mantienen despiertos hasta la madrugada. El réveillon es de una naturaleza excepcionalmente lujosa: langosta, ostras, caracoles y foie gras como entrantes, seguidos de pavo con castañas, y de postre el característico bûche de Noël. En Provenza se sigue la tradición de los «13 postres», que casi siempre incluyen la pompe à l'huile y varios tipos de frutas secas. Estas comidas se suelen regar con vinos de calidad, terminando con champán o vinos espumosos. También es habitual cantar villancicos.

##### Irlanda

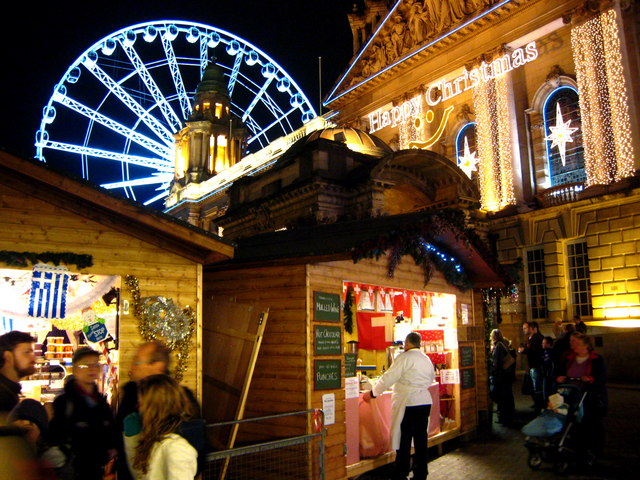
Mercadillo de Navidad

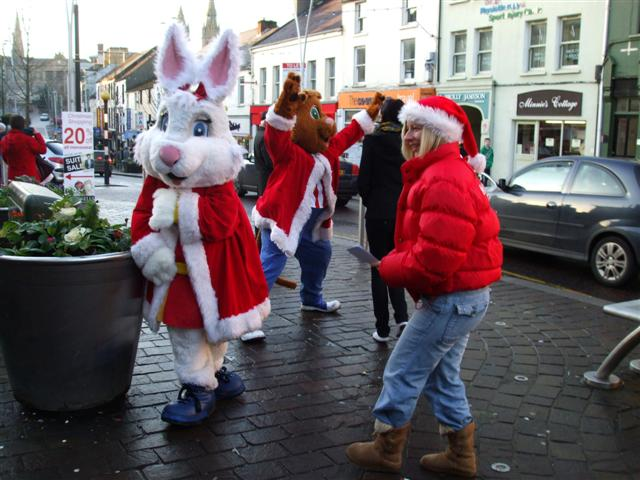
Jarana navideña en Omagh

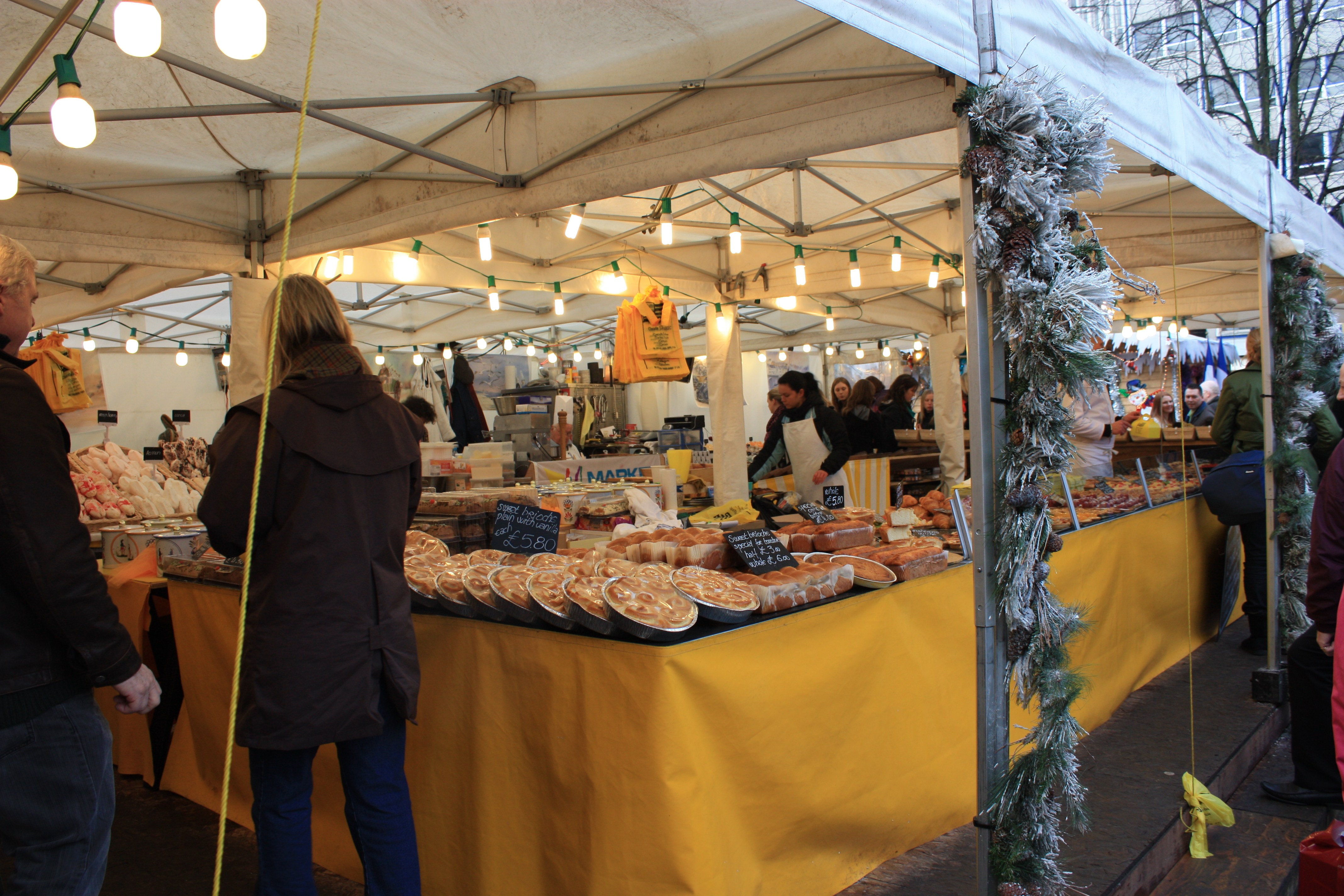
Mercadillo de Navidad

La Navidad es la más importante fiesta oficial en Irlanda, y se celebra del 24 de diciembre al 6 de enero, aunque muchos consideran el 8 de diciembre como el comienzo de las fiestas. Las escuelas solían cerrar en esa fecha, convirtiéndola en un día tradicional de compras navideñas, aunque ahora ya no es obligatorio y muchas escuelas permanecen abiertas. La mayor parte de los trabajadores guardan fiesta la tarde de Nochevieja. El día de Navidad y el de San Esteban (el 26 de diciembre) son festivos, y mucha gente no vuelve al trabajo hasta después de Año Nuevo. Los irlandeses dedican cada año más tiempo y dinero a celebrar la Navidad. En 2006, la cantidad total fue de 16 000 millones de euros, lo que significa una media de unos 4 000 euros por persona en el país.
En Irlanda es muy habitual salir en Nochebuena a tomar «el trago de Navidad» en el pub local, donde se suele invitar a los clientes regulares. En los días anteriores y posteriores al de Navidad, vecinos y amigos se reúnen para celebrar fiestas. Aunque la devoción religiosa es actualmente mucho menor de lo que solía ser, la asistencia a los servicios religiosos del día de Navidad es multitudinaria, siendo el más popular la Misa del Gallo. Muchas familias procuran que se recuerde a sus difuntos en estas misas, y es tradicional decorar las tumbas con coronas hechas de hiedra y acebo. Incluso en los hogares más laicos del país, el nacimiento protagoniza la decoración junto con el árbol de Navidad. Algunas personas encienden velas que representan hospitalidad simbólica para la Virgen María y San José, de forma que es habitual ver una vela o grupo de velas blancas en varias ventanas de cada casa. Las velas son una forma de decir que hay sitio para los padres de Jesús en estas casa aunque no lo hubiera en Belén. Por la noche, es tradición dejar un pastel de carne y un botellín o vaso de Guinness para Papá Noel y una zanahoria para Rodolfo el reno.
Papá Noel, conocido en Irlanda como «Santy» or Daidí na Nollag en gaélico, trae los regalos a los niños, que los abren en la mañana de Navidad. La comida tradicional de Navidad consiste en pavo o ganso y jamón con una selección de verduras y patatas, ya que las patatas siguen siendo un acompañamiento básico a pesar de la introducción de otros acompañamientos como el arroz y la pasta. El postre consiste en una rica selección de pudín de Navidad, pastel navideño y repostería con distintas salsas.
Las celebraciones navideñas acaban en Irlanda con la celebración de Little Christmas (Pequeña Navidad), denominada en gaélico Oíche Nollaig na mBan, el 6 de enero. Esta festividad, que coincide con la Epifanía, también se llama «Navidad de las mujeres» en los condados de Cork y Kerry.

##### Países Bajos y Flandes
Las tradiciones navideñas en / los Países Bajos son prácticamente las mismas que en la región belga de Flandes. Los holandeses tienen dos días festivos: el 25 de diciembre, llamado Eerste Kerstdag (primer día de Navidad) y el 26 de diciembre, Tweede Kerstdag (segundo día de Navidad). Es habitual pasar esos días con la familia.
Entre los católicos suele ser habitual asistir a la Misa del Gallo, aunque el número de practicantes en los Países Bajos haya disminuido considerablemente. La Nochebuena es una noche normal, sin celebraciones o reuniones especiales. No así la Navidad, en que se celebra el gourmetten, el festejo más popular de estas fiestas. La gente se reúne con la familia y los amigos y asan carne, pescado o tortillas en una gran sartén. En algunas zonas del país también elaboran Pannekoeken. La semana previa a Navidad es muy importante para el comercio minorista, ya que es la semana de mayor volumen de ventas del año. Se oyen villancicos por todas partes. Es conocido el rigor en la observancia religiosa de la gente del sur, y las iglesias están siempre llenas el día de Navidad. Las ciudades de Ámsterdam, Róterdam, La Haya y Eindhoven son las ciudades en las que se celebran más actividades lúdicas el día de Navidad.
La época navideña sigue después del Año Nuevo con la Epifanía o Driekoningen, el 6 de enero. Los niños se visten como los Reyes Magos y marchan en grupos de tres llevando linternas, representando la Epifanía y cantando canciones tradicionales para sus anfitriones. A cambio, se les premia con pasteles y dulces.

##### Reino Unido

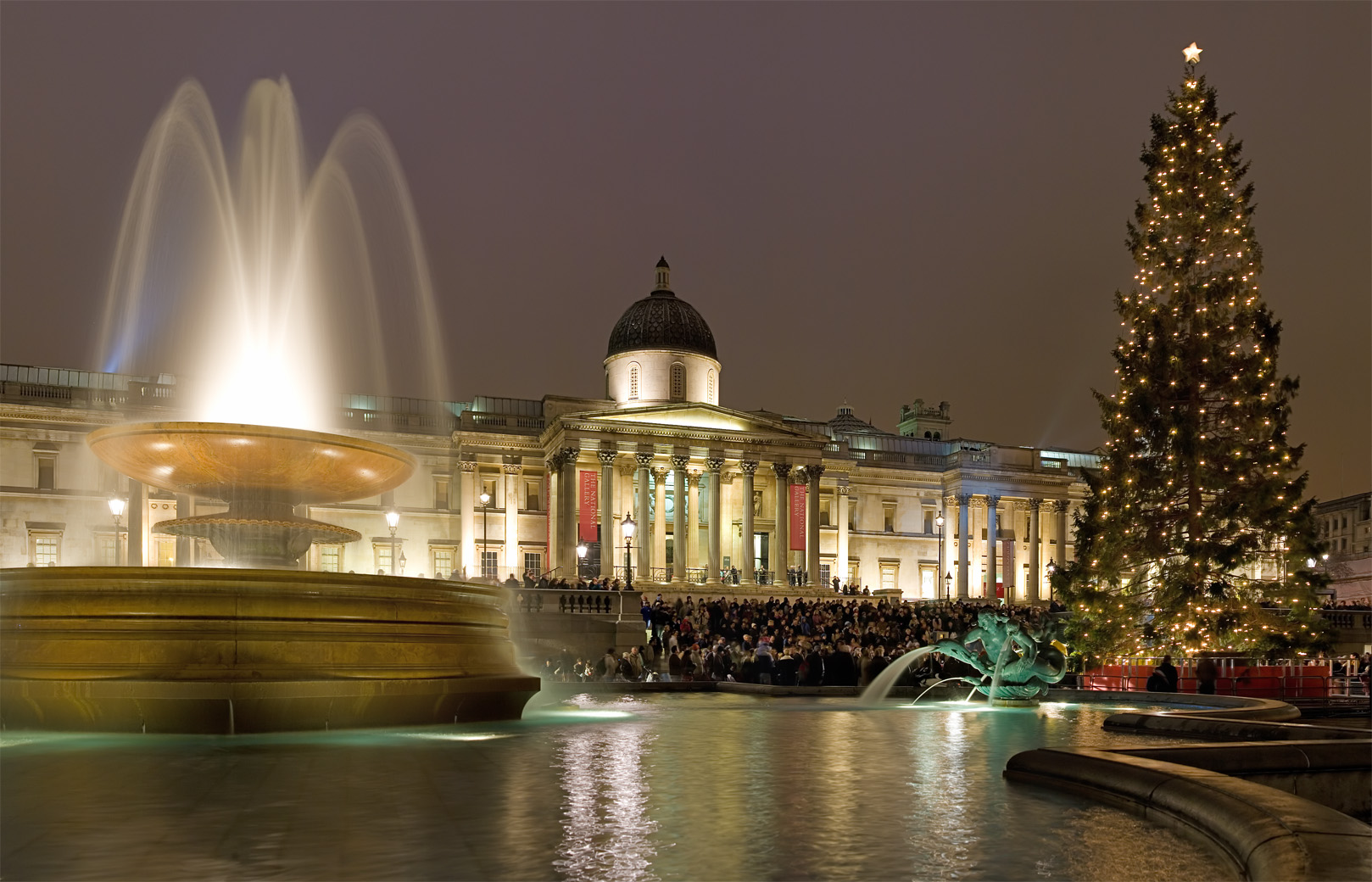
Árbol de Navidad y coro de villancicos en la plaza de Trafalgar de Londres (Reino Unido)

En el Reino Unido, las decoraciones navideñas se colocan en las tiendas y centros urbanos a principios de noviembre. En muchas ciudades, la puesta en marcha de la iluminación de las calles es un acto público. En las casas, lo normal es poner las decoraciones a principios de diciembre, que suelen constar de un árbol de Navidad, tarjetas y luces dentro y fuera de la casa. Cada año, los noruegos donan un árbol gigante para colocarlo en la plaza Trafalgar de Londres, como agradecimiento por la ayuda prestada durante la Segunda Guerra Mundial. En torno a este árbol cantan villancicos distintos coros varias noches antes de Nochebuena. Las decoraciones se suelen dejar hasta la noche el 5 de enero (la víspera de Epifanía), y se considera que da mala suerte mantenerlas después de esa fecha. En la práctica, lo normal es que muchas de las tradiciones navideñas, como los villancicos, desaparezcan después del día de Navidad.
Durante la época festiva es tradicional vender pasteles de carne, que son un popular alimento en Navidad. En muchos hogares británicos, los niños ponen calendarios de Adviento que contienen chocolates o escenas navideñas tras las puertecitas. Desde que se comercializaron las primeras tarjetas navideñas en Londres en 1843, se envían en las semanas anteriores a la Navidad. En las escuelas primarias y secundarias se solía representar una obra de teatro que relataba la tradición navideña, pero esta práctica se va perdiendo en favor de otras obras más ligeras sobre el mismo tema. Además de los católicos, los anglicanos también celebran la Misa del Gallo y este servicio se oficia en casi todas las parroquias de la Iglesia de Inglaterra en Nochebuena.
Los británicos reciben sus regalos de Father Christmas (Papá Noel), que los coloca en sus calcetines colgados en la chimenea o bajo el árbol de Navidad. Este personaje fue en tiempos similar al Fantasma de las Navidades Presentes de la novela Cuento de Navidad de Charles Dickens, pero ahora tiene el mismo aspecto que el Santa Claus norteamericano. Es tradición dejar un plato de zanahorias para los renos y pasteles de carne y una copa de jerez para Papá Noel.
La mayoría de británicos abren sus regalos en la mañana de Navidad, siendo una excepción notable la familia real, que los abre en Nochebuena siguiendo una tradición alemana introducida por los Hannover. La reina Victoria describió en su diario la Nochebuena de 1832, cuando tenía 13 años: «Tras la cena pasamos a la sala contigua al comedor... Había dos grandes mesas redondas en las que habían colocado dos árboles decorados con luces y adornos de azúcar. Todos los regalos estaban colocados en torno a los árboles...».
El día de Navidad, que es festivo en el Reino Unido, los británicos se reúnen con la familia y los amigos para celebrar la tradicional comida de Navidad, que suele consistir en pavo asado con arándanos, chirivías y patatas asadas, y se termina tradicionalmente con el pudín de Navidad. Durante la comida se rompen los crackers, petardos que contienen pequeños juguetes y chistes. Los servicios religiosos de Navidad tienen una asistencia mucho menor que en otros tiempos, sin embargo, el mensaje en televisión y radio de la reina el día de Navidad sigue siendo una importante tradición de muchos hogares, con una media de 78 millones de espectadores al año, aunque este número va bajando. El día siguiente, Boxing Day, también es festivo en el Reino Unido.

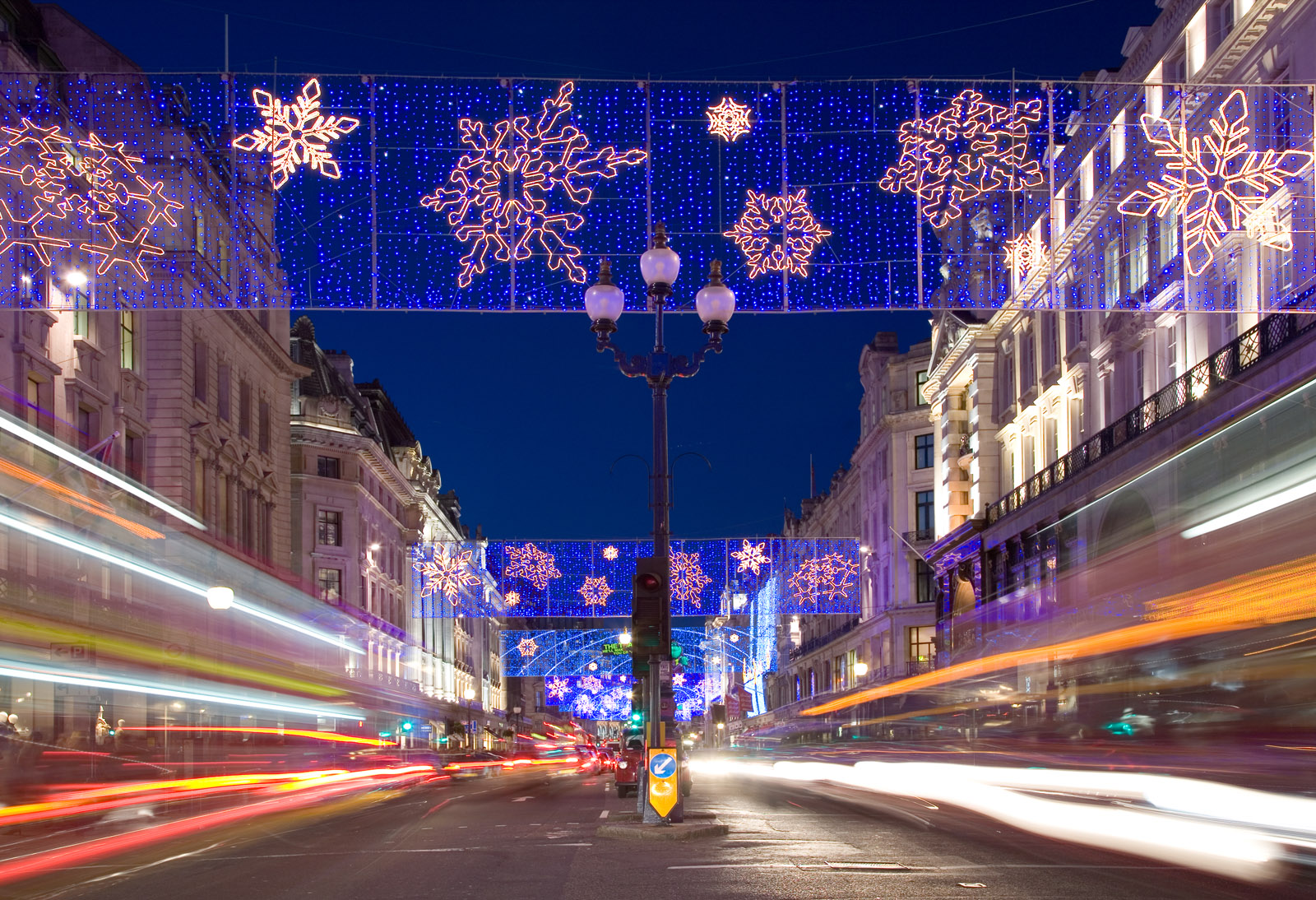
Luces de Navidad en Regent Street, Londres

Otra tradición es la de cantar villancicos: muchos grupos de niños los cantan de casa en casa, y también hay conciertos de coros profesionales. En público, las tiendas se engalanan con decoraciones navideñas, que se ven incluso en restaurantes indios y chinos. Numerosos teatros tienen la costumbre de organizar pantomimas navideñas para niños sobre los cuentos tradicionales, como Caperucita Roja o Aladino, en lugar de representar historias bíblicas relacionadas con la Navidad, aunque siempre existe algún vínculo. Ver la televisión es muy popular en esas fechas, y para muchos canales, el día de Navidad se ha convertido en el más importante del año en cuanto a cuotas de pantalla.

###### Escocia

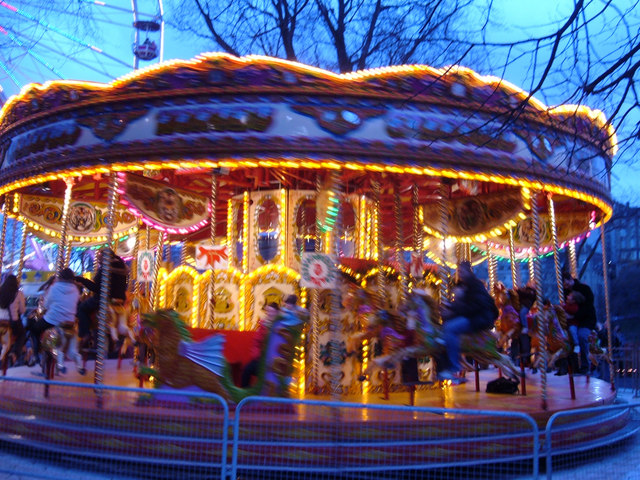
Tiovivo navideño

La Navidad en Escocia se celebra de forma muy tranquila, ya que la Iglesia de Escocia, de culto presbiteriano, nunca ha hecho un especial hincapié en las festividades navideñas, aunque en las zonas católicas la gente asiste a la Misa del Gallo o a la de Navidad antes de ir a trabajar. Esta tradición deriva de los orígenes de la Iglesia de Escocia y de la tradición monástica de San Columba, según la cual todos los días son días de Dios, y no hay ninguno más importante que otro (razón por la que el Viernes Santo no es fiesta oficial en Escocia]]. La Kirk (Iglesia) y el estado han estado muy unidos desde finales de la Edad Media hasta principios de la Era Moderna. El día de Navidad era un día normal de labor en Escocia hasta la década de 1960, e incluso la de 1970 en algunas zonas, siendo la Nochevieja (Hogmanay), con diferencia, la celebración más importante. Los regalos y las fiestas asociadas al invierno se solían celebrar entre el 11 de diciembre y el 6 de enero, pero desde los años 1980, a causa de la pérdida de influencia de la Iglesia y el aumento de preponderancia de las costumbres venidas de otras zonas del Reino Unido y del extranjero, las celebraciones de Navidad están casi a la par con las de Hogmanay y  Ne'erday (Año Nuevo). En la capital, Edimburgo, se monta un mercado navideño de tipo alemán desde finales de noviembre hasta Nochebuena y el primer domingo de Adviento, el cardenal arzobispo bendice el nacimiento colocado en la plaza principal. El día de Navidad, algunas personas encienden grandes hogueras y bailan a su alrededor al son de las gaitas. En Navidad es tradicional comer una torta de avena llamada Bannock.

### Oceanía

#### Australia

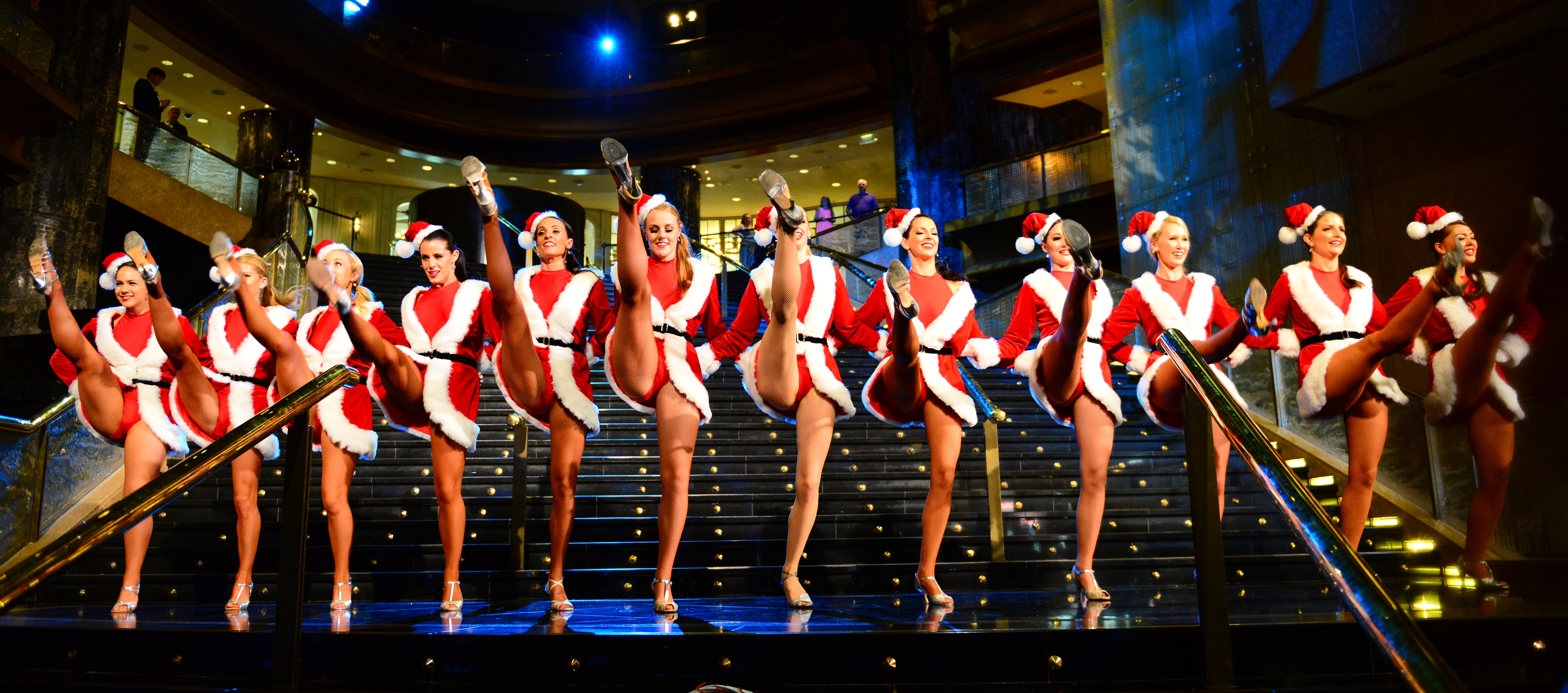
Actuación de las Christmas Belles en el atrio del Melbourne Crown

En Australia, como en todo el hemisferio sur, la Navidad se celebra en verano. El día de Navidad y el Boxing day (25 y 26 de diciembre) son festivos en Australia, y los trabajadores tienen esos días libres con derecho a paga.
Las tradiciones y decoraciones son similares en Australia a las del Reino Unido y EE. UU., y es habitual una iconografía invernal parecida. Eso significa un Papá Noel vestido de pieles y viajando en trineo, villancicos como Jingle Bells y escenas navideñas cubiertas de nieve en las tarjetas de felicitación y la decoración. Algunos compositores australianos han descrito a Papá Noel al estilo australiano, con akubra (sombrero australiano), ropa veraniega, chanclas y al volante de un pickup tirado por Canguros, pero estas descripciones no han conseguido desplazar la imaginería convencional.
El principal elemento de decoración es el árbol de Navidad, y son habituales las luces y el espumillón. Las decoraciones aparecen en las tiendas y las calles a principio de noviembre, y en diciembre las hay por todas partes, también en el exterior de algunas casas. En algunas regiones hay tradición de exhibir montajes elaborados, a veces con cientos de luces, y atraen a una gran cantidad de visitas.
Casi todas las empresas organizan una fiesta de Navidad en algún momento de diciembre. Como mucha gente toma vacaciones entre Navidad y Año Nuevo, y muchas empresas cierran durante ese periodo, estas fiestas celebran el final del año y a menudo no hacen referencia a la Navidad. A veces ni siquiera se llaman «fiesta de Navidad», sino «fiesta de fin de año» o «fiesta de ruptura».
De forma similar, los colegios, escuelas de formación profesional y universidades hacen vacaciones de verano. Los colegios suelen terminar una semana antes de Navidad para recomenzar a finales de enero o principios de febrero. Estas vacaciones permiten que muchas personas hagan largos viajes para pasar las fiestas con su familia.
Como la Navidad cae en verano, la televisión no es una parte importante de las tradiciones navideñas australianas. En verano no se miden las audiencias en Australia, y la programación está llena de reposiciones de viejos programas. Algunos programas producidos en el país tienen un especial navideño, aunque a veces se emiten a principio de diciembre y no el día de Navidad. Muchas cadenas de televisión reponen viejas películas de ambiente navideño en las semanas previas a las fiestas, como Miracle on 34th Street, ¡Ya es Navidad! o distintas versiones de Cuento de Navidad.
En Nochebuena, Santa Claus visita las casas dejando regalos bajo el árbol de Navidad o en los calcetines que se suelen colgar en la chimenea. Los regalos se abren al día siguiente, en la mañana de Navidad.
El 25 de diciembre, las familias suelen reunirse para la comida de Navidad, que es similar a las tradicionales del Reino Unido y Norteamérica: jamón, pavo asado, pollo asado, ensaladas y verduras, regado con champán y seguido de pastelitos de fruta, tarta pavlova y Pudín de Navidad con Brandy butter. Los crackers forman parte de la comida, y los bastones de caramelo son un dulce habitual en la mesa de los niños durante el periodo navideño. En los últimos tiempos, en consonancia con el tiempo más cálido de las horas centrales del día, se ha hecho más común servir comidas más ligeras o barbacoas, sobre todo en las zonas costeras, donde el pescado y el marisco tienen una fuerte presencia en estas fiestas.
Al día siguiente de Navidad, es tradición que comiencen dos eventos deportivos en Australia: el Boxing Day Test de Críquet y la Regata Sídney-Hobart.

#### Nueva Zelanda

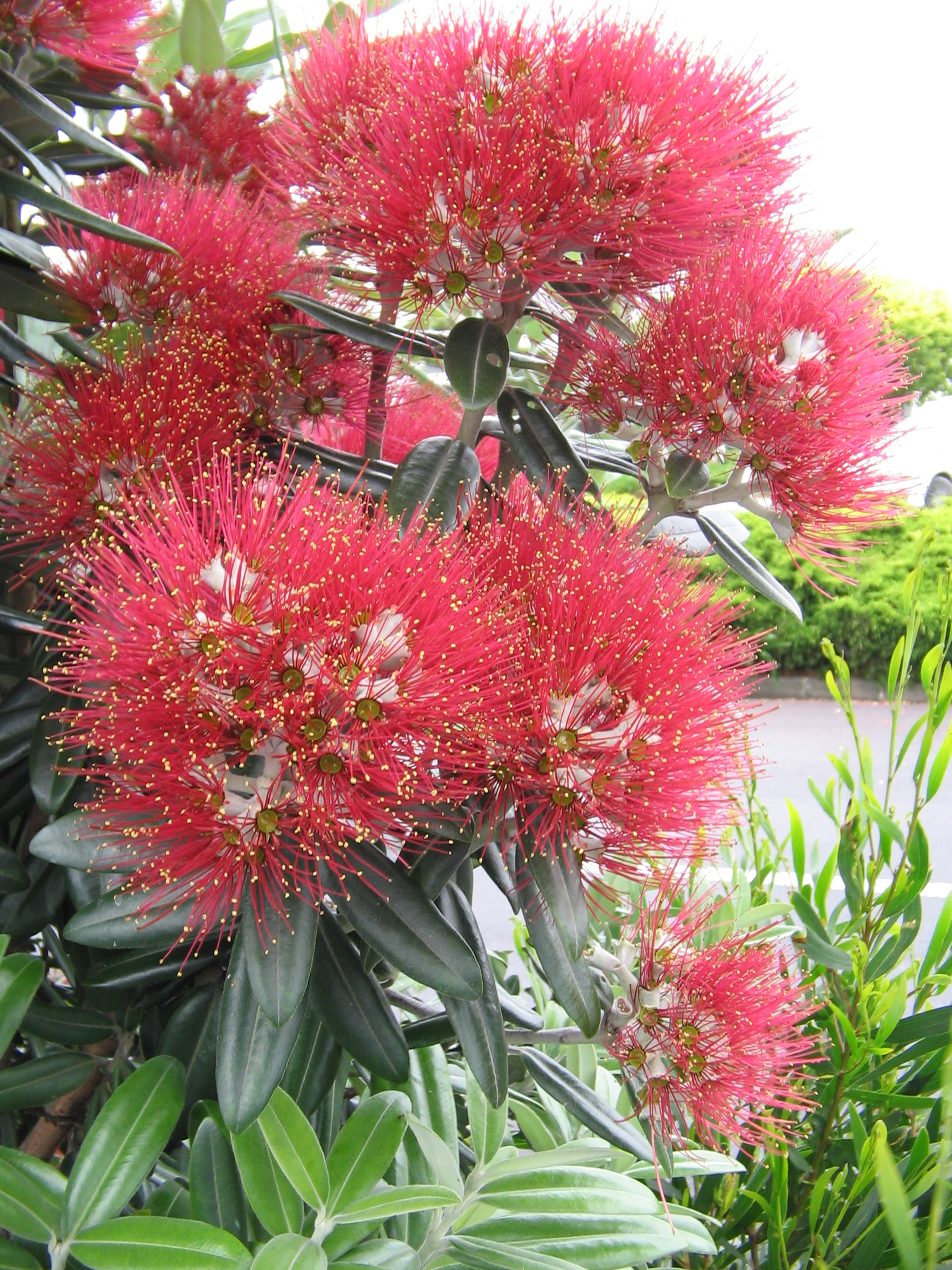
El pohutukawa, que florece en diciembre, es un símbolo de la Navidad muy utilizado en Nueva Zelanda

El día de Navidad y el 26 de diciembre (Boxing Day) son festivos en Nueva Zelanda. Muchas de las tradiciones son similares a las de Australia, una mezcla de las anglosajonas extrapoladas a un ambiente veraniego y local combinado en ocasiones con imaginería invernal. La planta llamada Pohutukawa, que produce grandes flores rojas en diciembre, se utiliza a menudo como símbolo de la Navidad, y se ha convertido en el «árbol de Navidad neozelandés».
En la comida de Navidad se sirven carnes asadas tradicionalmente invernales –aunque esta costumbre va cayendo en desuso– y se rompen crackers antes de comer. Los postres navideños tradicionales son pudín, trifle, tarta de Navidad y pastelillos de fruta, así como el postre típico neozelandés, el pastel Pavlova. Una alternativa moderna es organizar una barbacoa en la que las carnes se acompañan de ensaladas. La decoración de las casas es la tradicional, con luces en el interior y el exterior.

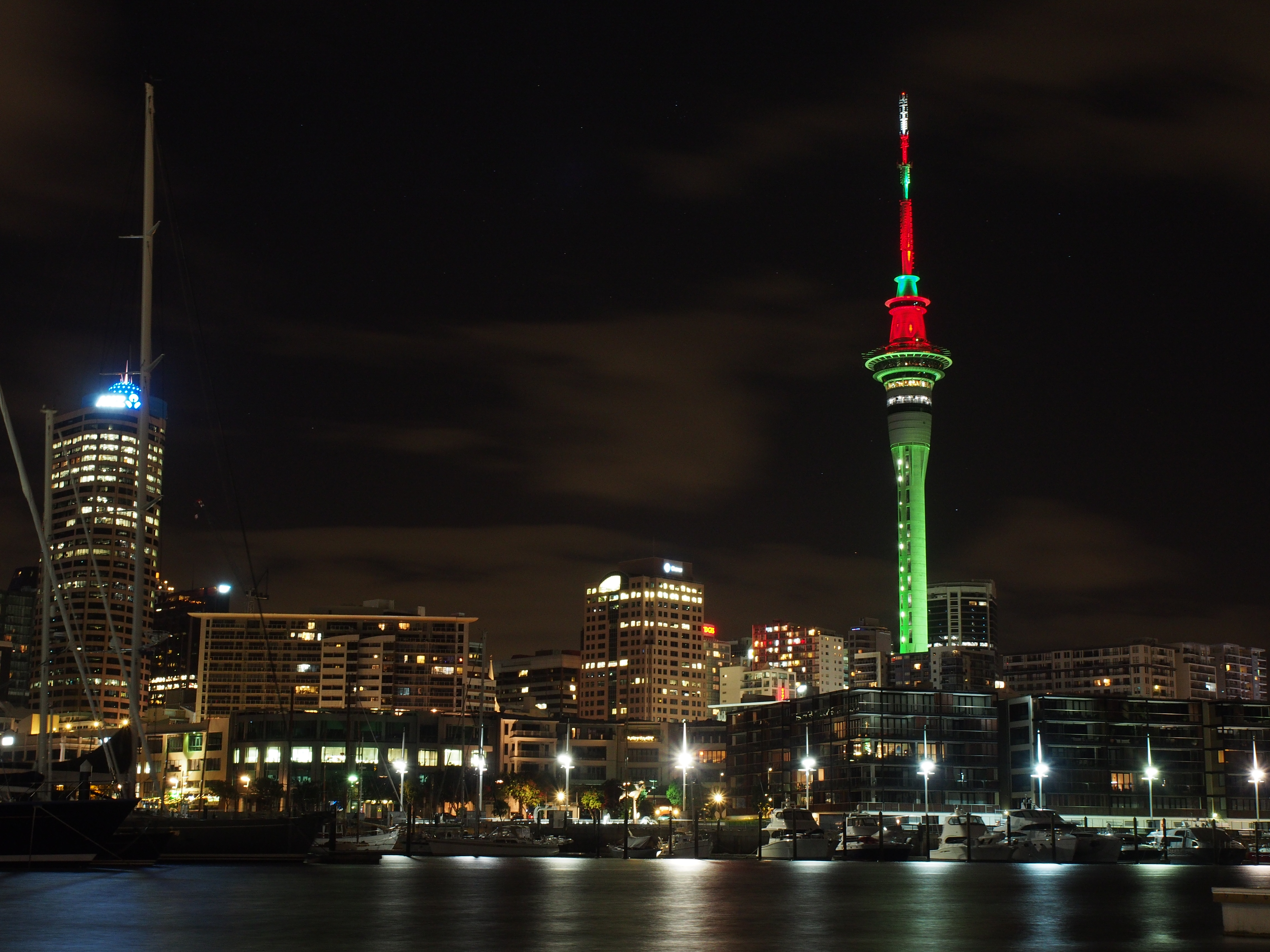
La Sky Tower de Auckland iluminada con colores navideños durante el mes de diciembre

Por todo el país se celebran cabalgatas de tema navideño. La más popular es la cabalgata de Santa Claus que transcurre por Queen Street en Auckland, en la que desfilan numerosas carrozas y bandas de música, y que atrae multitudes todos los años. Se celebra a finales de noviembre para facilitar la asistencia de los turistas, y se considera el preámbulo de las festividades navideñas. La tradición australiana de Carols by Candlelight (Villancicos a la luz de las velas) es también popular en Nueva Zelanda, sobre todo en Auckland y Christchurch, donde se suele organizar una gran reunión de coros al aire libre llamada Christmas in the park.
Como en Australia, la televisión no forma parte de las tradiciones navideñas de Nueva Zelanda. Se suelen emitir programas específicos de la época, normalmente una mezcla de programas religiosos y especiales navideños de las series regulares (a menudo estadounidenses o británicas). Los anuncios están prohibidos en la televisión y la radio neozelandesa el día de Navidad, una regla que también se aplica el Viernes Santo y el Domingo de Pascua. El mensaje navideño de la reina Isabel se emite sobre las 7 de la tarde del día de Navidad.

### Imágenes
- Christmas Around the World Archivado el 14 de diciembre de 2010 en Wayback Machine. – Fotografías de Life magazine
- Japan's Wacky Christmas Archivado el 20 de diciembre de 2010 en Wayback Machine. - Fotografías de Life magazine
- Crazy Christmas Lights in Colombia Archivado el 14 de diciembre de 2010 en Wayback Machine. - Fotografías de Life magazine

- Esta obra contiene una traducción  derivada de «Christmas traditions» de Wikipedia en inglés, publicada por sus editores bajo la Licencia de documentación libre de GNU y la Licencia Creative Commons Atribución-CompartirIgual 4.0 Internacional.

- Wikimedia Commons alberga una categoría multimedia sobre Navidad.
- Wikiquote alberga frases célebres de o sobre Tradiciones navideñas.

- Datos: Q717040
- Multimedia: Christmas traditions / Q717040